# Rusia
Rusia (în rusă Росси́я, transliterat: Rossia; pronunție rusă: [rɐˈsʲijə]), oficial Federația Rusă (în rusă Росси́йская Федера́ция, transliterat: Rossiiskaia Federația, pronunțat /rɐˈsʲijskəjə fʲɪdʲɪˈratsɨjə/), este o țară din Eurasia. Cu 17.125.200 km², Rusia este cea mai întinsă țară din lume, acoperind peste o optime din suprafața locuită a Pământului, și a noua ca populație, cu peste 144 de milioane de oameni în decembrie 2017, excluzând Crimeea. Aproximativ 77 % din populație trăiește în partea vestică, europeană, a țării. Capitala Rusiei, Moscova, este unul dintre cele mai mari orașe din lume⁠(d); alte mari orașe sunt Sankt Petersburg, Novosibirsk, Ekaterinburg și Nijni Novgorod.
Extinsă pe aproape toată Asia de Nord și pe o mare parte din Europa de Est, Rusia se întinde pe unsprezece fuse orare⁠(d) și cuprinde o gamă largă de tipuri de mediu⁠(d) și forme de relief. De la nord-vest spre sud-est, Rusia are frontiere terestre⁠(d) cu Norvegia, Finlanda, Estonia, Letonia, Lituania și Polonia (ambele cu Regiunea Kaliningrad), Belarus, Ucraina, Georgia, Azerbaidjan, Kazahstan, China, Mongolia și Coreea de Nord. Are frontiere maritime⁠(d) cu Japonia în Marea Ohotsk și cu SUA (statul Alaska) în Strâmtoarea Bering.
Slavii răsăriteni au apărut ca grup identificabil în Europa între secolele al III-lea și al VIII-lea e.n. Întemeiat și guvernat de o elită războinică varegă și de urmașii ei, statul Evul Mediu Rutenia a apărut în secolul al IX-lea. În 988, el a adoptat crestinismul ortodox de la Imperiul Bizantin, începând o sinteză a culturilor bizantină și slavă care a definit cultura rusă⁠(d) în următorul mileniu. Rutenia s-a dezintegrat în cele din urmă în mai multe state mici; majoritatea teritoriilor sale au fost apoi invadate de mongoli și au devenit tributare Hoardei de Aur nomade în secolul al XIII-lea. Marele Cnezat al Moscovei a reunificat treptat principatele rusești din jur și a obținut independența față de Hoarda de Aur. Până în secolul al XVIII-lea, această țară își întinsese mult granițele prin cuceriri, anexări și explorări⁠(d), transformându-se în Imperiul Rus, al treilea imperiu ca întindere din istorie, din Polonia în vest până în Alaska în est.
După Revoluția Rusă, Republica Sovietică Federativă Socialistă Rusă a devenit principala și cea mai mare republică constituantă a Uniunii Republicilor Sovietice Socialiste, primul stat socialist prin constituție din lume. Deși inițial aliată cu Germania Nazistă, Uniunea Sovietică a jucat un rol decisiv în victoria Aliaților în al Doilea Război Mondial, din care a ieșit ca superputere mondială rivală cu Statele Unite în Războiul Rece. Epoca sovietică a adus unele dintre cele mai importante realizări tehnologice⁠(d) ale secolului al XX-lea, între care primul satelit artificial și lansarea primilor oameni în spațiu. Până la sfârșitul lui 1990, Uniunea Sovietică avea a doua economie a lumii, cea mai mare armată permanentă din lume și cel mai mare stoc de arme de distrugere în masă. După dizolvarea Uniunii Sovietice în 1991, au apărut douăsprezece republici independente: Rusia, Ucraina, Belarus, Kazahstan, Uzbekistan, Armenia, Azerbaidjan, Georgia, Kîrgîzstan, Moldova, Tadjikistan, Turkmenistan, iar Statele Baltice anexate forțat și-au redobândit independența: Estonia, Letonia, Lituania; RSFS Rusă s-a reconstituit sub forma Federației Ruse și este recunoscută în dreptul internațional ca continuatoare a personalității legale și succesoare a Uniunii Sovietice. Este guvernată ca republică federală semiprezidențială.
Economia rusă este a douăsprezecea ca mărime după PIB nominal și a șasea după paritatea puterii de cumpărare în 2015. Bogatele resurse minerale și energetice ale Rusiei sunt cele mai mari din lume, țara fiind unul dintre principalii producători de țiței⁠(d) și gaze naturale⁠(d) din lume. Este una dintre cele cinci țări recunoscute ca deținătoare de arme nucleare și posedă cel mai mare arsenal de distrugere în masă. Rusia se revendică mare putere și ca putere regională⁠(d) având ambiții de potențială superputere. Este membru permanent⁠(d) al Consiliului de Securitate al Națiunilor Unite și partener activ al ASEAN, precum și membru al Organizației pentru Cooperare de la Shanghai, al G20, al Consiliului Europei, al Cooperării Economice Asia-Pacific (APEC), al Organizației pentru Securitate și Cooperare în Europa (OSCE), și al Organizației Mondiale a Comerțului (WTO), precum și membrul conducător al Comunității Statelor Independente (CSI), al Organizației Tratatului de Securitate Colectivă (CSTO) și unul din cei cinci membri ai Uniunii Economice Eurasiatice, împreună cu Armenia, Belarus, Kazahstan și Kîrgîzstan.

## Etimologia
Numele Rusia este derivat din Rus'⁠(d), numele unui stat medieval astăzi tradus în română ca Rutenia și populat în mare parte de către slavii răsăriteni. Acest nume propriu a devenit, ulterior, mai proeminent și țara a început să fie numită de către locuitorii ei Русская Земля („Russkaia zemlea”), care poate fi tradus ca „Pământul rusesc” sau „Țara Rusilor". Numele Rus⁠(d) în sine provine de la rusii medievali, negustori și războinici suezi⁠(d) care au trecut Marea Baltică și au fondat un stat centrat în Novgorod, care mai târziu a devenit Rusia Kieveană.
Versiunea latină a numelui Rus' era Rutenia⁠(d), de unde numele de Rutenia, aplicat mai ales regiunilor de sud și de vest ale teritoriilor fostului stat medieval, adiacente Europei Catolice. În scopul de a distinge Rusia Kieveană de alte state derivate din ea, este numită Rutenia Kieveană de către istoriografia modernă. Numele actual al țării, Россия (Rossia), vine de la denumirea greacă bizantină pentru țara Rus'⁠(d), Ρωσσία Rossía—scris Ρωσία (Rosía pronunțat [roˈsia]) în greaca modernă.
Modul standard de denumire a cetățenilor Rusiei în română este „ruși”; în rusă cuvântul fiind rossiane (россияне). Există însă două cuvinte rusești care se traduc în română ca „ruși”. Unul este „русские” (russkie), care de cele mai multe ori înseamnă „etnici ruși”. Altul este „россияне” (rossiane), care înseamnă „cetățeni din Rusia⁠(d), indiferent de etnie”.

## Istoria

### Istoria timpurie
Pastoralismul nomad⁠(d) s-a dezvoltat în stepa Pontico-Caspică începând cu Epoca Cuprului.
În antichitatea clasică, stepa Pontică era denumită Sciția. Începând cu secolul al VIII-lea î.e.n., negustorii antici greci au adus civilizația lor în prăvăliile din Tanais și Phanagoria. Unii exploratori greci, cel mai cunoscut dintre aceștia fiind Pytheas, au ajuns chiar până la actualul Kaliningrad, la Marea Baltică. Romanii s-au așezat și ei pe țărmul vestic al Mării Caspice, unde imperiul lor avea extremitatea răsăriteană. În secolele al III-lea și al IV-lea e.n., există legende despre un regat got al lui Oium⁠(d) în sudul Rusiei care a fost, apoi, cucerit de huni. Între secolele al III-lea și al VI-lea e.n., Regatul Bosforului, o entitate statală elenistică succesoare a coloniilor grecești, a căzut și el sub presiunea invaziilor unor popoare războinice nomade, ca hunii și avarii. Popor turcic, hazarii au dominat stepele Volgăi inferioare dintre Mările Caspică și Neagră până în secolul al X-lea.
Rușii moderni consideră drept strămoși triburile slave⁠(d), despre care unii specialiști spun că ar fi originare din zonele împădurite ale mlaștinilor Pinsk. Slavii răsăriteni s-au stabilit treptat în vestul Rusiei, în două valuri: unul dinspre Kiev spre actualele Suzdal și Murom și un altul din Polotsk spre Novgorod și Rostov. Începând din secolul al VII-lea, slavii răsăriteni formează cea mai mare parte a populației vestului Rusiei și au asimilat popoarele fino-ugrice⁠(d) băștinașe, inclusiv meria⁠(d), muromii⁠(d), și meșcerii⁠(d), triburile scite și sarmatice iar mai târziu și triburile varegilor de origine germanică.

### Rusia Kieveană

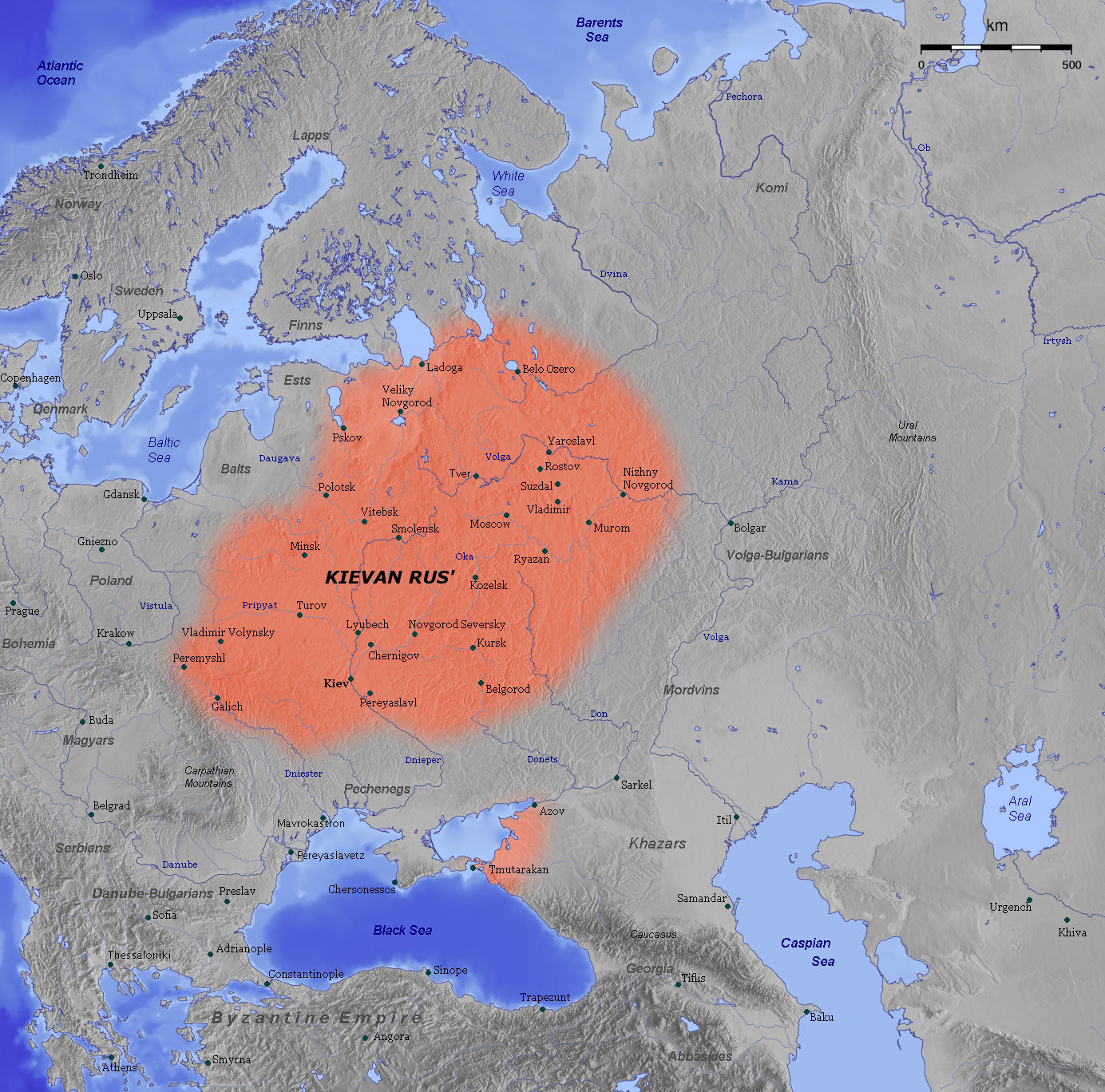
Rusia kieveană în secolul al 11-lea

Înființarea primelor state ale slavilor răsăriteni în secolul al IX-lea a coincis cu sosirea varegilor – negustori, războinici și coloniști din regiunea Mării Baltice. Ei erau în primul rând vikingi de origine scandinavă, care s-au aventurat de-a lungul căilor navigabile de pe țărmul estic al Mării Baltice până la Mările Neagră⁠(d) și Caspică⁠(d). Potrivit Cronicii vremurilor trecute, un vareg dintre rusi, pe nume Rurik, a fost ales domn al Novgorodului în 862. În 882, succesorul lui, Oleg, s-a extins spre sud și a cucerit Kievul, care, până atunci, plătea tribut hazarilor, întemeind Rusia Kieveană. Oleg, Igor (fiul lui Rurik) și Sviatoslav (fiul lui Igor) au supus apoi triburile locale est-slave dominației kievene, au distrus haganatul hazar și au lansat mai multe expediții militare în Bizanț⁠(d) și Persia⁠(d).
În secolele al X-lea și al XI-lea, Rusia Kieveană a devenit unul dintre cele mai mari și mai prospere state din Europa. Domniile lui Vladimir cel Mare (980-1015) și a fiului lui, Iaroslav cel Înțelept (1019-1054), constituie Epoca de Aur a Kievului, în care s-a acceptat creștinismul ortodox de la Bizanț și a apărut primul cod de legi al slavilor răsăriteni, Russkaia Pravda.
În secolele al XI-lea și al XII-lea, incursiunile constante ale triburilor turcice nomade, cum ar fi kipceakii⁠(d) și pecenegii, au provocat o migrație masivă a populațiilor slave spre regiunile des împădurite din nord, în special în zona cunoscută sub numele de Zalesie⁠(d).

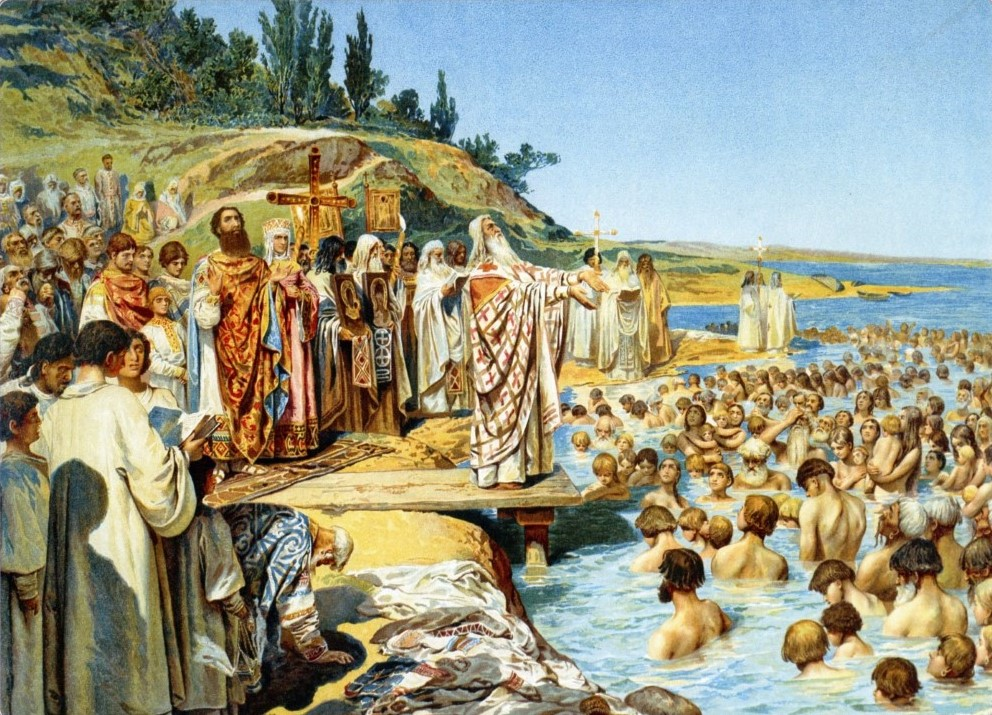
Botezul kievenilor, de Klavdi Lebedev

Epoca feudalismului și descentralizării a fost marcată de o permanentă luptă internă între membrii dinastiei Rurik care domnea colectiv în Rusia Kieveană. Dominația Kievului a slăbit, în folosul statului Vladimir-Suzdal, în nord-est, Republicii Novgorod în nord-vest și a Galiției-Volîniei, în sud-vest.
În cele din urmă, Rusia Kieveană s-a dezintegrat, lovitura finală fiind dată de invazia mongolă din 1237–40 care s-a soldat cu distrugerea Kievului și cu moartea a circa jumătate din populația țării. Elita mongolilor invadatori, împreună cu popoarele turcice cucerite de aceștia (cumani, kipceaki, bulgari), au format poporul tătar, și au întemeiat Hoarda de Aur, de unde au continuat să prade cnezatele rusești; mongolii dominau confederația cumano-kipceakă și Bulgaria de pe Volga (în zona sudului și centrului Rusiei europene de astăzi) timp de peste două secole.
Galiția-Volînia a fost în cele din urmă absorbită de către Regatul Poloniei⁠(d), în timp ce Vladimir-Suzdal și Republica Novgorod, două regiuni dominate de mongoli la periferia Kievului, au pus bazele statalității rusești moderne. Novgorodul, împreună cu Pskovul, au păstrat un anumit grad de autonomie în timpul dominației mongole și au fost în mare măsură cruțate de atrocitățile care au afectat restul țării. În frunte cu cneazul Alexandr Nevski, novgorodenii au respins invazia suedeză în bătălia de pe Neva în 1240, precum și pe cruciați germanici în bătălia de pe gheață în 1242, întrerupând încercările lor de a coloniza Rutenia nordică.

### Marele Cnezat al Moscovei

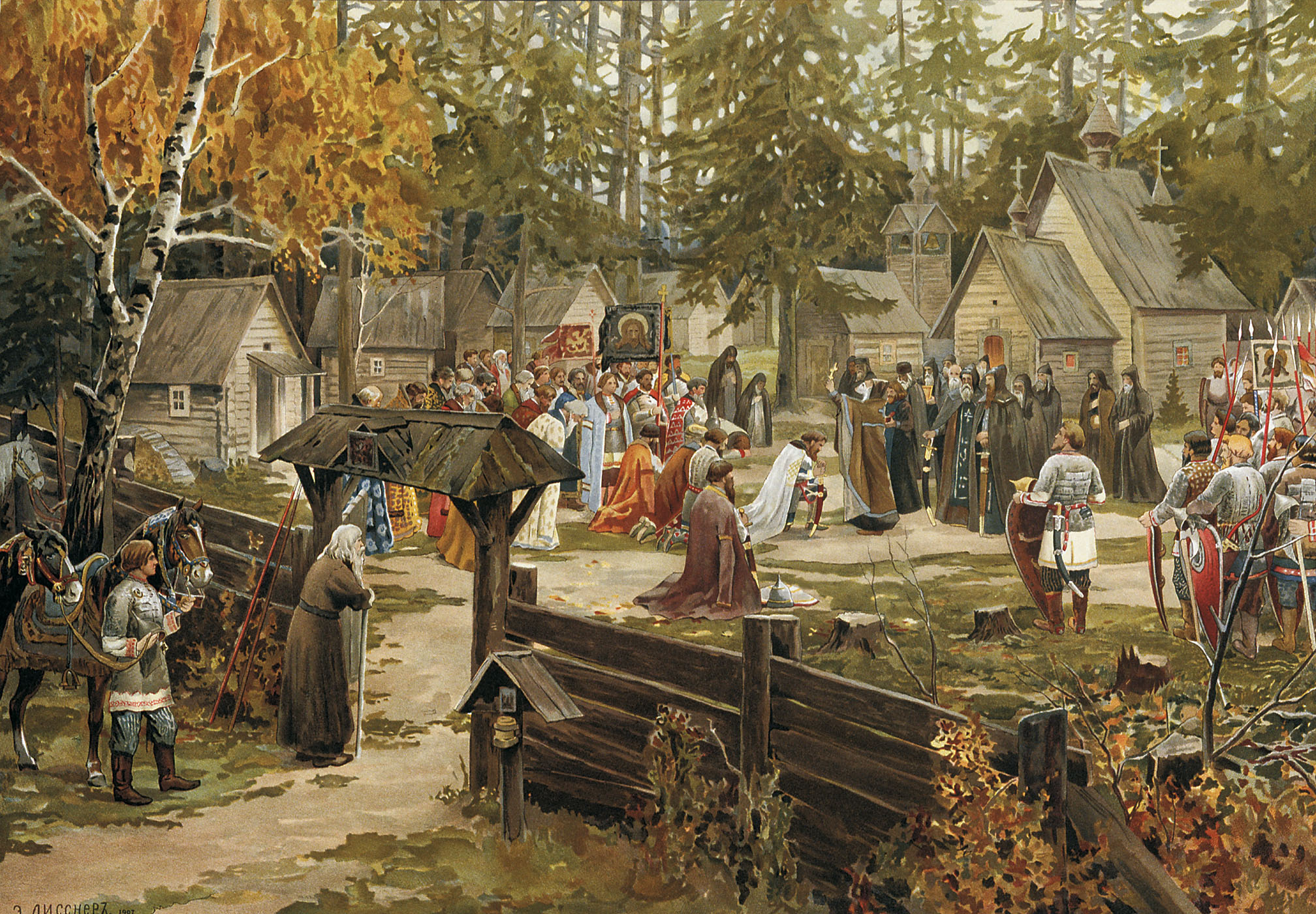
Serghie de Radonej îl binecuvântează pe Dmitri Donskoi în, înainte de bătălia de la Kulikovo, reprezentat într-o pictură de

Cel mai puternic stat care a apărut în cele din urmă, după distrugerea Rusiei Kievene a fost Marele Cnezat al Moscovei („Țara Muscălească” în cronicile românești), inițial, o parte din Vladimir-Suzdal. Pe când încă era dominată de mongolo-tătari și cu complicitatea lor, Moscova a început să-și afirme influența în centrul zonei rutenești prin secolul al XIV-lea, devenind treptat forța conducătoare a procesului de reunificare a Ruteniei și de expansiune a Rusiei. Ultimul rival al Moscovei, Republica Novgorod, prospera ca principal centru de negoț cu blănuri⁠(d) și cel mai răsăritean port al Ligii Hanseatice.
Vremurile erau tot grele, cu frecvente raiduri mongolo-tătărești⁠(d). Agricultura a avut de suferit de pe urma Micii Ere Glaciare. Ca și în restul Europei, ciuma își făcea frecvent apariția între 1350 și 1490. Cu toate acestea, din cauza densității scăzute a populației și a unei igiene mai bune—folosirea pe scară largă de banea⁠(d), sauna rusească—rata deceselor pricinuite de ciumă nu a fost la fel de mare ca în Europa de Vest, și populația se redresase pe la 1500.
În frunte cu cneazul Dmitri Donskoi al Moscovei și sprijinită de către Biserica Ortodoxă Rusă, armata unită a cnezatelor rusești a provocat o înfrângere de referință mongolo-tătarilor în bătălia de la Kulikovo în 1380. Moscova a absorbit treptat cnezatele din jur, inclusiv foștii rivali puternici precum Tverul⁠(d) și Novgorodul.
Ivan al III-lea ("cel Mare") s-a eliberat în cele din urmă de dominația Hoardei de Aur și a consolidat toată Rutenia Centrală și de Nord sub controlul Moscovei. El a fost și primul care și-a luat titlul de „Mare Cneaz al tuturor Rușiilor”. După căderea Constantinopolului în 1453, Moscova a revendicat succesiunea la moștenirea Imperiului Roman de Răsărit. Ivan al III-lea s-a căsătorit cu Sophia Palaiologhina, nepoata ultimului împărat bizantin Constantin al XI-lea, și a preluat vulturul bicefal bizantin drept însemnul său propriu și, în cele din urmă, al Rusiei.

### Țaratul Rusiei

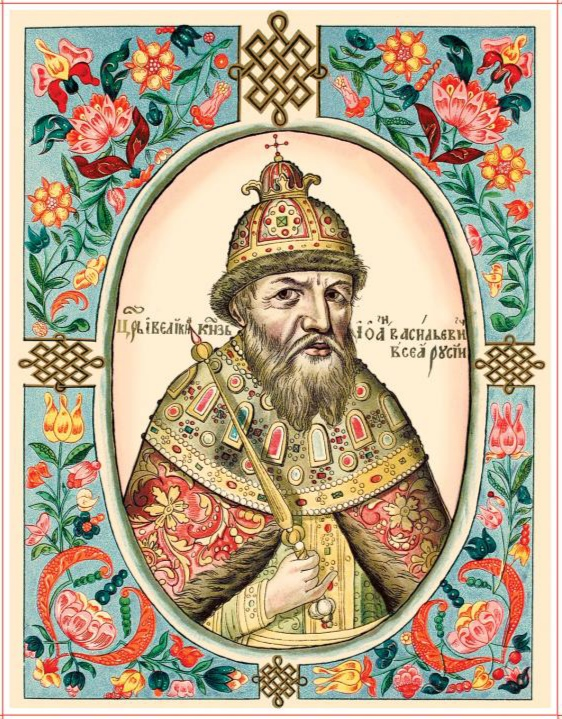
Țarul Ivan cel Groaznic, ilustrare în Țarski Titulearnik, secolul al XVII-lea

În dezvoltarea ideii celei de a Treia Rome, marele cneaz Ivan al IV-lea („cel Groaznic”) a fost încoronat oficial ca primul țar („cezár”) al Rusiei în 1547. Țarul a promulgat un nou cod de legi (Sudebnikul din 1550⁠(d)), a stabilit primul organism feudal reprezentativ rusesc (Zemski Sobor) și a introdus autoadministrarea locală în regiunile rurale.
În lunga sa domnie, Ivan cel Groaznic aproape că a dublat deja întinsul teritoriu rusesc prin anexarea celor trei hanate tătărești în care se dezmembrase Hoarda de Aur: Kazan și Astrahan de-a lungul Râului Volga, și Hanatul Siberiei, în sud-vestul Siberiei. Astfel, la sfârșitul secolului al XVI-lea, Rusia se transformase deja într-un stat multietnic, multiconfesional și transcontinental⁠(d).
Țaratul a fost însă slăbit de eșecurile repetate în îndelungatul Război Livonian împotriva unei coaliții formate din Polonia, Lituania, și Suedia pentru ieșirea la coasta Mării Baltice și pentru accesul la comerțul maritim practicat acolo. În același timp, tătarii din Hanatul Crimeei, singurul successor rămas al Hoardei de Aur, a continuat raidurile de pradă în sudul Rusiei. Într-o încercare de a restaura hanatele de la Volga, crimeeni și aliații lor otomani au invadat Rusia centrală și au reușit și să ardă părți din Moscova⁠(d) în 1571. Dar, în anul următor, marea armată invadatoare a fost învinsă de ruși în bătălia de la  Molodi⁠(d), eliminând pentru totdeauna amenințarea expansiunii otomano-crimeene în Rusia. Raidurile pentru sclavi ale crimeenilor⁠(d) nu au încetat însă până spre sfârșitul secolului al XVII-lea, chiar dacă noua linie de fortificații din sudul Rusiei, Marea Linie a Abatizei⁠(d), a îngustat constant zona accessibilă pentru incursiuni.

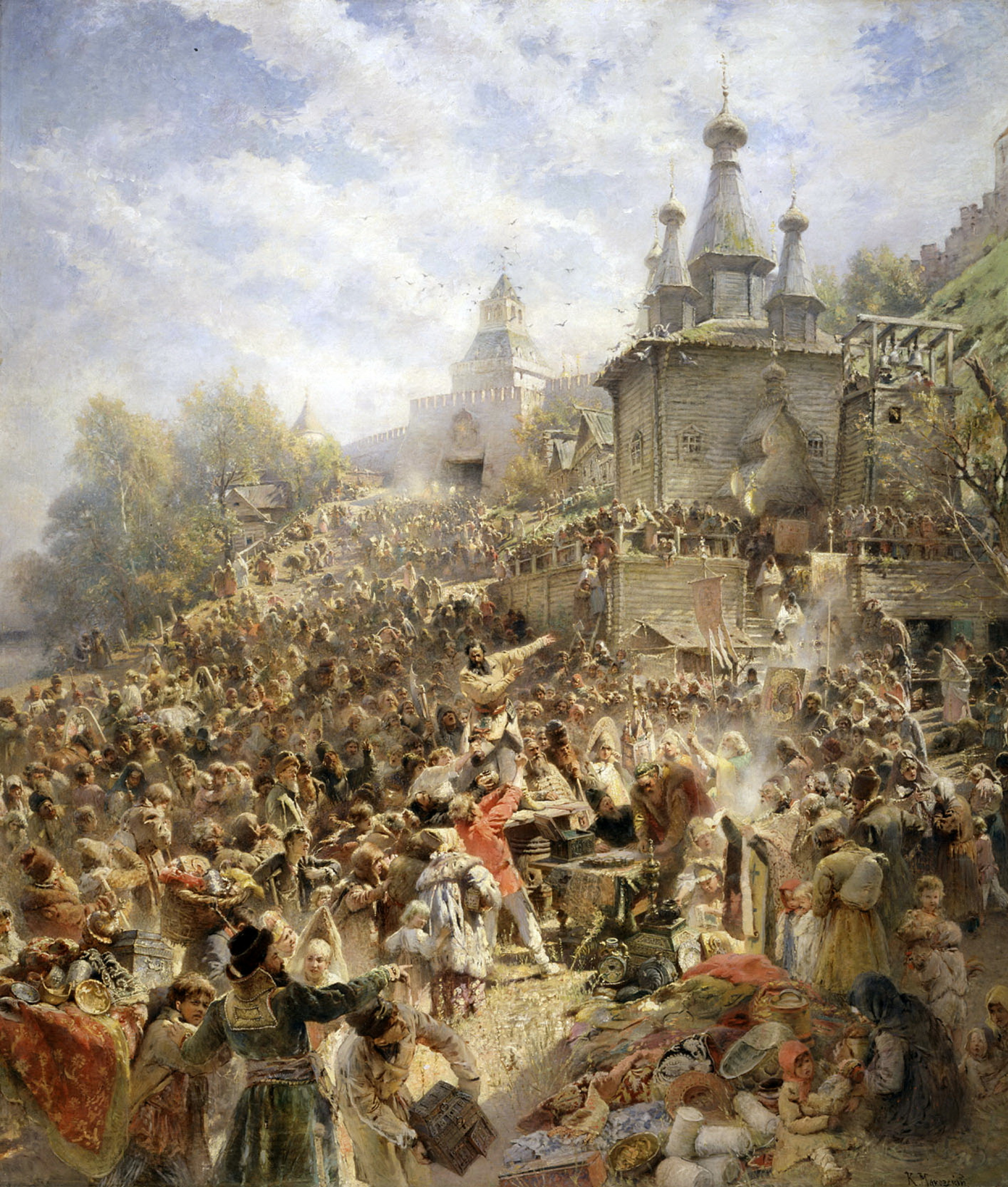
Kuzma Minin se adresează poporului din Nijni Novgorod cerând ridicarea unei armate de voluntari împotriva invadatorilor polonezi

Moartea fiilor lui Ivan a marcat sfârșitul vechii Dinastiei Rurik în 1598 și, în combinație cu foametea din 1601-1603⁠(d), a condus la un război civil, la domníi de pretendenți, și la intervenția străină în Timpurile Tulburi din secolul al XVII-lea. Uniunea Polono–Lituaniană a ocupat părți din Rusia, inclusiv Moscova. În 1612, polonezii au fost obligați să se retragă de către voluntarii ruși conduși de doi eroi naționali, negustorul Kuzma Minin și cneazul Dmitri Pojarski. Dinastia Romanov a urcat pe tron în 1613, prin hotărârea Zemski Soborului, și țara a început redresarea treptată din criză.
Rusia și-a continuat creșterea teritorială tot secolul al XVII-lea, perioadă care a reprezentat epoca cazacilor. Cazacii erau războinici organizați în comunități militare, asemănătoare piraților și pionierilor din Lumea Nouă. În 1648, țăranii din Ucraina s-au alăturat cazacilor zaporojeni în rebeliunea împotriva Poloniei-Lituaniei în timpul Răscoalei lui Hmelnițki din cauza oprimării sociale și religioase de care sufereau sub dominație polonă. În 1654, liderul ucrainean Bogdan Hmelnițki a cerut protecția țarului rus Alexei I pentru Ucraina. Alexei a acceptat oferta, ceea ce a dus la un alt război ruso-polon. În cele din urmă, Ucraina a fost împărțită de-a lungul Niprului, lăsând partea de vest, Ucraina de pe malul drept, sub dominație polonă, iar partea de est (Ucraina de pe malul stâng și Kievul) sub stăpânirea Rusiei. Mai târziu, în 1670-71, cazacii de la Don conduși de Stenka Razin au inițiat o revoltă majoră în Regiunea Volga, dar trupele țarului i-au învins pe rebeli.
În est, explorarea și colonizarea rapide ale unor imense teritorii din Siberia a fost condusă în mare parte de vânătorii cazacii care căutau blănuri și fildeș. Exploratorii ruși⁠(d) au înaintat spre est, în primul rând, de-a lungul rutelor fluviale siberiene⁠(d), și pe la mijlocul secolului al XVII-lea existau așezări rusești în Siberia de Est, pe Peninsula Ciukci, de-a lungul râului Amur, și pe coasta Pacificului. În 1648, Strâmtoarea Bering dintre Asia și America de Nord a fost traversată pentru prima dată de către Fedot Alekseyev Popov⁠(d) și Semion Dejniov.

### Rusia imperială

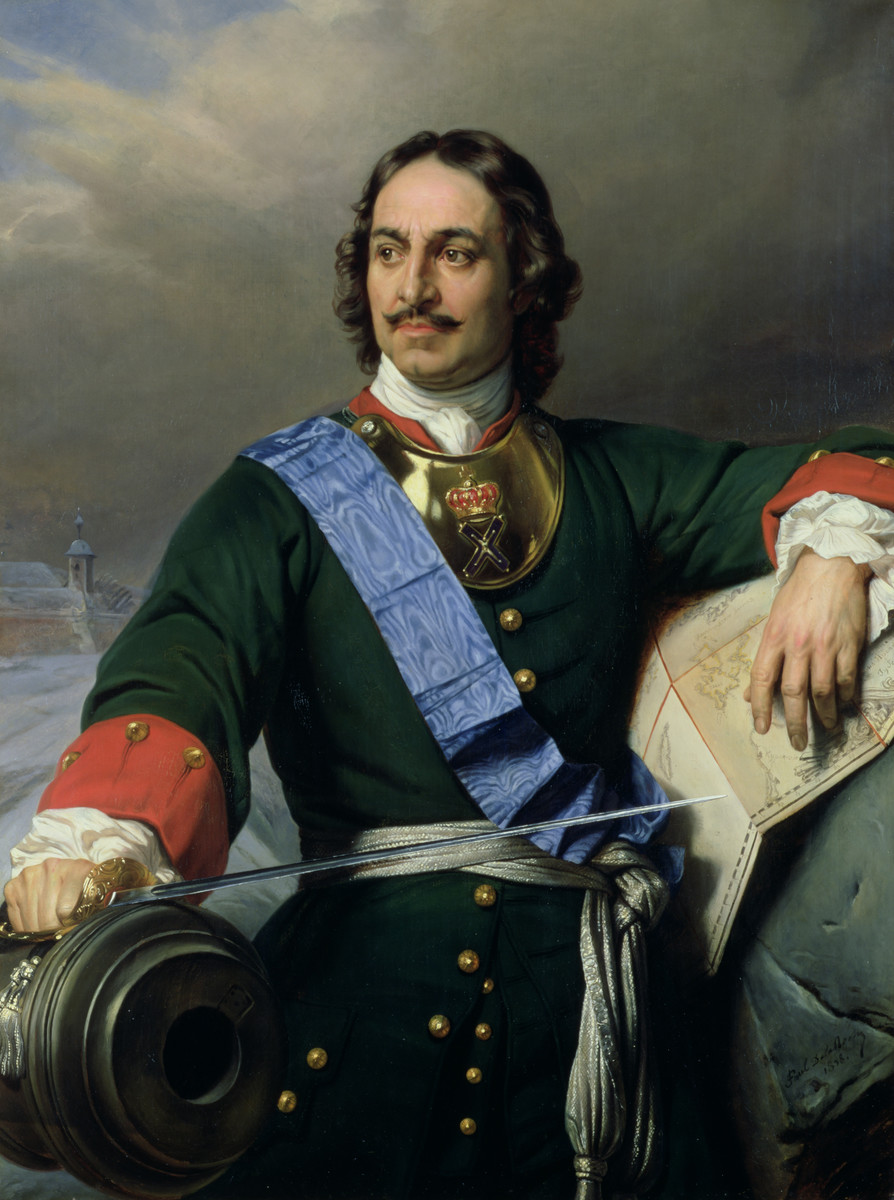
Petru cel Mare, țar al Rusiei în 1682-1721 și primul în 1721-1725. Portret de Paul Delaroche în.

Sub Petru cel Mare, Rusia a fost proclamată imperiu în 1721 și a devenit recunoscută ca putere mondială. Domnind între 1682 la 1725, Petru a învins Suedia în Marele Război al Nordului, obligând-o să-i cedeze Karelia Occidentală și Ingria (două regiuni pierdute de Rusia în Timpurile Tulburi), precum și Estonia⁠(d) și Livonia, asigurând Rusiei accesul la mare și comerțul maritim. La Marea Baltică, Petru a fondat o nouă capitală numită Sankt Petersburg, cunoscută mai târziu ca „fereastra spre Europa” a Rusiei. Reformele lui Petru cel Mare⁠(d) au adus considerabile influențe culturale vest-europene în Rusia.
Domnia fiicei lui Petru I, Elisabeta, în 1741-62 a adus participarea Rusiei în Războiul de Șapte Ani (1756-63). În timpul acestui conflict, Rusia a anexat temporar Prusia de Est și chiar a cucerit Berlinul. Cu toate acestea, la moartea Elisabetei, toate aceste cuceriri au fost retrocedate Regatului Prusiei de către Petru al III-lea al Rusiei care avea o orientare pro-prusacă.
Ecaterina a II-a („cea Mare”), care a domnit între 1762-96, a domnit de-a lungul epocii iluminismului rusesc⁠(d). Ea a extins controlul politic rusesc asupra Uniunii Polono-Lituaniene și a încorporat cele mai multe dintre teritoriile sale în Rusia în timpul împărțirilor Poloniei, împingând spre vest frontiera rusă în Europa Centrală. În sud, după succesul Războaielor Ruso-Turce împotriva Turciei Otomane, Ecaterina a dus frontierele Rusiei până la Marea Neagră, învingând Hanatul Crimeei. Ca urmare a victoriilor împotriva Iranului Qajar în Războaiele Ruso-Persane⁠(d), până în prima jumătate a secolului al XIX-lea Rusia a dobândit și importante câștiguri teritoriale în Transcaucazia și în Caucazul de Nord, forțând Iranul să-i cedeze definitiv Rusiei ceea ce este în zilele noastre Georgia, Daghestan, Azerbaidjan și Armenia. Expansiunea a continuat și în timpul lui Alexandru I (1801-1825) care a smuls Finlanda de la slăbitul regat al Suediei din 1809, și Basarabia de la Moldova dominată de otomani în 1812. În același timp, rușii au colonizat Alaska și chiar au fondat așezări în California, cum ar fi Fort Ross⁠(d).

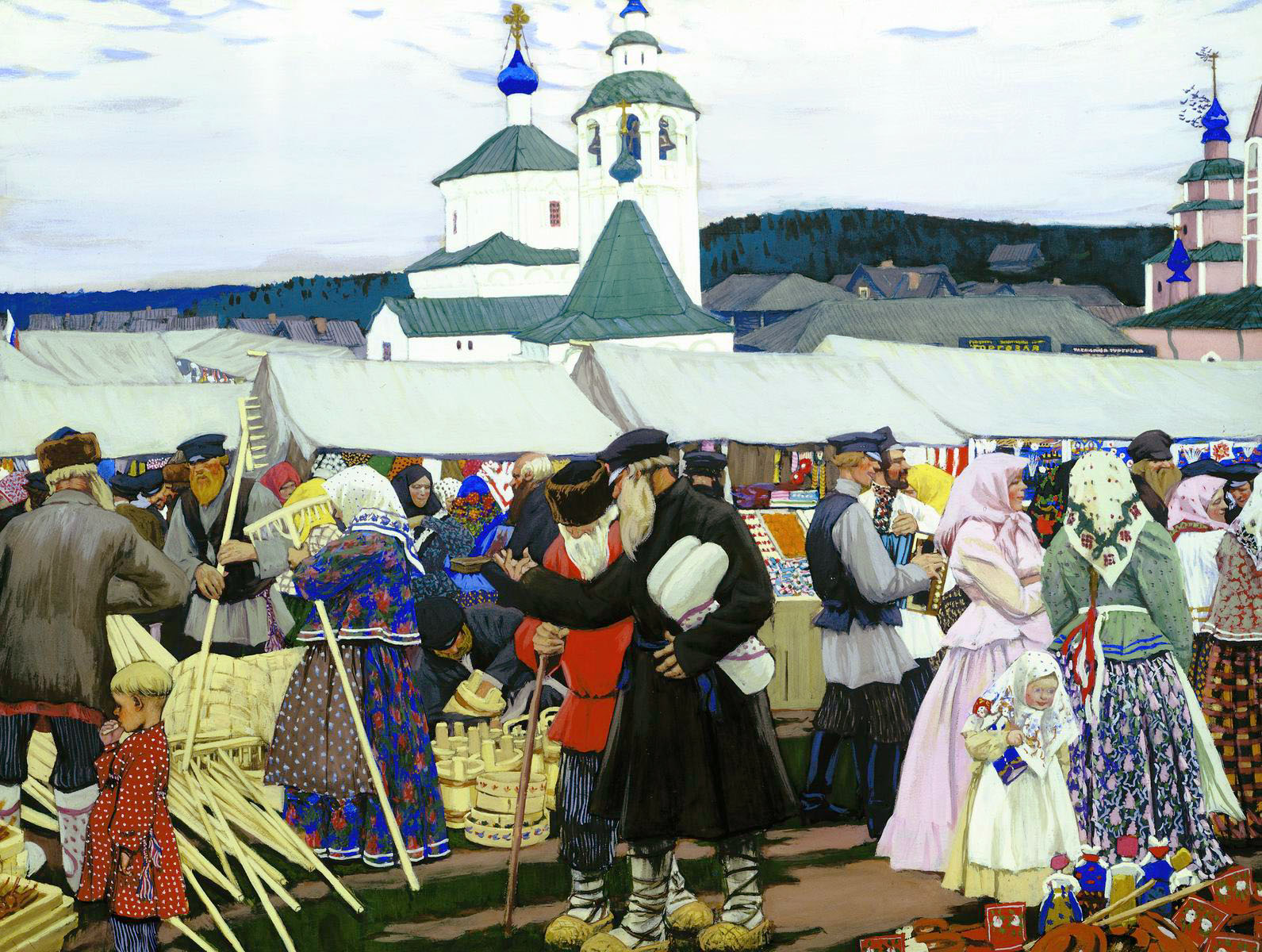
Din sat, de către Boris Kustodiev

În 1803-1806, a fost efectuată prima circumnavigație rusească⁠(d), urmată mai târziu de alte călătorii rusești de explorare pe mare. În 1820, o expediție rusească a descoperit continentul Antarctica.
În diverse alianțe cu țările europene, Rusia a luptat împotriva Franței lui Napoleon. Invazia franceză a Rusiei, la apogeul lui Napoleon în 1812 a ajuns la Moscova, dar în cele din urmă a eșuat lamentabil din cauza rezistenței insistente în combinație cu frigul aprig al iernii rusești⁠(d) care au dus la o înfrângere dezastruoasă a invadatorilor, în care a pierit peste 95 % din Grande Armée pan-europeană. Condusă de Mihail Kutuzov și Barclay de Tolly, armata rusă l-a izgonit pe Napoleon din țară și a străbătut Europa în Războiul celei de a Șasea Coaliții, pătrunzând, în cele din urmă, în Paris. Alexandru I a condus delegația Rusiei la Congresul de la Viena care a definit harta Europei postnapoleoniene.
Ofițerii Războaielor Napoleoniene au adus ideile liberalismului cu ei înapoi în Rusia și au încercat să reducă puterile țarului în timpul Revoltei Decembriste eșuate în 1825. La sfârșitul domniei conservatoare a lui Nicolae I (1825-1855), o perioadă de apogeu a puterii și influenței Rusiei în Europa a fost perturbată de înfrângerea în Războiul Crimeei. Între 1847 și 1851, aproximativ un milion de oameni au murit de holeră asiatică.
Succesorul lui Nicolae, Alexandru al II-lea (1855-1881), a adoptat schimbări importante în țară, inclusiv abolirea iobăgiei în 1861. Aceste Mari Reforme au stimulat industrializarea și au modernizat armata rusă, care a reușit să elibereze Bulgaria de sub dominația otomană în Războiul Ruso-Turc din 1877-1878.

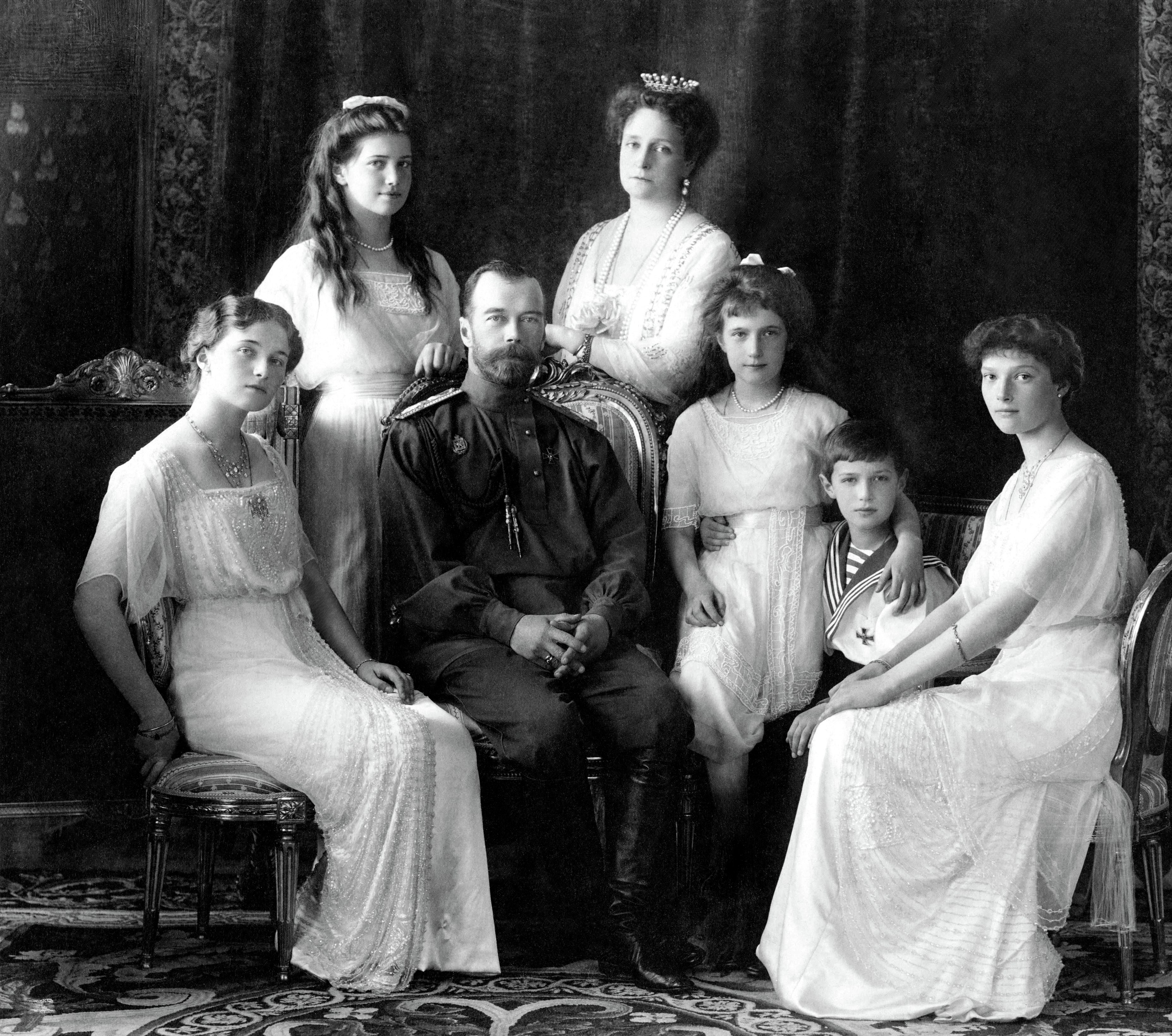
Împăratul Nicolae al II-lea al Rusiei și familia sa au fost omorâți de bolșevici în 1918

Sfârșitul secolului al XIX-lea a adus creșterea a diverse mișcări socialiste în Rusia. Alexandru al II-lea a fost ucis în 1881 de teroriști revoluționari, și domnia fiului său Alexandru al III-lea (1881-1894) a fost mai puțin liberală, dar mai liniștită. Ultimul împărat rus, Nicolae al II-lea (1894-1917), nu a putut preîntâmpina evenimentele Revoluției din 1905, declanșată de înfrângerea în Războiul Ruso-Japonez și de incidentele de la demonstrațiile cunoscute sub numele de Duminica Însângerată. Revolta a fost înăbușită, dar guvernul a fost obligat să efectueze reforme majore (Constituția rusă din 1906), inclusiv să acorde libertate de exprimare și de întrunire, să legalizeze partidele politice și să înființeze un organism legislativ ales, Duma de Stat a Imperiului Rus. Reforma agrară a lui Stolîpin a condus la o migrație masivă a țăranilor înspre Siberia. Peste patru milioane de coloniști au sosit în această regiune între 1906 și 1914.

### Revoluția din Februarie și Republica Rusă
În 1914, Rusia a intrat în Primul Război Mondial , ca răspuns la declarația de război a Austro-Ungarii față de Serbia, aliata Rusiei, și a luptat pe mai multe fronturi, deși era izolată de aliații săi din Antanta. În 1916, Ofensiva Brusilov a armatei ruse a distrus aproape complet capacitățile militare ale Austro-Ungariei. Cu toate acestea, neîncrederea deja existentă în rândul publicului față de regim a fost accentuată de creșterea costurilor de război, de numărul mare de victime⁠(d), și de zvonurile despre corupție și trădare. Toate acestea au format climatul Revoluției Ruse din 1917, realizată în două acte majore.
Revoluția din februarie l-a obligat pe Nicolae al II-lea să abdice; el și familia sa au fost închiși și mai târziu executați la Ekaterinburg în timpul Războiului Civil Rus. Monarhia a fost înlocuită de o coaliție șubredă de partidele politice care s-a proclamat „Guvernul Provizoriu”. Pe 1/14 septembrie 1917, printr-un decret al Guvernului Provizoriu, a fost proclamată Republica Rusă. Pe 6/19 ianuarie 1918, Adunarea Constituantă Rusă a proclamat Rusia republică democratică federală (ratificând astfel hotărârea Guvernului Provizoriu). A doua zi Adunarea Constituantă a fost dizolvată de Comitetul Executiv Central pan-rus⁠(d).

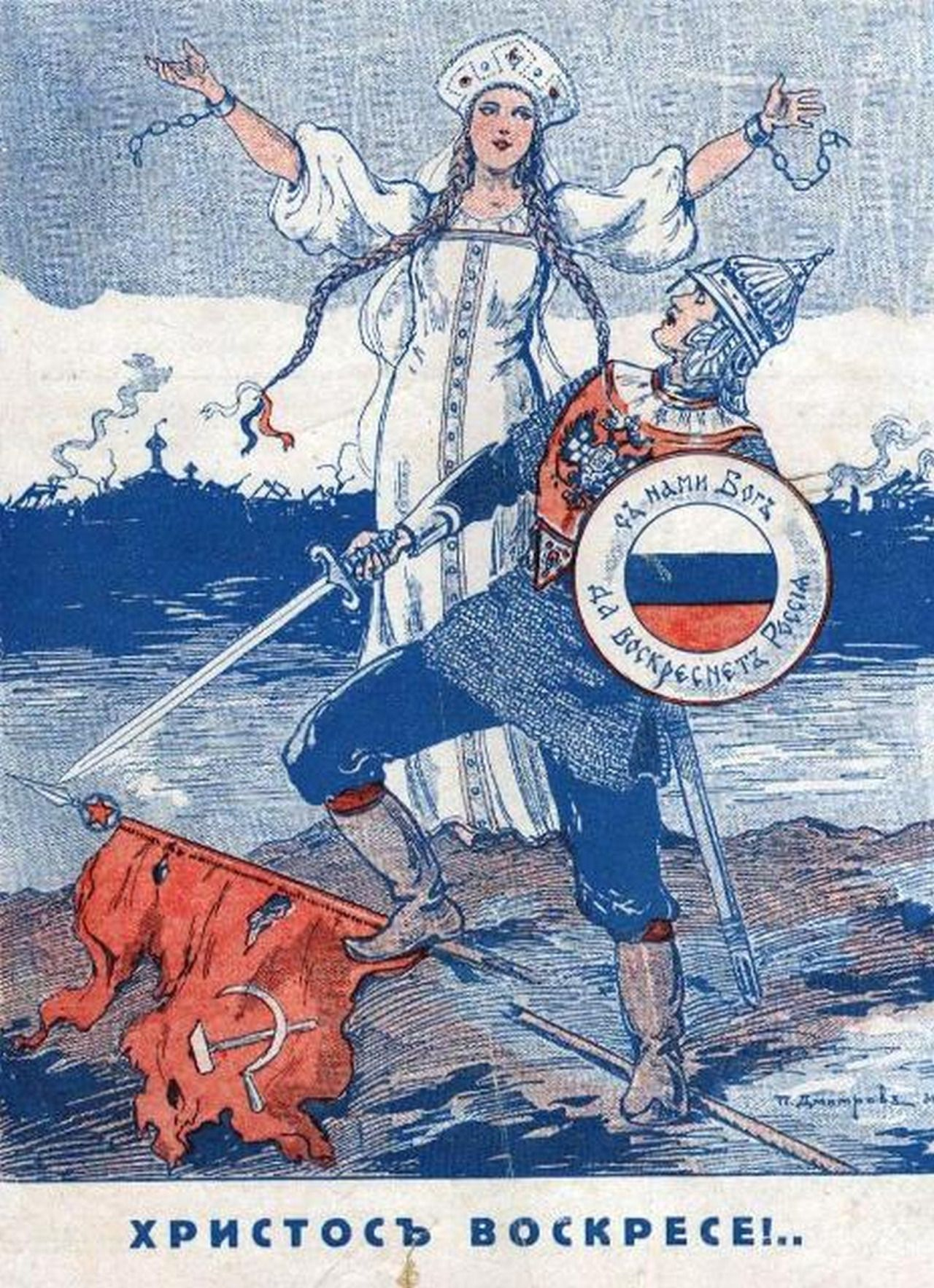
Afiș de propagandă al Armatei Albe din timpul Războiului Civil

### Rusia sovietică și războiul civil
Simultan cu guvernul provizoriu, socialiștii au fondat un guvern paralel, Sovietul de la Petrograd, care exercita puterea prin intermediul sfaturilor de muncitori și țărani alese democratic, și numite soviete. Această concurență între autoritățile revoluționare a agravat criza din țară, în loc să o rezolve. Socialiștii au beneficiat însă de pe urma unei teorii a revoluțiilor, elaborată pe baza evenimentelor trecute din Franța, care le-a facilitat anticiparea unor mișcări ale adversarilor și le-a oferit soluții verificate, dar care i-a și împins spre extremism. În cele din urmă, Revoluția din Octombrie, condusă de liderul bolșevic Vladimir Lenin, a răsturnat Guvernul Provizoriu și a adus sovietelor toată puterea, pe care au folosit-o pentru a fonda primul stat socialist.
În urma Revoluției din Octombrie, a izbucnit un război civil între anticomuniștii din Mișcarea Albă și noul regim sovietic cu Armata lui Roșie. Rusia Bolșevică a pierdut teritoriile din Ucraina, Polonia, Țările Baltice, și Finlanda prin semnarea Tratatului de la Brest-Litovsk , care au încheiat ostilitățile cu Puterile Centrale din Primul Război Mondial. Puterile Aliate au lansat o primă intervenție militară în sprijinul forțelor anticomuniste. Între timp, atât bolșevicii cât și Mișcarea Albă au declanșat campanii de deportări și execuții împotriva taberei opuse, cunoscute drept Teroarea Roșie și, respectiv, Teroarea Albă⁠(d). Până la sfârșitul războiului civil, economia și infrastructura Rusiei au fost grav deteriorate. Milioane de oameni au devenit emigranți albi⁠(d), și foametea din 1921 a produs până la 5 milioane de victime.

### Uniunea Sovietică

RSFS Rusă la momentul formării URSS în 1922

RSFS Rusă ca parte a URSS în 1940, după și despărțirea RSS Karelo-Finice în 1940

Republica Sovietică Federativă Socialistă Rusă, împreună cu Republicile Sovietice Ucraineană, Bielorusă, și Transcaucaziană, au format Uniunea Republicilor Sovietice Socialiste (URSS, sau Uniunea Sovietică), la 30 decembrie 1922. Din cele 15 republici care aveau să formeze URSS, cea mai mare în dimensiune și cu peste jumătate din totalul populației Uniunii era RSFS Rusă, care avea să domine uniunea de-a lungul tuturor celor 69 de ani de istorie a ei.
În urma morții lui Lenin în 1924, o troică a fost desemnată să guverneze Uniunea Sovietică. Cu toate acestea, Iosif Stalin a fost ales secretar general al Partidului Comunist, și a reușit să suprime toate grupurile de opoziție din interiorul partidului și să consolideze puterea în mâinile sale. Leon Troțki, principalul susținător al revoluției mondiale⁠(d), a fost exilat din Uniunea Sovietică în 1929, și linia principală s-a fixat pe ideea socialismului într-o singură țară. Permanenta luptă internă din Partidul Bolșevic a culminat cu Marea Epurare, o perioadă de represiuni în masă în 1937-1938, în care sute de mii de persoane au fost executate, inclusiv membri originari ai partidului și liderii militari acuzați de conspirații pentru lovituri de stat.
Sub conducerea lui Stalin, guvernul a lansat o economie planificată, industrializarea țării predominant rurale, și colectivizarea agriculturii. În această perioadă de schimbări sociale și economice rapide, milioane de oameni au fost trimiși în lagăre de muncă penale, inclusiv mulți care au fost condamnați politic pentru opoziția lor față de puterea lui Stalin; milioane de oameni au fost deportați și exilați în zonele îndepărtate ale Uniunii Sovietice. Dezorganizarea produsă de colectivizarea agriculturii, combinată cu cele politicile de stat și cu seceta, au condus la foametea sovietică din 1932-1933. Uniunea Sovietică a fost transformată într-un interval scurt de timp cu costuri imense dintr-o economie în mare măsură agrară într-un important centru industrial de putere.
Conform doctrinei ateismului de stat în URSS, a existat un „program de stat pentru convertirea forțată la ateism⁠(d)” efectuat de comuniști. Regimul comunist a atacat religiile pe baza interesului statului și, deși majoritatea religiilor organizate nu au fost interzise, proprietățile cultelor au fost confiscate, credincioșii au fost hărțuiți, și ateismul a fost propagat prin școli. În 1925, guvernul a fondat Liga Militanților Atei⁠(d) pentru a intensifica persecuțiile. În ce privește Biserica Ortodoxă Rusă, autoritățile au încercat să o controleze și să o exploateze în folosul regimului la momentele de criză, chiar dacă scopul pe termen lung era eliminarea ei.
Politica de conciliere a Regatului Unit și a Franței față de anexarea Austriei și dezmembrarea Cehoslovaciei de către Adolf Hitler a avut ca urmare o creștere a puterii și influenței Germaniei Naziste. În același timp, al Treilea Reich s-a aliat cu Imperiul japonez, un rival al URSS în Orientul Îndepărtat și inamic al URSS în Războiul Sovieto–Japonez⁠(d) din 1938-39.

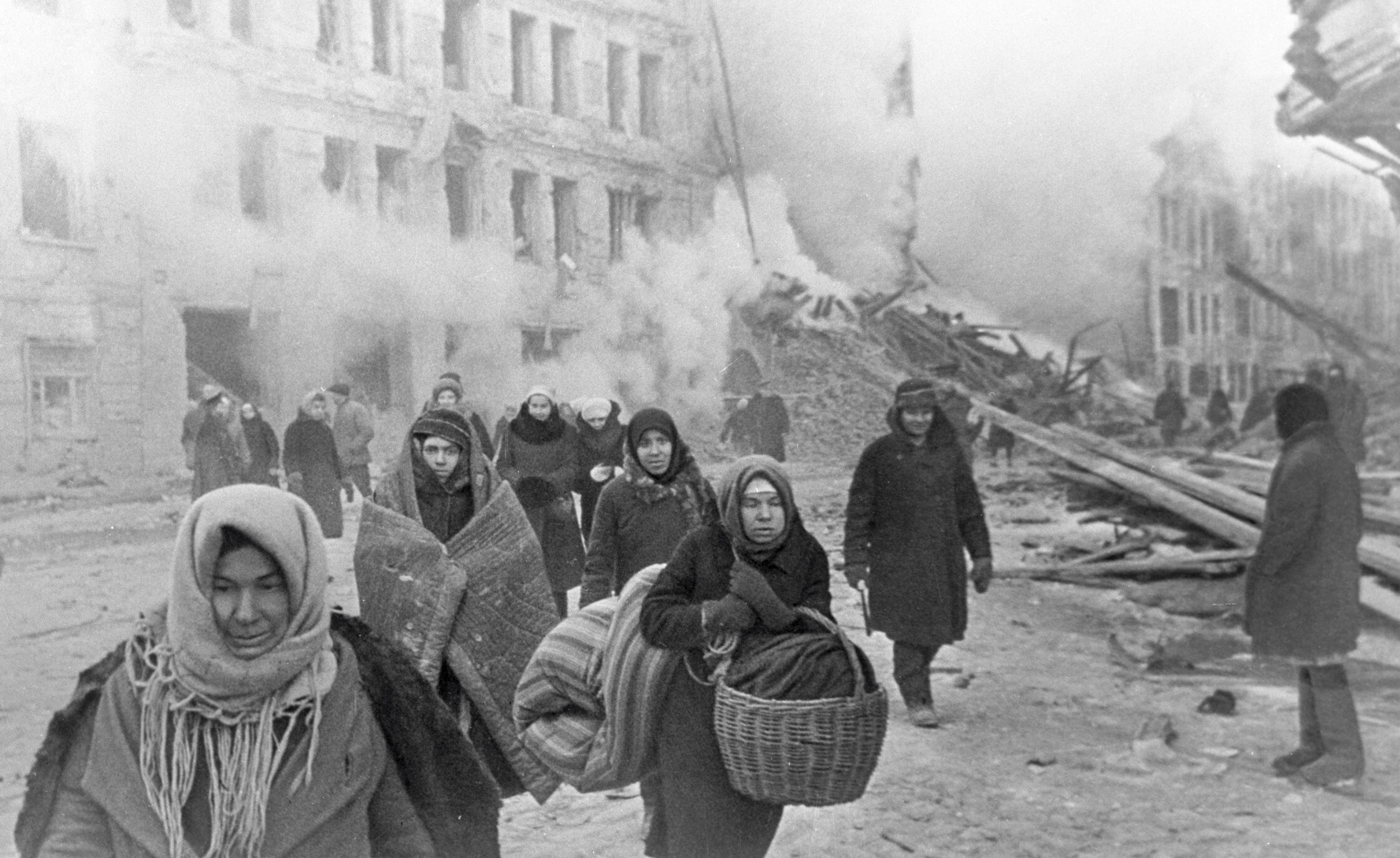
Asediul Leningradului în timpul celui de al Doilea Război Mondial a fost asediul unui oraș cu cele mai multe victime din istorie.

În august 1939, guvernul sovietic a dus această poltiică de conciliere la un nuvel mai înalt, hotărând să îmbunătățească relațiile cu Germania, prin încheierea Pactului Ribbentrop–Molotov, prin care cele două țări se angajau la neagresiune între ele, dar își împărțeau Europa de Est în sfere de influență pe socoteala statelor independente mai mici din regiune. În timp ce Hitler a cucerit Polonia, iar Franța și alte țări au făcut front comun împotriva lui la începutul celui de al Doilea Război Mondial, URSS a reușit să-și construiască armata și să ocupe Ucraina de Vest, Basarabia, Ținutul Herța și Bucovina de Nord, Letonia, Lituania și Estonia, ca urmare a Invaziei Sovietice a Poloniei, Războiului de Iarnă, ocupării statelor Baltice⁠(d) și ocupării Basarabia și Bucovina de Nord.
Pe 22 iunie 1941, Germania Nazistă a rupt pactul de neagresiune și a invadat Uniunea Sovietică cu cea mai mare și cea mai puternică forță de invazie din istoria omenirii, deschizând cel mai mare teatru al celui de al Doilea Război Mondial. Deși armata germană a avut mult succes la început, atacul lor a fost oprit în bătălia de la Moscova. Ulterior, Germanii au suferit mari înfrângeri, în primul rând, în bătălia de la Stalingrad din iarna lui 1942-1943, și, apoi, în bătălia de la Kursk din vara anului 1943. Un alt eșec german în Asediul Leningradului, în care orașul a fost complet blocat pe uscat între 1941 și 1944 de către forțele germane și finlandeze, și populația a suferit de foame cu peste un milion de decese, dar nu a capitulat. Sub administrarea lui Stalin și sub conducerea unor comandanți ca Gheorghi Jukov și Konstantin Rokossovski, forțele Sovietice au cucerit Europa de Est în 1944-1945 și au capturat Berlinul în 1945. În august 1945, Armata Sovietică i-a îndepărtat pe japonezi din Manchukuo (nord-estul Chinei) și Coreea de Nord, contribuind la victoria aliaților asupra Japoniei.

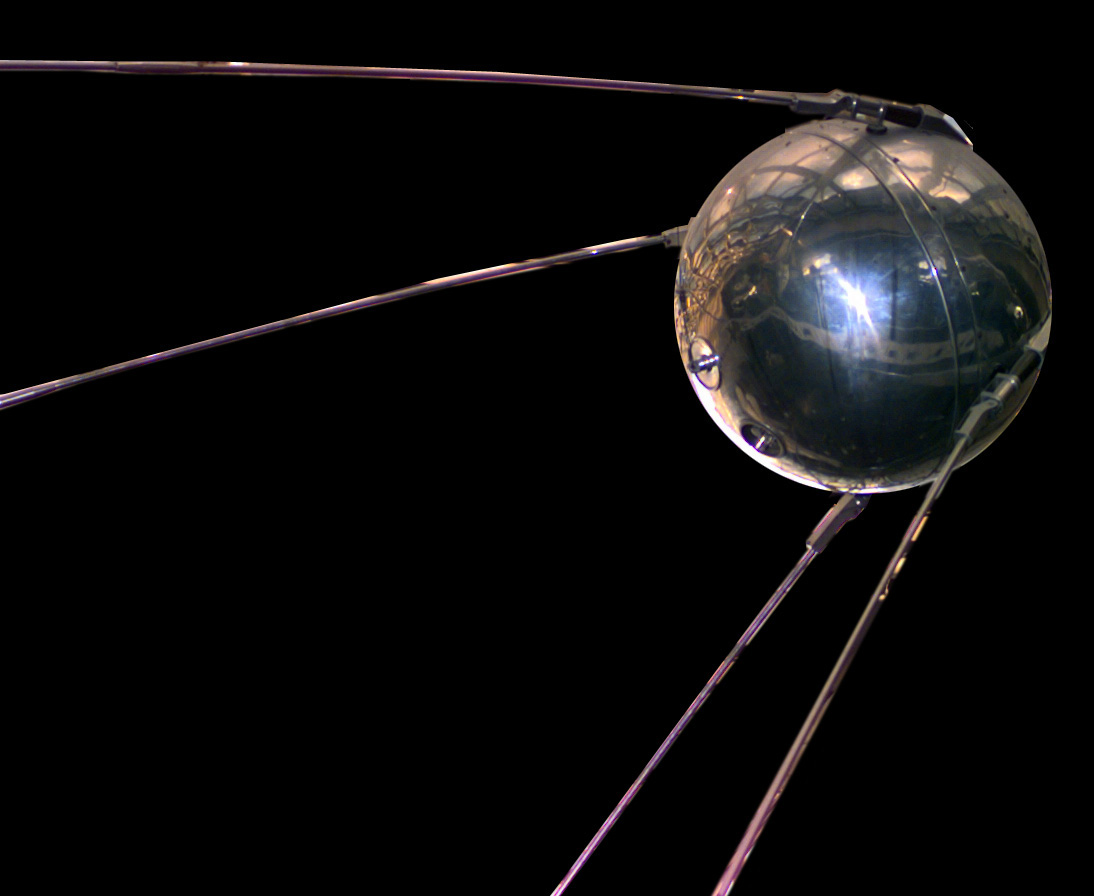
Sputnik 1 a fost primul satelit artificial

Perioada 1941–1945 din Al Doilea Război Mondial a fost denumit de propaganda rusească „Marele Război Patriotic”. Uniunea Sovietică s-a văzut astfel obligată să treacă de partea Aliaților și, împreună cu Statele Unite, Regatul Unit și China a fost considerată una dintre cei patru mari ai aliaților din al Doilea Război Mondial, după care a devenit unul din cei patru jandarmi mondiali după fondarea Consiliului de Securitate al Națiunilor Unite. În timpul războiului, care a cuprins multe dintre operațiunile militare cu cele mai multe victime⁠(d) din istoria omenirii, URSS a pierdut 10,6 milioane de combatanți și 15,9 milioane de civili, adică o treime din numărul total de victime ale celui de al Doilea Război Mondial. Economia sovietică a suferit o devastare masivă care a fost una din circumstanțele foametei din 1946–47, dar Uniunea Sovietică a ieșit din război ca superputere militară recunoscută pe continentul european.

RSFSR în 1956-1991, mai ales după achizițiile teritoriale din urma tratatelor postbelice, anexării republicii Tuva în 1944, și încorporarea RSS Karelo-Finice în 1956. În 1991, frontierele imperiului rus au devenit granițele Federației Ruse cu state suverane.

După război, Europa Centrală și de Est, inclusiv Germania de Est și o parte din Austria au fost ocupate de Armata Roșie conform înțelegerii de la Conferința de la Potsdam. URSS a suprimat eforturile de clădire a unor state democratice moderne în teritoriile ocupate, forțând instaurarea de regimuri totalitare comuniste, guverne pe care și le-a aservit constituind Blocul Răsăritean, și cărora nu le-a permis nicio reformă liberală, invadând chiar Cehoslovacia când aceasta a încercat așa ceva în 1968. Devenind a doua putere nucleară a lumii, URSS a impus acelor state comasarea în Pactul de la Varșovia, o alianță care a intrat într-o luptă pentru dominare globală cunoscută sub numele de Războiul Rece, cu Statele Unite și NATO. Uniunea Sovietică a sprijinit mișcări revoluționare comuniste în întreaga lume, inclusiv în nou formata Republică Populară Chineză, în Republica Populară Democrată Coreea și, mai târziu, în Republica Cuba. Importante resurse sovietice au fost alocate pentru susținerea⁠(d) regimurilor comuniste din alte țări.
După moartea lui Stalin și o perioadă scurtă de conducere colectivă⁠(d), noul lider Nikita Hrușciov a denunțat cultul personalității lui Stalin și a lansat politica de destalinizare⁠(d). Sistemul de muncă forțată penală a fost reformat și mulți deținuți au fost eliberați și reabilitați (mulți dintre ei postum). Relaxarea generală a politicilor represive a devenit cunoscută mai târziu drept Dezghețul lui Hrușciov. În același timp, însă, tensiunile cu Statele Unite au sporit când cei doi rivali s-au ciocnit pe desfășurarea de către Statele Unite a rachetelor Jupiter⁠(d) din Turcia și amplasarea de către sovietici a unor rachete în Cuba.
În 1957, Uniunea Sovietică a lansat primul satelit artificial din lume, Sputnik 1, începând astfel Epoca Spațială. Cosmonautul rus Iuri Gagarin a devenit primul om pe orbita Pământului, la bordul navei cu echipaj uman Vostok 1 pe 12 aprilie 1961⁠(d).
În urma înlăturării de la putere a lui Hrușciov în 1964, a urmat o altă perioadă de conducere colectivă⁠(d), până când Leonid Brejnev a devenit lider. Epoca anilor 1970 și începutul anilor 1980 a fost desemnat mai târziu ca Epoca Stagnării, o perioadă în care creșterea economică a încetinit și politicile sociale au devenit statice. Reforma lui Kosîghin⁠(d) din 1965 își propunea o descentralizare parțială a economiei sovietice și a schimbat accentul de la industria grea și de armament spre industria ușoară⁠(d) și a bunurilor de consum, dar a fost înăbușită de către aripa comunistă conservatoare venită la putere odată cu Brejnev.

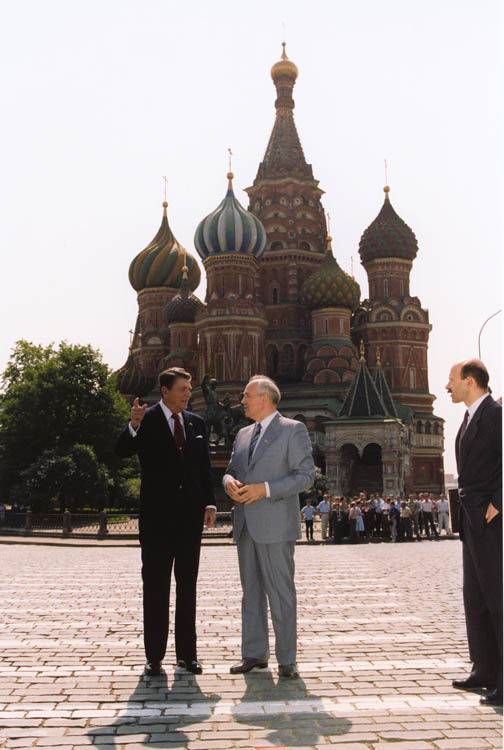
Secretarul general comunist sovietic Mihail Gorbaciov și președintele SUA Ronald Reagan în Piața Roșie în timpul Summitului de la Moscova, 31 mai 1988

În 1979, după o revoluție comunistă în Afganistan, forțele sovietice au intrat în această țară în sprijinul comuniștilor. Ocupația a drenat resursele economice și a trenat fără a obține rezultate politice semnificative. În cele din urmă, Armata Sovietică a fost retrasă din Afganistan în 1989 din cauza opoziției internaționale, a războiului de gherilă antisovietic persistent și a lipsei de susținere de către cetățenii sovietici.
Începând cu 1985, ultimul lider sovietic Mihail Gorbaciov, care a încercat să înfăptuiască reforma liberală a sistemului sovietic, a introdus politicile de glasnost (deschidere) și perestroika (restructurare), într-o încercare de a pune capăt perioadei de stagnare economică și de a democratiza guvernarea. Aceasta a condus însă la creșterea unor puternice mișcări naționaliste și separatiste. Înainte de 1991, economia sovietică era a doua din lume, dar, în timpul ultimilor ani, a fost afectată de lipsa bunurilor din magazinele alimentare, de deficitele bugetare uriașe, și de creșterea explozivă a ofertei de bani, care a condus la inflație.
Prin 1991, frământările economice și politice au început să fiarbă, după ce Republicile Baltice au ales să se separe de Uniunea Sovietică. Pe 17 martie, s-a organizat un referendum⁠(d), în care marea majoritate a cetățenilor participanți au votat în favoarea modificării Uniunii Sovietice într-o nouă federație. În august 1991, o tentativă de lovitură de stat organizată de unii membri ai guvernului lui Gorbaciov, îndreptată împotriva lui Gorbaciov și vizând conservarea Uniunii Sovietice, a dus, în schimb, la sfârșitul Partidului Comunist al Uniunii Sovietice și la un nou val de declarații de independență ale republicilor constituente. Pe 25 decembrie 1991, URSS s-a dizolvat în 15 state postsovietice.

### Federația Rusă

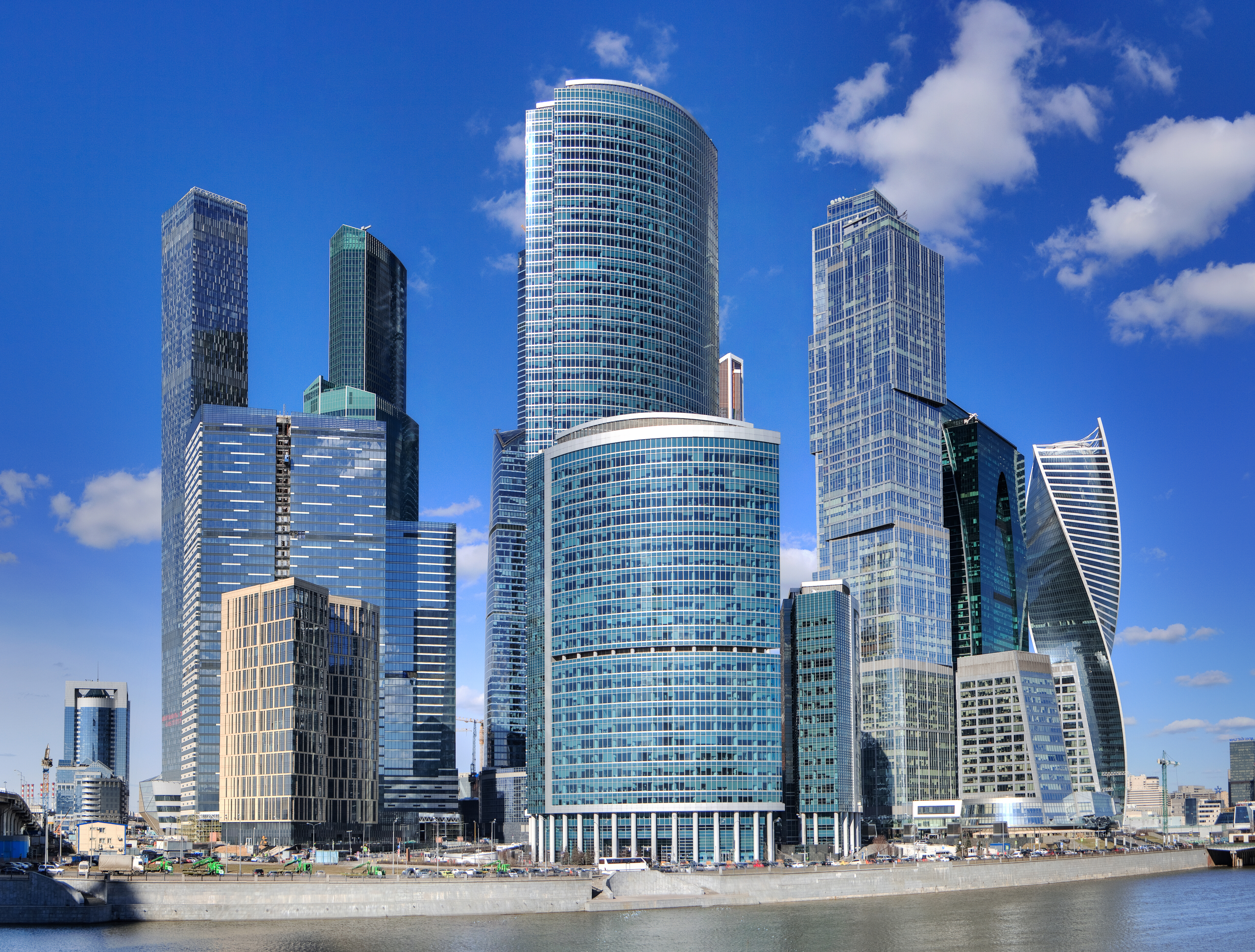
Moscow International Business Center

În iunie 1991, Boris Elțin a devenit primul președinte ales direct din istoria Rusiei, atunci când a fost ales președinte al RSFS Ruse, care avea să devină Federația Rusă independentă, în luna decembrie a acelui an. În timpul și după dezintegrarea Uniunii Sovietice, au fost întreprinse ample reforme, inclusiv privatizări⁠(d) și liberalizarea piețelor și comerțului, precum și schimbări radicale în liniile unei „terapii de șoc⁠(d)" așa cum recomanda Fondul Monetar Internațional. Toate acestea au avut ca urmare o mare criză economică⁠(d), caracterizată printr-o scădere cu 50 % a PIBului și a producției industriale între 1990 și 1995.
Privatizarea a trecut controlul asupra întreprinderilor din mâinile unor agenții de stat în cele ale unor persoane cu relații sau rude în interiorul guvernului. Mulți dintre noii îmbogățiți au mutat active și bani în afara țării într-o uriașă migrație de capital⁠(d). Recesiunea a dus la prăbușirea serviciilor sociale; natalitatea s-a prăbușit în timp ce mortalitatea creștea. Milioane de oameni au rămas săraci, rata sărăciei crescând de la 1,5 % așa cum era raportată spre sfârșitul epocii sovietice până la 39–49 % până la jumătatea lui 1993. Anii 1990 au adus generalizarea corupției extreme și criminalității organizate, atât de natură financiară, cât și violentă.
Anii 1990 au fost afectați și de conflictele armate din Caucazul de Nord, statul rus reprimând armat atât cererile de independență ale unor popoare majoritare în acele zone, cât și insurecțiile islamiste în care au degenerat ele. După ce cecenii și-au declarat independența, la începutul anilor 1990, Rusia a refuzat să le asculte cererile și s-a lansat într-un război intermitent de gherilă cu grupurile de rebeli. Atacurile teroriste împotriva civililor⁠(d) efectuate de către separatiști, mai ales criza ostaticilor din teatrul din Moscova⁠(d) și asediul școlii din Beslan⁠(d), au provocat sute de decese și au atras atenția la nivel mondial. Pe de altă parte, Rusia a sprijinit mișcarile separatiste din alte foste republici sovietice, cum ar fi conflictele din Abhazia și Osetia în Georgia, conflictul din Nagorno-Karabah din Azerbaidjan și cel din Transnistria din Republica Moldova. 
Ca succesoare a URSS, Rusia a preluat atât drepturile (cum ar fi locul în Consiliul de Securitate al ONU) cât și responsabilitățile acesteia, cum ar fi soluționarea datoriilor externe, populația ei fiind circa jumătate din populația URSS la momentul dizolvării. Deficitele bugetare mari au cauzat criza financiară din 1998⁠(d) și o nouă scădere a PIB.

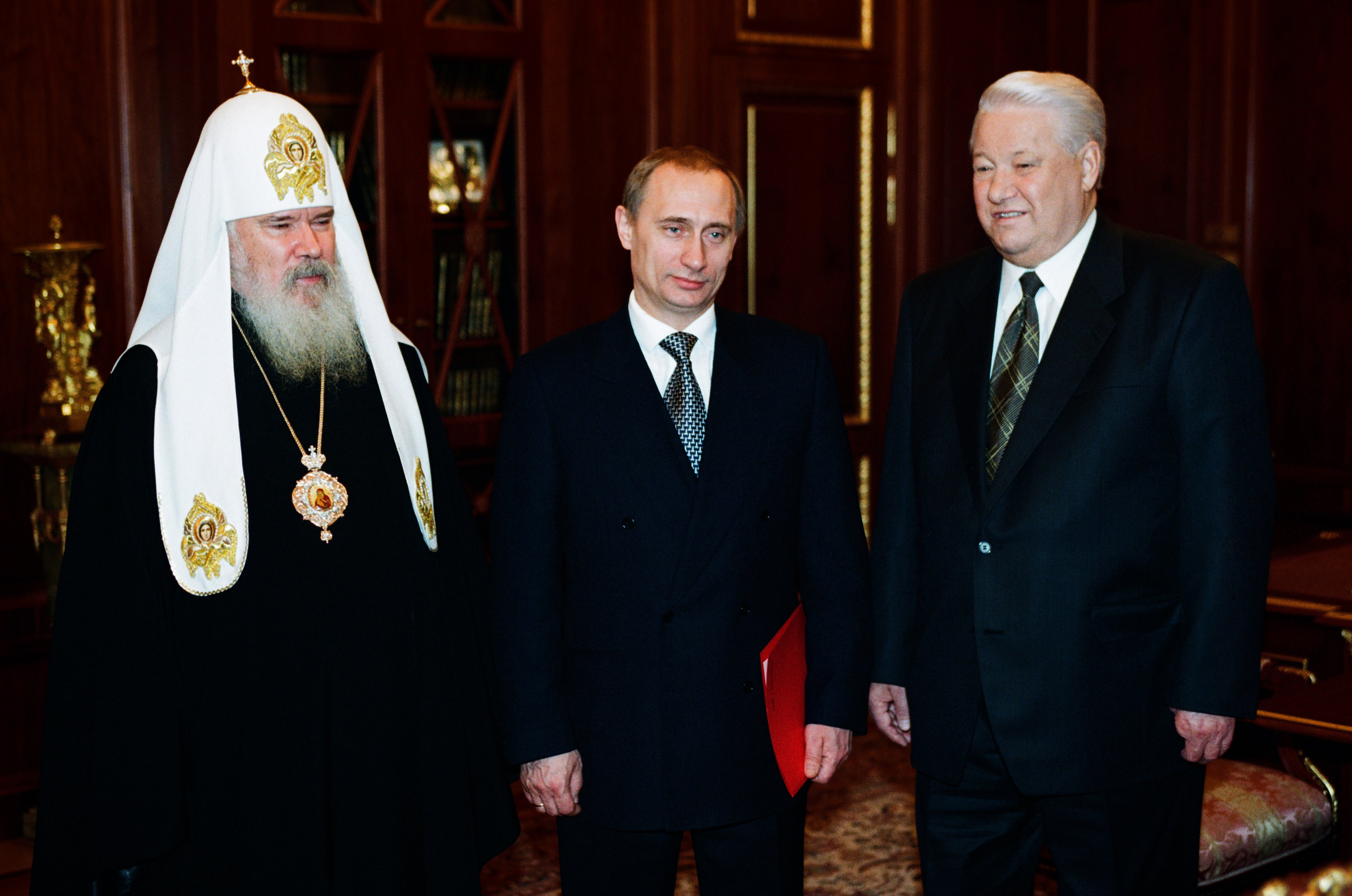
De la stânga la dreapta: patriarhul Alexei al II-lea, Vladimir Putin, Boris Elțîn

La 31 decembrie 1999, președintele Elțin a demisionat pe neașteptate, lăsând funcția în mâinile recent numitului prim-ministru, Vladimir Putin, care apoi a câștigat alegerile prezidențiale din 2000. Putin a reprimat insurgența cecenă, deși încă mai există violențe sporadice în Caucazul de Nord. Prețul ridicat al petrolului⁠(d) în combinație cu moneda slabă, urmate de creșterea cererii pe plan intern, de consum și investiții au ajutat economia să crească timp de nouă ani consecutivi, îmbunătățind nivelul de trai și crescând influența Rusiei pe scena mondială. După criza economică mondială declanșată în 2008, prețul petrolului a scăzut, și economia Rusiei a stagnat, sărăcia reluându-și creșterea. Deși Putin și-a consolidat un regim autoritar și nedemocratic care suprimă sistematic mișcările de opoziție de orice fel, venirea la putere a lui Putin a coincis cu unele oportunități economice și atitudinea sa fermă împotriva insurgențelor l-a făcut în general popular în Rusia.
În 2008, pentru a respecta limitarea numărului de mandate prezidențiale consecutive, Putin l-a lăsat pe Dmitri Medvedev să fie ales președinte al Rusiei din partea partidului său, în timp ce Putin a devenit prim-ministru. Cei doi au făcut rocada inversă la alegerile prezidențiale din 2012, Medvedev redevenind prim-ministru.
În 2014, după ce președintele Viktor Ianukovîci al Ucrainei a fugit din țară în urma demonstrațiilor de stradă, Putin a cerut și a primit autorizare din partea legislativului rus să desfășoare trupe rusești în Ucraina. După ocuparea Crimeei, Rusia a organizat acolo un referendum și a anunțat rezultate care favorizează separarea regiunii de Ucraina, urmată de aderarea ei la Federația Rusă. La 27 martie, Adunarea Generală a ONU a condamnat într-o rezoluție anexarea Crimeei de către Rusia cu 100 de voturi pentru, 11 împotrivă și 58 de abțineri.
În luna septembrie 2015, Rusia a declanșat o intervenție militară în Războiul Civil Sirian, constând în atacuri aeriene împotriva grupurilor care se opun regimului totalitar al lui Bashar al-Assad, indiferent dacă sunt militanți islamiști din Statul Islamic, din Frontul al-Nusra (al-Qaeda în Levant), grupări kurde sau grupuri de rebeli sirieni anti-Assad.
La 24 februarie 2022, Rusia invadeaza Ucraina.
Pe 30 septembrie 2022, președintele rus Vladimir Putin a lansat procesul de anexare a regiunilor pe care le controlează din Ucraina, spunând că va semna legi pentru a le absorbi în ciuda condamnării internaționale și va proteja regiunile nou încorporate folosind „toate mijloacele disponibile”.

## Politică

### Guvernare
Potrivit Constituției Rusiei, țara este o federație și o republică semi-prezidențială în care președintele este șeful de stat, prim-ministrul este șeful guvernului. Structural, Federația Rusă este organizată ca un regim reprezentativ pluripartid, cu guvernul federal compus din trei ramuri:
- Legislativ bicameral: Adunarea Federală a Rusiei, formată din 450 de deputați ai Dumei de Stat și 170 de membri ai Consiliului Federației, adoptă legi federale⁠(d), declară război, ratifică tratatele, aprobă bugete⁠(d) și poate pune sub acuzare⁠(d) președintele.
- Executivul: Președintele este comandantul suprem⁠(d) al Forțelor Armate, are drept de veto asupra proiectelor de acte legislative înainte ca acestea să devină lege, și numește Guvernul Rusiei⁠(d) (Cabinetul) și alți ofițeri, care administrează și aplică legile și politicile federale.
- Puterea judecătorească⁠(d): Curtea Constituțională⁠(d), Curtea Supremă⁠(d) și instanțele federale inferioare, ai căror judecători sunt numiți de către Consiliul Federației, la recomandarea Președintelui, interpretează legea și pot anula legile pe care le consideră neconstituționale⁠(d).

Președintele este ales prin vot popular pentru un mandat de șase ani (eligibil pentru oricâte mandate, dar dintre care nu pot fi mai mult de două consecutive). Cabinetul este alcătuit din prim-ministru, viceprim-miniștri, miniștri și alte câteva persoane; toți membrii sunt numiți de președinte la recomandarea prim-ministrului (a cărui numire trebuie aprobată de Duma de Stat). Deși teoretic este un sistem pluripartid, viața politică a Rusiei este dominată de partidul Rusia Unită și sateliții săi, mișcările de opoziție mai serioase fiind reprimate de autorități. Alte partide astfel tolerate sunt Partidul Comunist, gruparea ultranaționalistă Partidul Liberal Democrat⁠(d), și partidul socialist O Rusie Dreaptă. În 2013, Rusia a fost clasată pe locul 122 din 167 de țări după Indicele Democrației, compilat de The Economist Intelligence Unit, în timp ce World Justice Project⁠(d), plasa Rusia pe locul 80 of 99 countries surveyed in terms of rule of law.

### Relații externe

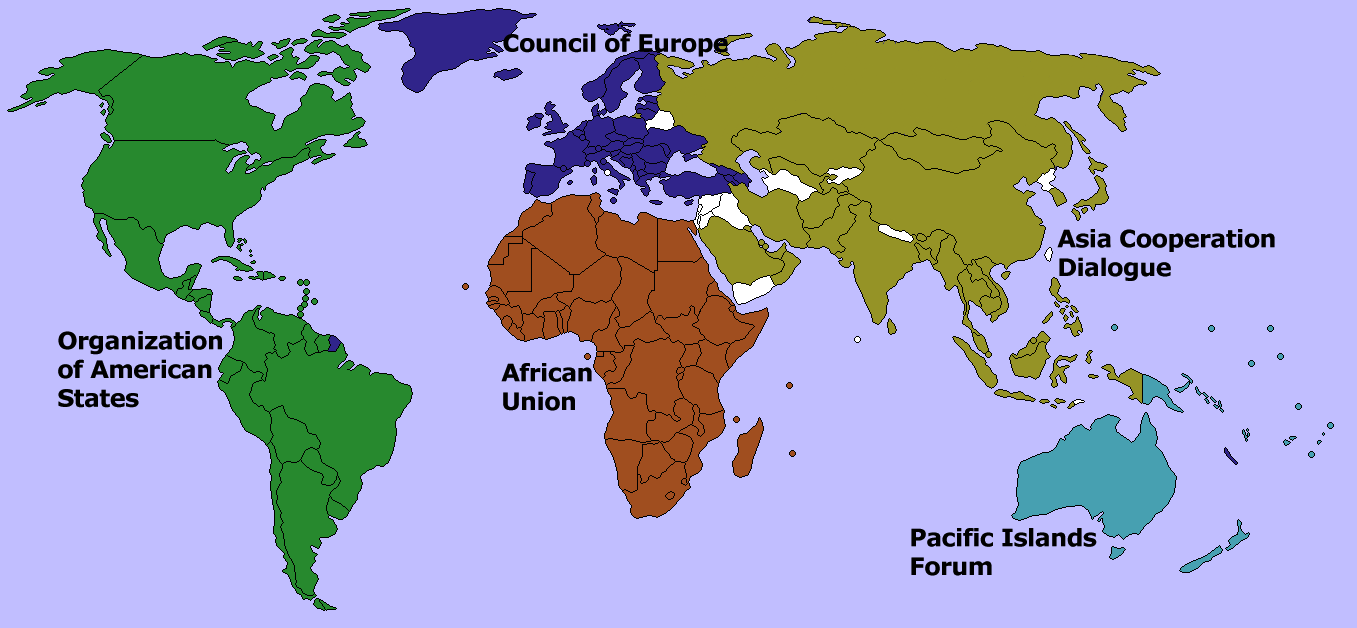
Ca, Rusia este membră atât a Consiliului Europei (COE) cât și a.

Federația Rusă a devenit al 39-lea stat membru al Consiliului Europei pe data de 28 februarie 1996

Federația rusă este recunoscută în dreptul internațional ca stat succesor al fostei Uniuni Sovietice. Rusia continuă să pună în aplicare angajamentele internaționale ale URSS, și a asumat locul permanent al URSS în Consiliul de Securitate al ONU, apartenența la alte organizații internaționale, drepturile și obligațiile prevăzute de tratatele internaționale, precum și activele și datoriile. Rusia are o politică externă cu mai multe fațete. În 2009, ea menținea relații diplomatice cu 191 de țări și avea 144 de ambasade⁠(d). Politica externă este stabilită de către președinte și pusă în aplicare de către Ministerul Afacerilor Externe al Rusiei.
Ca successor al unei foste superputeri, statutul geopolitic al Rusiei a fost adesea discutat, în special în legătură cu viziunile unipolare și multipolare asupra sistemului politic global. Deși în general se acceptă că Rusia este o mare putere, în anii recenți mai mulți lideri mondiali, specialiști, comentatori și politicieni o văd ca pe o potențială superputere.
Rusia este unul din cei cinci membri permanenți ai Consiliului de Securitate al ONU. Țara participă la Cvartetul Orientului Mijlociu⁠(d) și la discuțiile hexapartite⁠(d) cu Coreea de Nord. Rusia este membră a Consiliului Europei, a OSCE, și a APEC. Rusia își asumă de regulă rol de conducere în cadrul organizațiilor regionale ca CSI, EurAsEC⁠(d), CSTO, și SCO. Rusia a devenit al 39-lea stat membru al Consiliului Europei în 1996. În 1998, Rusia a ratificat Convenția Europeană pentru Drepturile Omului. Bazele legale pentru relațiile UE cu Rusia le constituie Acordul de Parteneriat și Cooperare cu Rusia, intrat în vigoare în 1997, înnoit în mai 2003. După dizolvarea Uniunii Sovietice, la început, Rusia a dezvoltat o relație mai amicală cu Statele Unite⁠(d) și cu NATO⁠(d), dar ulterior, relația cu lumea euro-atlantică s-a deteriorat semnificativ din cauza mai multor conflicte. Consiliul de cooperare NATO-Rusia⁠(d) a fost înființat în 2002 pentru a permite Statelor Unite, Rusiei și celor 27 de aliați din NATO să colaboreze pentru exploatarea oportunităților de acțiune comună.

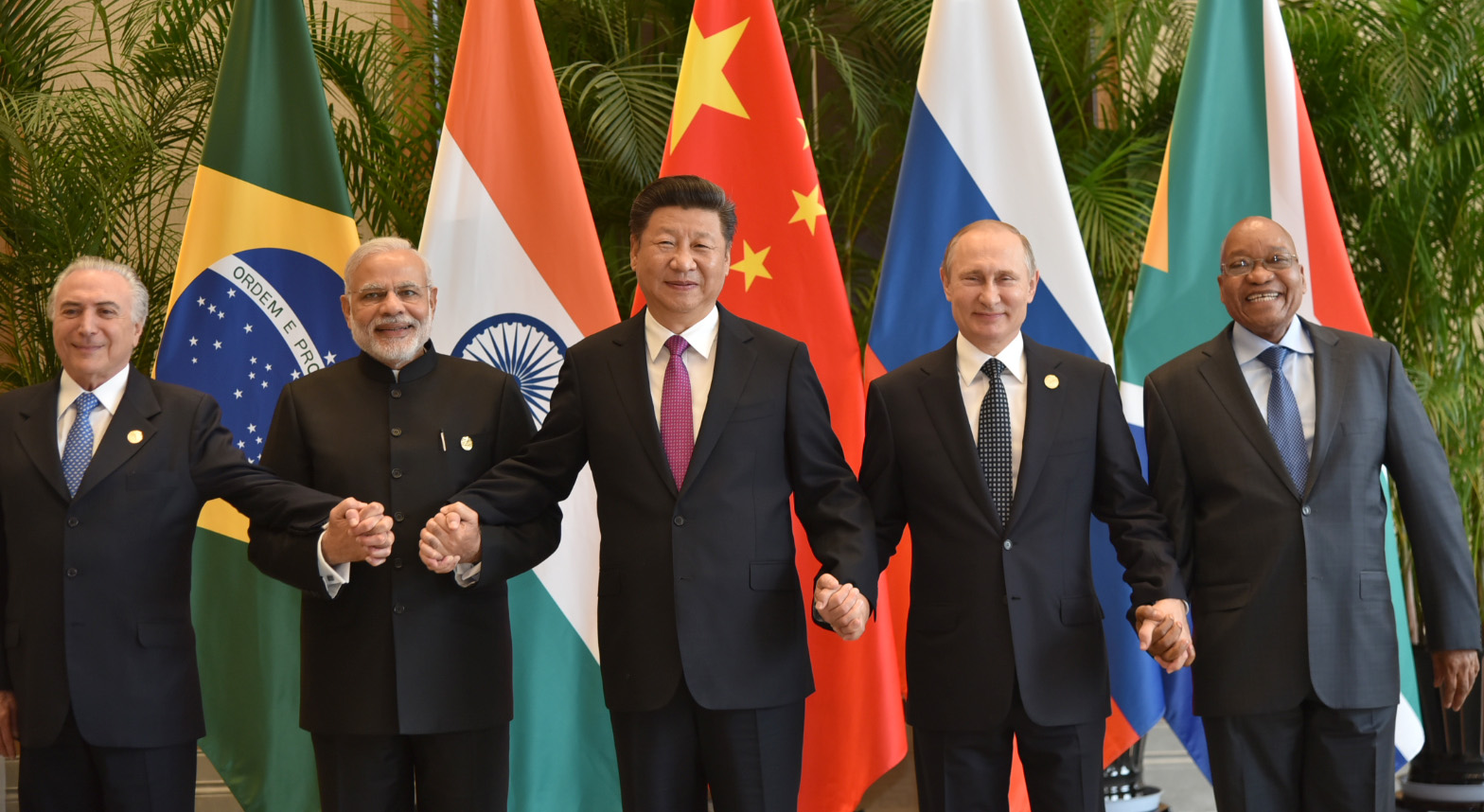
Liderii țărilor BRICS în 2016: Michel Temer din Brazilia, Narendra Modi din India, Xi Jinping din China, Vladimir Putin din Rusia și Jacob Zuma din Africa de Sud

Rusia întreține relații pozitive cu alte țări membre ale SCO și BRICS. Mai recent, țara a întărit semnificativ legăturile bilaterale cu Republica Populară Chineză semnând Tratatul de Prietenie⁠(d) și construind conducta petrolieră transsiberiană⁠(d) și gazoductul Siberia-China, formând astfel o relație specială cu China⁠(d). India este cel mai mare client al Rusiei pe piața de echipamente militare și cele două țări au relații strategice și de apărare extinse⁠(d).
Un important aspect al relațiilor Rusiei cu Occidentul îl constituie critica din partea guvernelor occidentale, mass-media mondiale și a principalelor organizații watchdog pentru democrație și drepturile omului, pe tema sistemului politic rusesc și a gestionării drepturilor omului în această țară⁠(d) (inclusiv drepturile LGBT⁠(d), libertatea presei⁠(d), și rapoartele despre ziariștii uciși⁠(d)). În particular, organizații ca Amnesty International și Human Rights Watch consideră că Rusia nu are suficiente atribute democratice și permite cetățenilor ei exercitarea unor foarte limitate drepturi politice și cetățenești. Freedom House clasează Rusia ca țară „neliberă”, acuzând „alegerile regizate cu grijă” și absența dezbaterilor. Ministerul Rus de Externe spunea despre raportul Freedom in the World⁠(d) din 2006 că ar fi „prefabricat”, acuzând că drepturile omului au devenit o armă politică a Statelor Unite și că organizațiile extrapolează „fapte izolate care se pot întâmpla în orice țară” în „tendințe dominante”.

### Armata

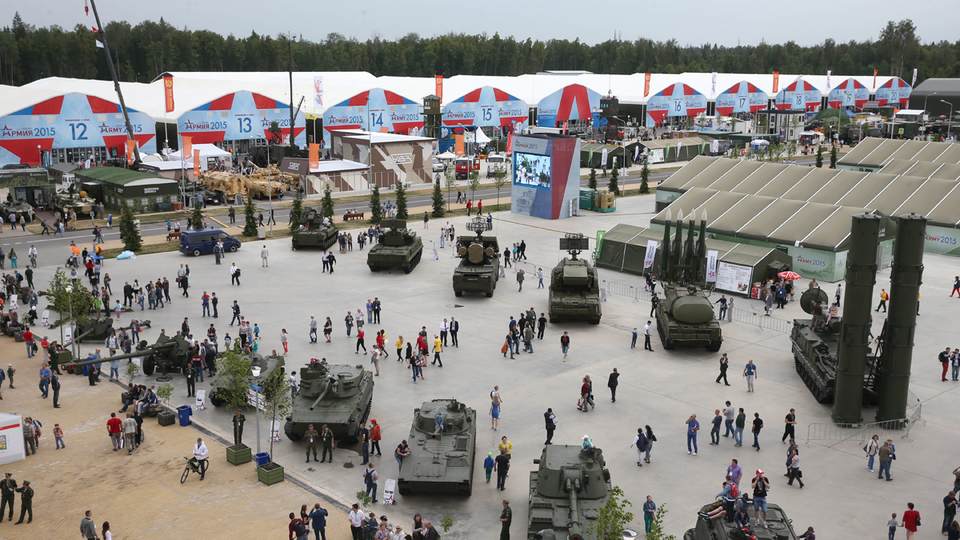

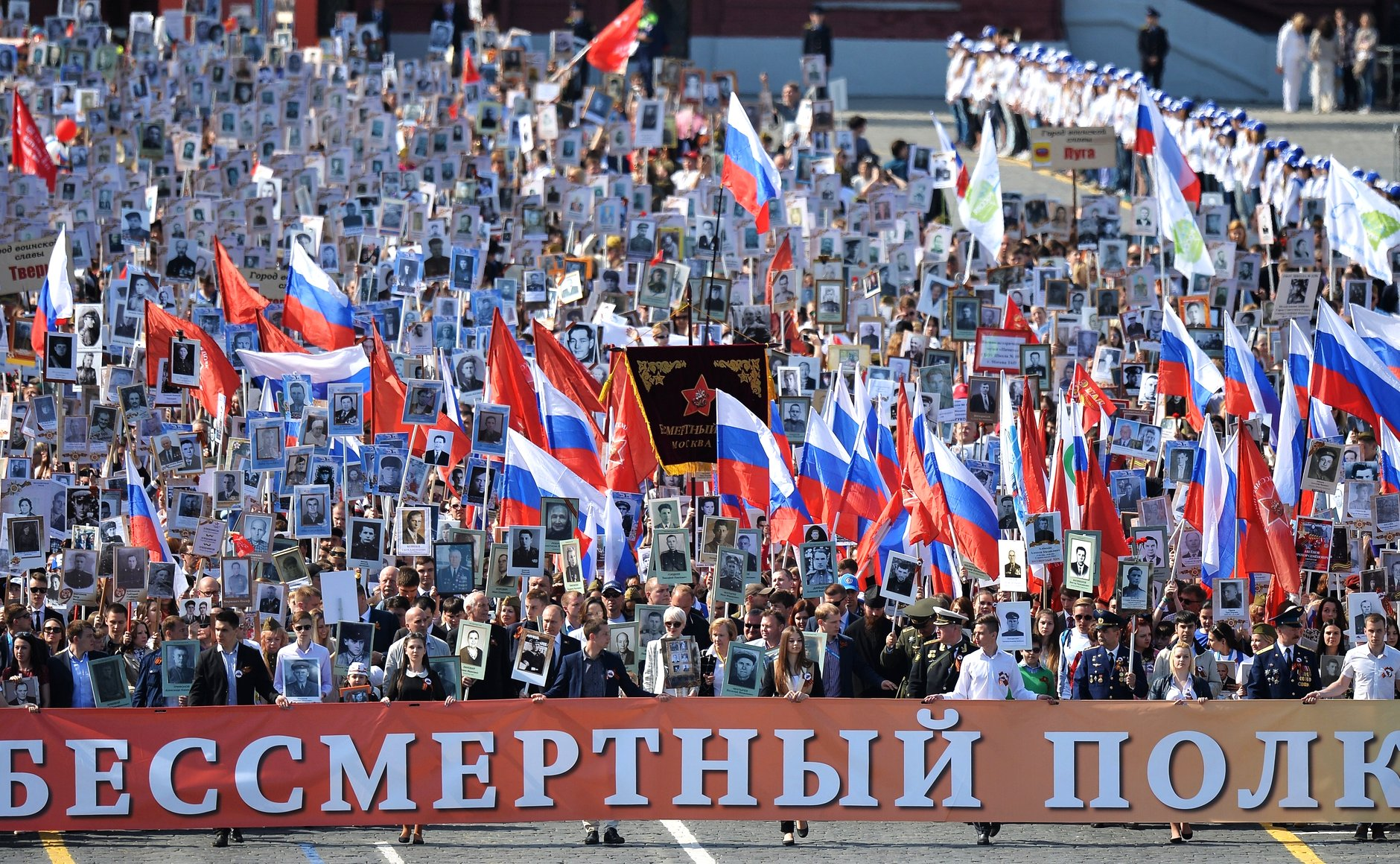
Rușii din „”, purtând portrete ale strămoșilor lor care au luptat în al Doilea Război Mondial.

Armata Rusă este împărțită în Forțele Terestre⁠(d), Marină și Forțele Aeriene. Există și trei ramuri independente: Forțele de Rachete Strategice, Forțele de Apărare Aerospațială⁠(d), și Trupele Aeropurtate⁠(d). Pe la 2017, armata era alcătuită din 1 milion de militari activi, fiind a cincea din lume. Mai sunt și încă 2,5 milioane de rezerviști, numărul total de trupe în rezervă fiind probabil de circa 20 de milioane. Serviciul militar este obligatoriu pentru bărbații cu vârste între 18–27 și durează un an.
Rusia are cel mai mare stoc de arme nucleare din lume, a doua flotă de submarine cu rachete balistice, și singura forță de bombardiere strategice activă în afara Statelor Unite. Forța de tancuri este cea mai mare din lume, în timp ce marina de suprafață și forțele aeriene sunt printre cele mai mari.
Țara are o industrie de armament mare și complet autohtonă, care produce mare parte din echipamentul său militar propriu cu doar câteva tipuri de arme fiind importate. Este unul dintre principalii furnizori de armament pe plan mondial încă din 2001, reprezentând circa 30 % din vânzările mondiale de arme și exportând arme în circa 80 de țări. Stockholm International Peace Research Institute, SIPRI, a găsit că Rusia este al doilea cel mai mare exportator de arme din anii 2010–2014, crescându-și exporturile cu 37 % față de perioada 2005–2009. În 2010–2014, Rusia a livrat armament în 56 de state, precum și forțelor rebele din Ucraina de est.
Bugetul militar oficial al Rusiei pe 2014 era de circa 2,49 bilioane de ruble (circa 69,3 miliarde de dolari), al treilea ca mărime din lume după SUA și China. Acesta urma să crească la 3,03 bilioane de ruble (83,7 miliarde de dolari) în 2015, și 3,36 bilioane de ruble (93,9 miliarde de dolari) în 2016. Estimările neoficiale dau cifre mult mai mari însă, de exemplu Stockholm International Peace Research Institute (SIPRI) estima în baza sa de date a cheltuielilor militare pe 2013 că Rusia cheltuia cu armata în 2012 90,749 miliarde de dolari. Această estimare reprezenta o creștere de peste 18 miliarde de dolari față de estimarea aceleiași instituții pentru bugetul pe 2011, de 71,9 miliarde de dolari. În 2014, bugetul militar al Rusiei este mai mare decât al oricărei alte țări europene.

### Împărțire politico-administrativă
Subiectele federale

Subiectele federale ale Rusiei

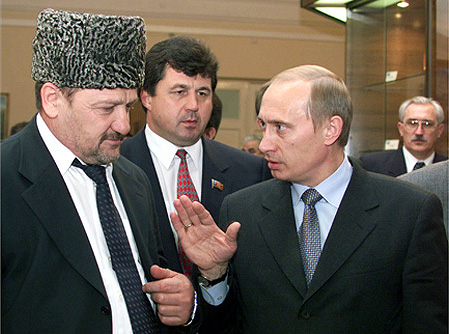
Președintele rus Vladimir Putin și Ahmat Kadîrov, fostul rebel și capul Republicii Cecene, 2000

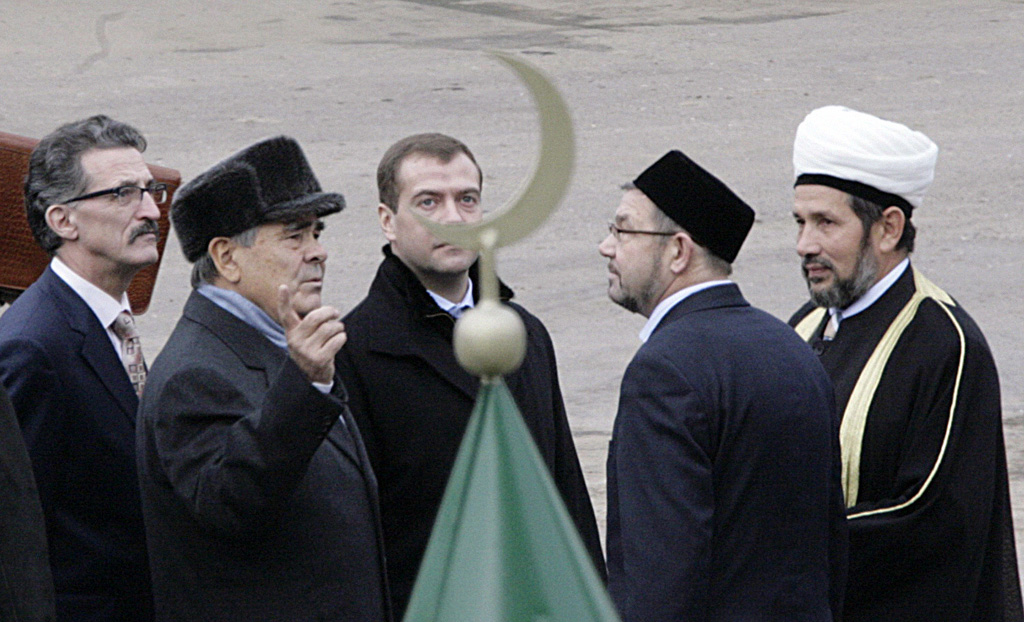
Președintele rus Dmitri Medvedev și președintele Tatarstanului Mintimer Șaimiev la Kazan, capitala Tatarstanului, 2011

Conform Constituției, țara este alcătuită din optzeci și cinci de subiecte federale, inclusiv Republica Crimeea și orașul federal Sevastopol, a căror apartenență la Rusia nu este recunoscută. În 1993, la adoptarea Constituției, erau listate optzeci și nouă subiecte federale, dar ulterior câteva au fost comasate. Aceste subiecte au toate reprezentare egală—câte doi delegați—în Consiliul Federației. Ele au însă diferite grade de autonomie.
- 46 de regiuni (oblasturi): cel mai numeros tip de subiect, cu guvernator și a legislativ ales local.[156]
- 22 de republici nominal autonome; fiecare are propria constituție, un șef al republicii sau un post similar, ales direct,[156][157] și un parlament. Republicile au dreptul să-și stabilească propria lor limbă oficială, alături de limba rusă, dar sunt reprezentate de către guvernul federal în afacerile internaționale. Republicile sunt menite să fie entități dedicate unor minorități etnice specifice.
- 9 kraiuri (teritorii): în esență, același lucru ca regiunile. Această denumire este una istorică, dată cândva regiunilor de frontieră și, mai târziu, și diviziunilor administrative care cuprindeau ocoluri autonome sau regiuni autonome.
- 4 districte autonome (okruguri autonome): la început entități autonome în cadrul regiunilor și kraiurilor, create pentru minoritățile etnice; ulterior, în 1990, statutul lor a fost ridicat la rang egal cu subiectele. Cu excepția districtului autonom Ciukotka, toate districtele autonome sunt în subordinea administrativă a unui krai sau a unei regiuni din care fac parte.
- 1 regiune autonomă (Regiunea Autonomă Evreiască): din punct de vedere istoric, regiunile autonome erau unități administrative subordonate kraiurilor. În 1990, toate acestea, cu excepția ROA Evreiești, au fost ridicate la statutul de republică.
- 3 orașe federale⁠(d) (Moscova, Sankt Petersburg și Sevastopol): marile orașe care funcționează ca regiuni separate.

Districtele federale
Subiectele sunt grupate în opt districte federale, fiecare administrat de către un reprezentant desemnat de președintele Rusiei. Spre deosebire de subiectele federale, districtele federale nu sunt unitate administrativă, ci un nivel de administrare a guvernului federal. Trimișii districtelor federale servesc drept agenți de legătură între subiectele federației și guvernul federal și sunt în primul rând responsabili cu supravegherea respectării de către subiecte a legilor federale.

## Geografie

Tipurile de climă din Rusia în clasificarea Köppen

Rusia este cea mai întinsă țară din lume; suprafața sa totală este de 17.075.200 km2. Ea se află între latitudinile de 41°⁠(d) și 82° N⁠(d) și între longitudinile de 19° E⁠(d) și 169°⁠(d).
Expansiunea teritorială a Rusiei s-a realizat în mare parte în secolul al XVI-lea sub cazacul Iermak Timofeievici în timpul domniei lui Ivan cel Groaznic, într-o vreme când orașele-stat concurente din regiunile de vest ale Rusiei s-au unit pentru a forma o singură țară. Iermak a adunat o armată și a mers spre est, unde a cucerit aproape toate teritoriile care odinioară aparținuseră mongolilor, învingându-l pe conducătorul lor, hanul Kucium⁠(d).
Rusia are o bază largă de resurse naturale, inclusiv mari depozite de cherestea, petrol, gaze naturale, cărbune, minereuri și alte resurse minerale.
Cele mai îndepărtate două puncte ale Rusiei sunt la aproximativ 8.000 km distanță de-a lungul unei geodezice. Aceste puncte sunt: un cordon litoral al Vistulei⁠(d) de 60 km la granița cu Polonia ce desparte Golful Gdańsk⁠(d) de Limanul Vistulei și cel mai sud-estic punct al Insulelor Kurile. Punctele aflate la cea mai mare distanță pe longitudine sunt la 6.600 km distanță pe o linie geodezică. Aceste puncte sunt: în partea de vest, același cordon litoral de pe granița cu Polonia, și în est, Insula Marele Diomede. Federația Rusă se întinde pe 11 fuse orare.

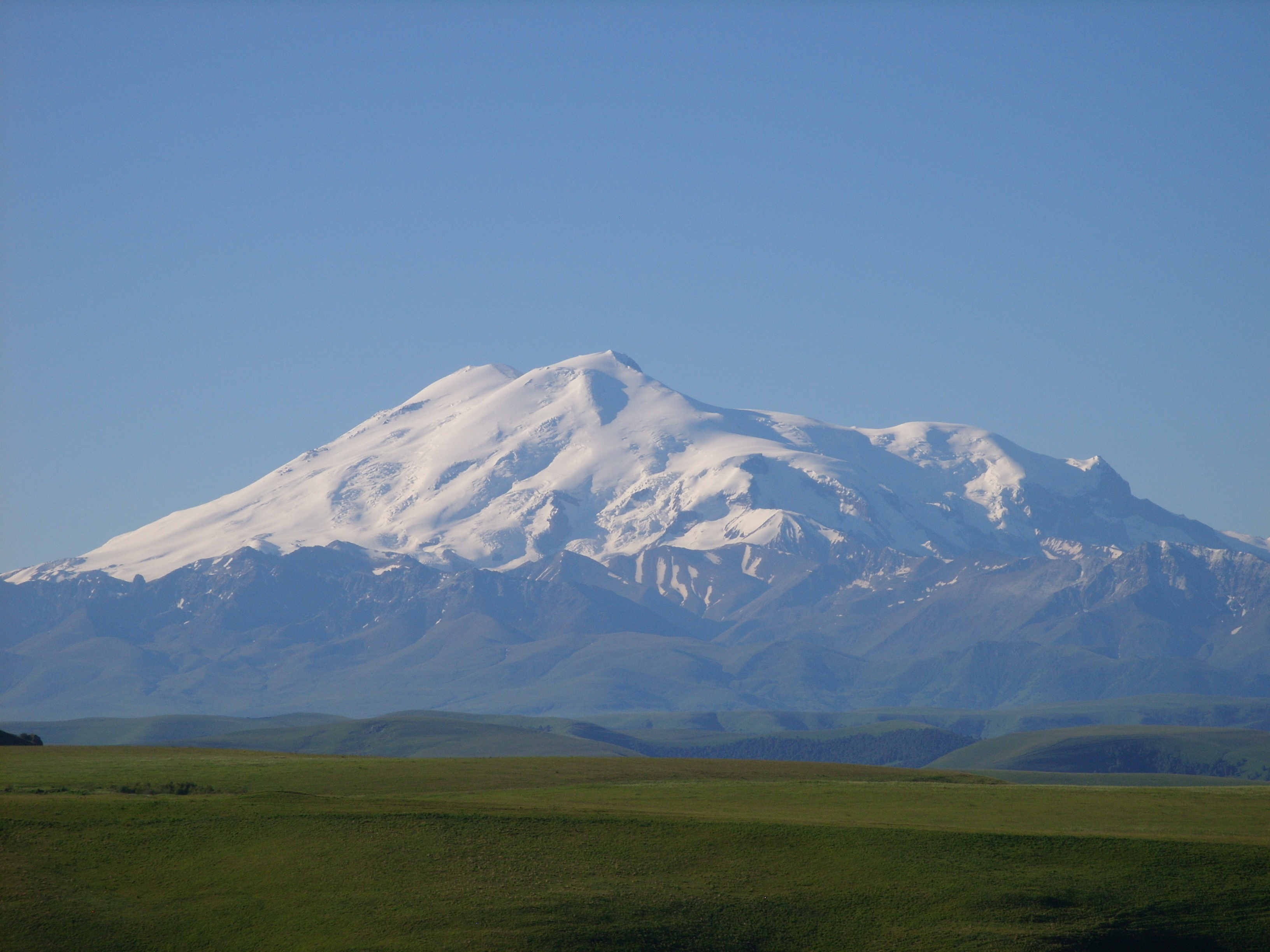
Muntele Elbrus, cel mai înalt punct din Caucaz, din Rusia și din Europa

Mare parte din suprafața Rusiei constă din vaste întinderi de câmpii care sunt predominant stepe înspre sud și puternic împădurite spre nord, cu tundră de-a lungul coastei de nord. Rusia deține 10 % din terenul arabil din lume. Se întâlnesc lanțuri muntoase de-a lungul frontierelor sudice, cum ar fi Caucazul (cu Muntele Elbrus care, la 5.462 m, este cel mai înalt punct din Rusia și din Europa) și Altai (cu Muntele Beluha⁠(d), care, la 4.506 m este cel mai înalt punct din Siberia din afara Orientului Îndepărtat Rus); și în est, cum ar fi Lanțul Verhoiansk⁠(d) sau vulcanii din Peninsula Kamceatka (cu Kliuchevskaia Sopka, care, la 4.750 m, este cel mai înalt vulcan activ din Eurasia, precum și cel mai înalt punct al Rusiei Asiatice). Munții Ural, bogați în resurse minerale, formează un lanț pe direcția nord-sud care desparte Europa de Asia.
Rusia are o coastă lungă de peste 37.000 km de-a lungul Oceanelor Arctic și Pacific, precum și de-a lungul Mării Baltice, Mării Azov, Mării Negre și Mării Caspice. Marea Barents, Marea Albă, Marea Kara, Marea Laptev, Marea Siberiei de Est, Marea Ciukotsk, Marea Bering, Marea Ohotsk și Marea Japoniei sunt legate de Rusia prin intermediul Oceanelor Arctic și Pacific. Cele mai mari insule și arhipelaguri rusești sunt arhipelagul Novaia Zemlea, Franz Josef, Severnaia Zemlea, Insulele Noua Siberie, Insula Vranghel, Insulele Kurile și Sahalin. Insulele Diomede (una controlată de Rusia, cealaltă de Statele Unite) sunt la doar 3 km distanță, iar Insula Kunașir⁠(d) este la aproximativ 20 km de Hokkaido, Japonia.

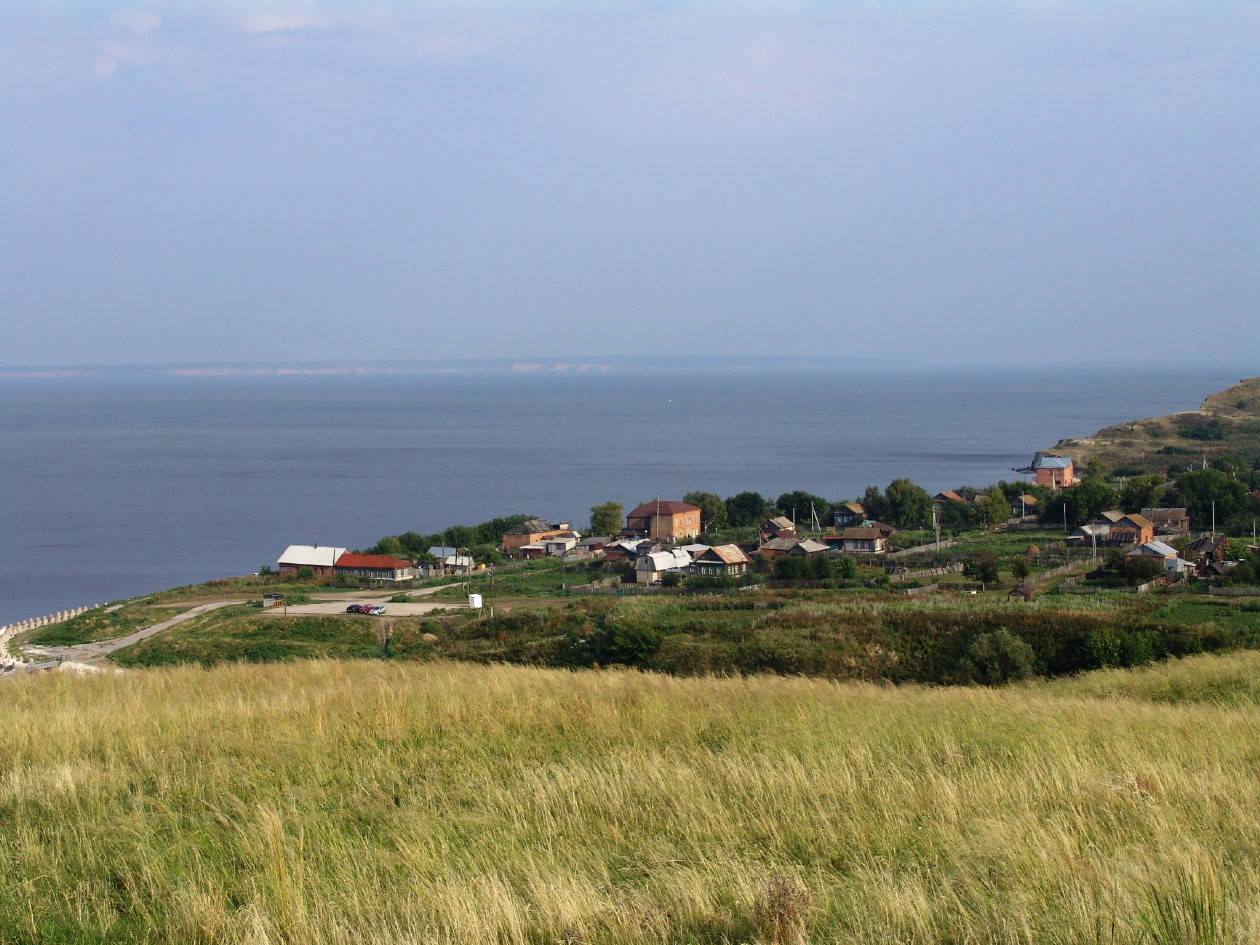
Râul Volga în regiunea Samara

Rusia are mii de râuri și întinderi de apă interioare, având una dintre cele mai ample resurse de ape de suprafață. Lacurile ei conțin aproximativ un sfert din apa dulce în stare lichidă din lume. Cea mai mare și mai cunoscută întindere de apă dulce din Rusia este Lacul Baikal, cel mai adânc, mai curat, mai vechi și mai voluminos lac de apă dulce din lume. Baikal conține el singur o cincime din apa dulce de suprafață din lume. Alte mari lacuri sunt Ladoga și Onega, două din cele mai mari lacuri din Europa. Rusia este a doua țară din lume după Brazilia ca volum de resurse acvatice regenerabile totale. Din cele 100.000 de râuri din țară, cel mai cunoscut este Volga, nu doar deoarece este cel mai lung râu din Europa, dar și din cauza rolului său important în istoria Rusiei. Râurile siberiene Obi, Ienisei, Lena și Amur sunt printre cele mai lungi râuri din lume.

### Clima

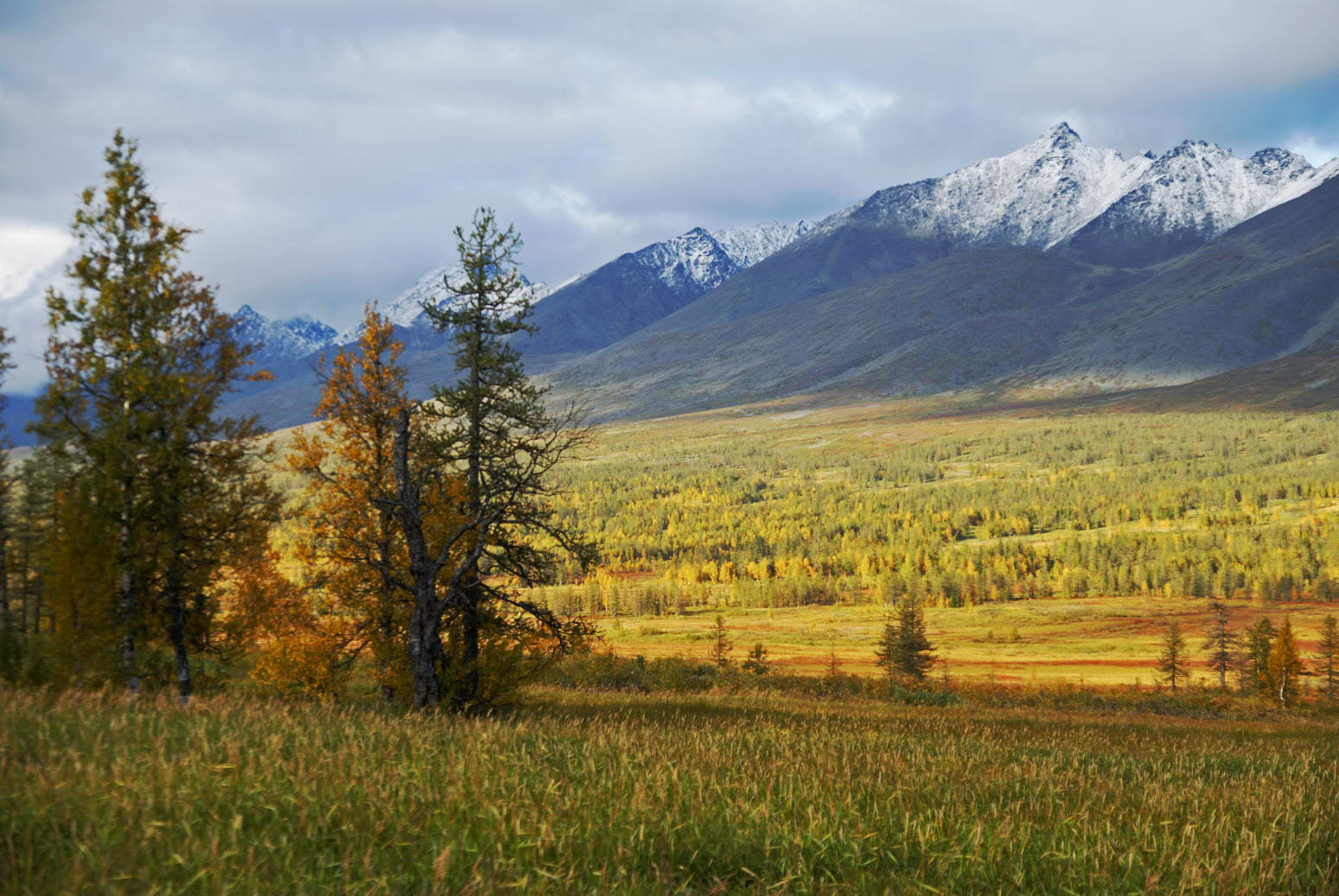
Taiga în din Republica Komi

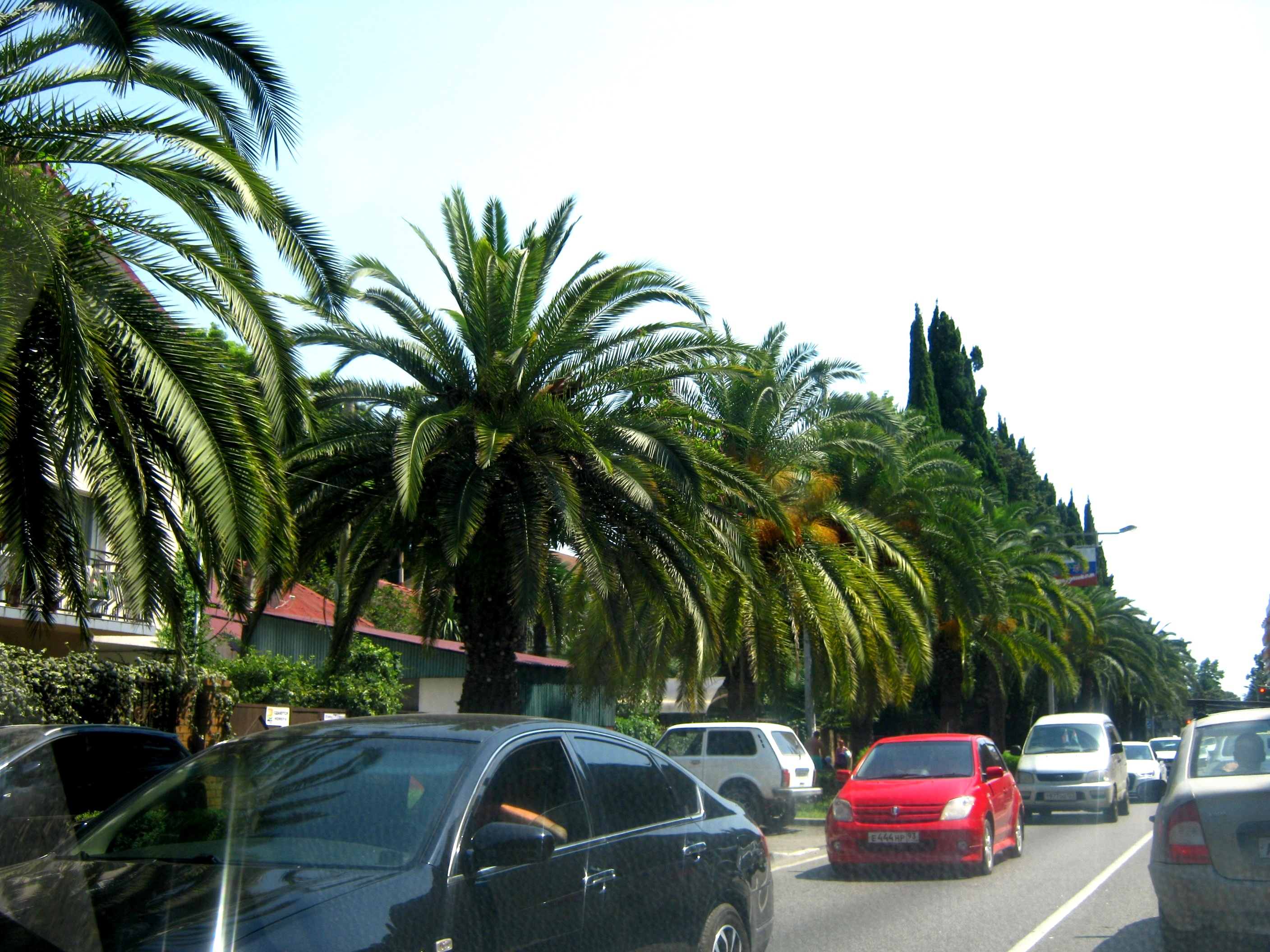
Soci, pe malul Mării Negre

Dimensiunile enorme ale Rusiei și depărtarea multor zone față de mare duce la dominația climatului continental umed⁠(d), care este răspândit în toate regiunile țării, cu excepția tundrei și sud-vestului extrem. Munții din sud blochează fluxul maselor de aer cald din Oceanul Indian, în timp ce câmpiile din vest și nord expune teritoriul la influențele arctice și atlantice.
Cea mai mare parte din Rusia europeană nordică și Siberia au un climat subarctic, cu ierni extrem de severe în regiunile interioare din nord-estul Siberiei (cea mai mare parte a Republicii Saha, unde se situează Polul Nord al frigului⁠(d), cu temperatura minimă absolută înregistrată pe Pământ, de -71,2 °C, și cu ierni ceva mai moderate în alte regiuni. Atât fâșia de pământ de-a lungul țărmului Oceanului Arctic, cât și Insulele Arctice rusești⁠(d) au un climat polar.
Partea de coastă a kraiului Krasnodar de la Marea Neagră, în special la Soci, are un climat subtropical umed, cu ierni blânde și umede. În multe regiuni din Siberia de Est și Orientul Îndepărtat, iarna este uscată, comparativ cu vara; în alte părți ale țării precipitațiile sunt mai omogen răspândite pe anotimpuri. Precipitațiile de iarnă din cele mai multe părți ale țării cad de obicei sub formă de ninsoare. Regiunea de-a lungul Volgăi Inferioare și coasta Mării Caspice, precum și unele zone din partea sudică a Siberiei, dispun de un climat semiarid.
În mare parte din teritoriu, există doar două anotimpuri—iarna și vara—primăvara și toamna sunt de obicei perioade scurte de schimbare între temperaturi extrem de scăzute și temperaturi extrem de ridicate. Cea mai rece lună este ianuarie (februarie pe litoral); cea mai călduroasă este de obicei iulie. Sunt frecvente diferențele mari de temperatură. În timpul iernii, temperaturile se răcesc, atât de la sud la nord, cât și de la vest la est. Verile pot fi destul de călduroase, chiar și în Siberia. Zonele din interiorul continentului sunt cele mai uscate.

### Biodiversitatea

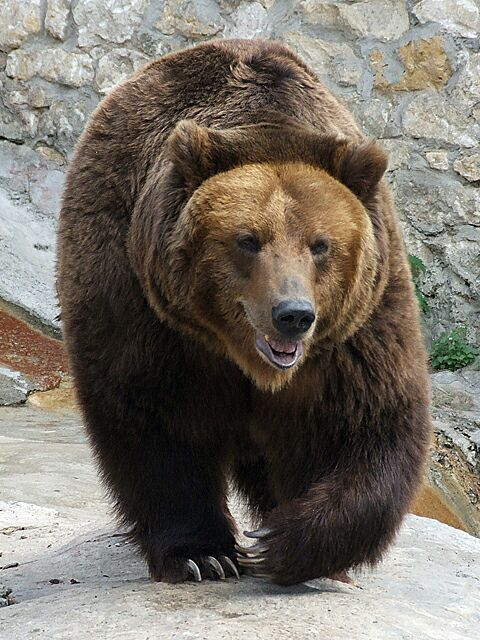
Ursul brun este un simbol popular al Rusiei, în special în Occident

De la nord la sud, Câmpia Europei de Est, denumită și Câmpia Rusă, este acoperită cu tundra arctică, apoi pădurile de conifere (taiga), pădurile de amestec și de foioase⁠(d), pășune (stepă), și semideșert (malurile Mării Caspice), modificările de vegetație reflectând variațiile climatice. Siberia prezintă o secvență similară, dar acolo predomină taigaua. Rusia are cele mai mari rezerve de pădure, cunoscute sub numele de „plămânii Europei”, fiind depășită doar de pădurea amazoniană la cantitatea de dioxid de carbon absorbită.
În Rusia trăiesc 266 de specii de mamifere și 780 de specii de păsări. Un total de 415 specii de animale au fost incluse în Cartea Rosie a Federației Ruse⁠(d) din 1997, iar acum sunt protejate. Există 28 de situri în Patrimoniul Mondial UNESCO în Rusia⁠(d), 40 de rezervații ale biosferei⁠(d), 41 de parcuri naționale⁠(d) și 101 rezervații naturale⁠(d).

## Economia

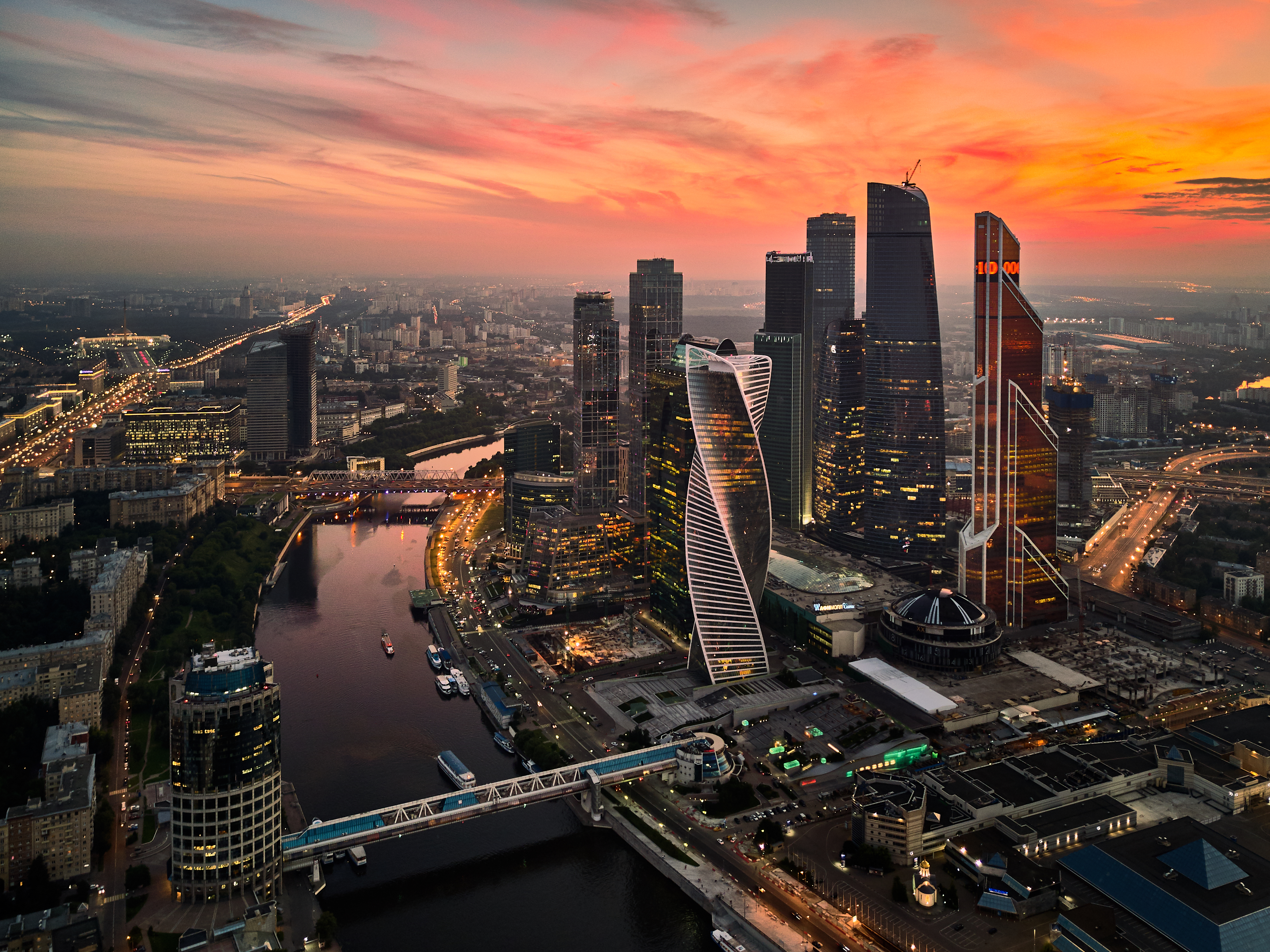
Moscow International Business Center

Rusia are o economie mixtă cu venituri medii spre ridicate cu resurse naturale enorme, îndeosebi țiței⁠(d) și gaze naturale. Este a 12-a economie a lumii după PIB nominal și a șasea după paritatea puterii de cumpărare (PPC). De la începutul secolului al XXI-lea, consumul intern mai ridicat și stabilitatea politică au stimulat creșterea economică a Rusiei. Țara a încheiat anul 2008 cu al nouălea an consecutiv de creștere, dar aceasta a încetinit odată cu declinul prețului petrolului și gazelor. PIB real pe cap de locuitor, luâng în calcul PPP era de 19.840 în 2010. Creșterea a fost în principal alimentată de bunurile și serviciile netranzacționate pentru piața internă, și nu de petrol și exporturile de resurse minerale. Salariul mediu nominal în Rusia era de 967 de dolari pe lună la începutul lui 2013, o creștere de la valoarea de 80 de dolari din 2000. În mai 2016, salariul mediu nominal lunar scăzuse însă la 450 de dolari pe lună, și impozitarea veniturilor individuale se făcea la o cotă de 13  pentru majoritatea veniturilor. Circa 19,2 milioane de ruși trăiau sub limita sărăciei în 2016, o creștere semnificativă de la 16,1 milioane în 2015. Șomajul în Rusia era de 5,4 % în 2014, o scădere de la circa 12,4 % în 1999. Oficial, circa 20–25 % din populația Rusiei este clasificată drept clasă de mijloc; unii economiști și sociologi consideră însă că această cifră este exagerată și că fracția reală este pe la 7 %. După Statele Unite, Uniunea Europeană și alte țări au impus sancțiuni economice după anexarea Crimeei, fapt care, combinat cu scăderea prețului petrolului, a dus la scăderea drastică a clasei de mijloc rusești.

PIB-ul Rusiei ajustat după paritatea puterii de cumpărare (PPP) din 1989 (în ajustați după puterea de cumpărare și inflație la prețurile din 2013).

Petrolul, gazele naturale, metalele și lemnul reprezintă peste 80 % din exporturile Rusiei. Din 2003, exporturile de resurse naturale au început să-și piardă din importanța economică după ce piața internă s-a întărit considerabil. În 2012, sectorul petrol-gaze reprezenta 16 % din PIB, 52 % din veniturile la bugetul federal și peste 80 % din totalul exporturilor. Veniturile din exporturile de petrol au permis Rusiei să-și crească rezervele valutare de la 12 miliarde de dolari în 1999 la 597,3 miliarde de dolari la 1 august 2008. În aprilie 2017, rezervele valutare ale Rusiei scăzuseră însă la 332 miliarde de dolari. Politica macroeconomică a ministrului de finanțe Alexei Kudrin⁠(d) a fost una prudentă și solidă, veniturile excedentare fiind stocate în Fondul de Stabilizare al Rusiei⁠(d). În 2006, Rusia își plătise o parte din uriașele ei datorii istorice, rămânând cu una din cele mai mici datorii externe dintre marile economii. Fondul de Stabilizare a ajutat Rusia să iasă din criza financiară globală într-o stare mult mai bună decât se așteptaseră mulți experți.
Un cod fiscal mai simplificat, adoptat în 2001, a redus povara fiscală asupra oamenilor și a crescut dramatic veniturile statului. Rusia are o cotă unică de impozitare⁠(d) de 13 %, fiind astfel al doilea cel mai atrăgător sistem de impozitare personală pentru persoane individuale, după Emiratele Arabe Unite. Potrivit Bloomberg, Rusia este considerată mult înaintea majorității celorlalte țări cu resurse bogate, la capitolul dezvoltare economică, cu o lungă tradiție a educației, științei și industriei. Țara are o mai mare proporție de absolvenți de învățământ superior decât orice altă țară din Eurasia.

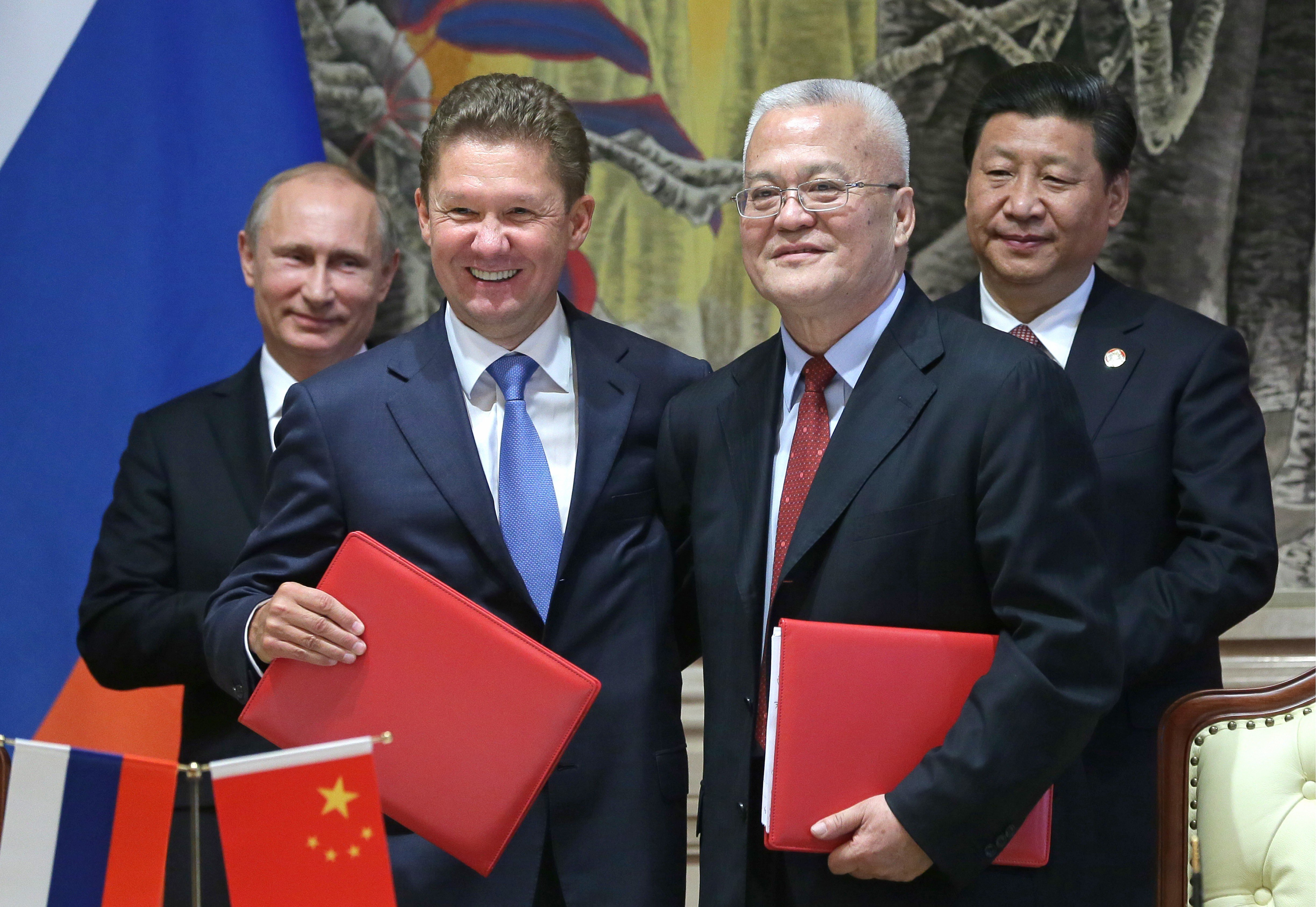
La, Rusia și China au semnat o înțelegere comercială cu gaze naturale în valoare de 400 de miliarde de dolari. Începând cu 2019, Rusia intenționează să furnizeze gaze naturale Chinei pentru următorii 30 de ani.

Dezvoltarea economică a țării a fost una dezechilibrată geografic, regiunea Moscova contribuind cu o pondere foarte mare⁠(d) la PIB-ul țării.
S-a observat și o inegalitate a veniturilor gospodăriilor, Credit Suisse găsind distribuția averilor rușilor mult mai extremă decât la alte țări, disparitatea fiind atât de mare încât „merită un loc într-o categorie separată”.
O altă problemă este modernizarea infrastructurii, îmbătrânită și inadecvată după neglijarea ei în anii 1990; guvernul a afirmat că va investi 1 bilion de dolari în dezvoltarea infrastructurii până în 2020. În decembrie 2011, Rusia a fost primită în Organizația Mondială a Comerțului după 18 ani de dialog, ceea ce îi permite să aibă acces mai larg la piețele externe. Unii analiști estimează că apartenența la OMC ar putea ajuta economia Rusiei să crească cu până la 3% pe an. Rusia se este a doua cea mai coruptă țară din Europa (după Ucraina), conform Indicelui Percepției Corupției. Camera de Comerț Ruso-Norvegiană a identificat corupția drept „una din cele mai mari probleme cu care se confruntă companiile, atât rusești cât și străine”. Corupția în Rusia este percepută drept o problemă importantă, cu impact asupra tuturor aspectelor vieții, inclusiv în administrația publică⁠(d), aplicarea legii⁠(d), sănătate⁠(d) și educație⁠(d). Fenomenul corupției este puternic înrădăcinat ca model istoric de guvernare publică în Rusia și este pus pe seama slăbiciunii generale a statului de drept în Rusia. Conform rezultatelor din 2016 ale Indicelui de Percepție a Corupției calculat de Transparency International, Rusia s-a clasat pe locul 131 din 176 de țări studiate, cu un punctaj de 29.
Banca centrală rusă și-a anunțat în 2013 planurile de a lăsa liber cursul rublei în 2015. Conform unui test de stress efectuat de banca centrală, sistemul financiar rus ar putea suporta o scădere a valorii monedei cu 25–30 % fără intervenții majore ale băncii centrale. Economia Rusiei a intrat însă în stagnare spre sfârșitul lui 2013 și, pe lângă Războiul din Donbass, este amenințată de intrarea în stagflație, o creștere lentă însoțită de inflație mare. Declinul recent al rublei rusești a crescut costurile cu care companiile rusești își plătesc dobânzile în dolari americani și în alte valute străine care s-au întărit în raport cu rubla; astfel, companiile rusești trebuie să plătească mai mult în venituri în rublă pentru a-și plăti creditorii în dolari sau în alte valute. În martie 2016, rubla se devalorizase cu peste 50 de procente din iulie 2014. După ce inflația scăzuse la 3,6 % în 2012, cea mai scăzută de la pierderea controlului asupra Uniunii Sovietice, inflația a sărit la aproape 7,5 % în 2014, ceea ce a determinat banca centrală să-și crească rata împrumuturilor la 8 % de la 5,5 % în 2013. Într-un articol publicat în octombrie 2014 în Bloomberg Business Week, se afirma că Rusia a început să-și mute din ce în ce mai mult economia spre China ca răspuns la tensiunile financiare crescânde de după anexarea Crimeei și sancțiunile economice occidentale.

### Corupția

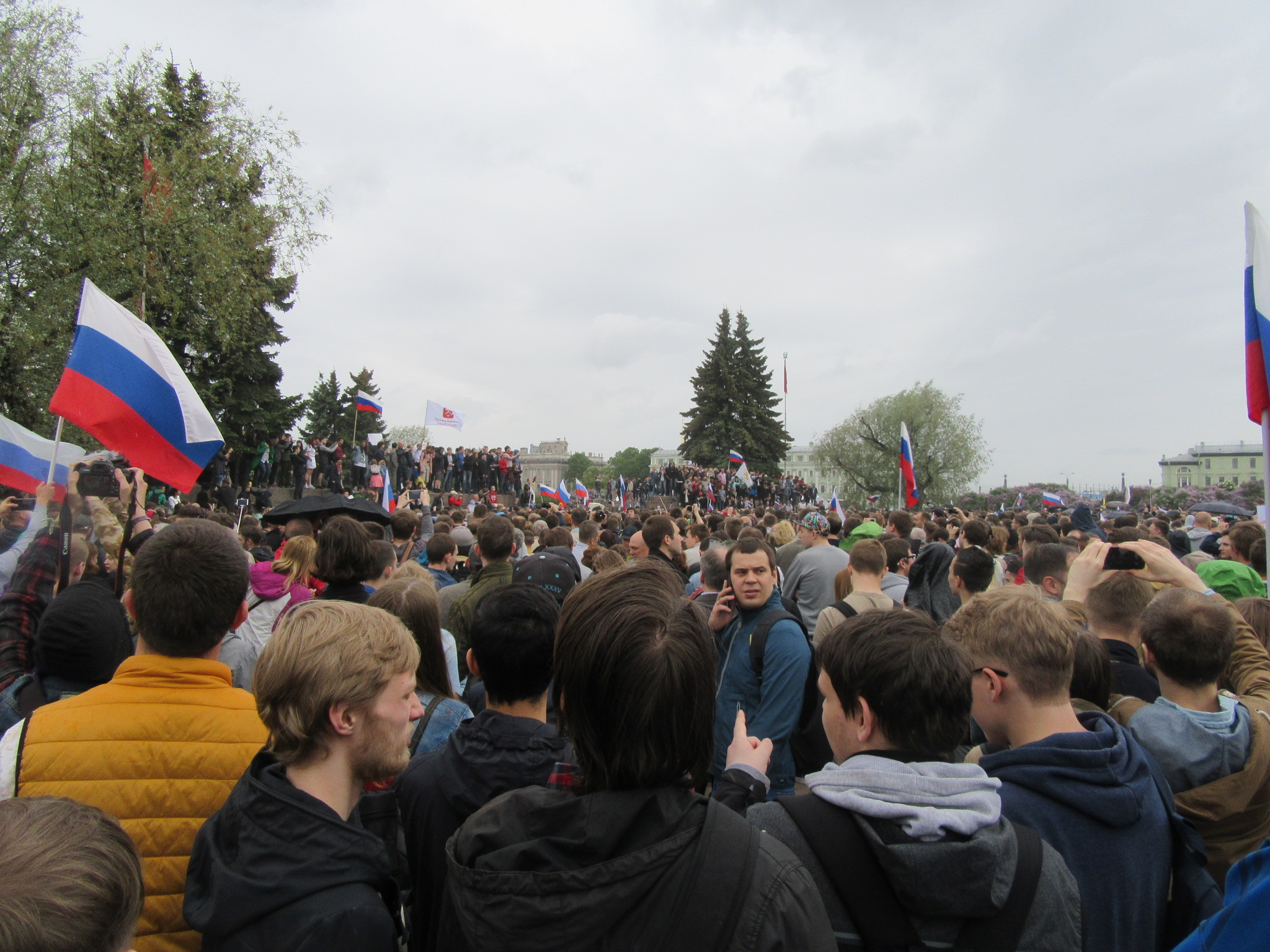
, organizate de opoziția rusă

Există multe estimări diferite ale costului efectiv al corupției. Conform statisticilor oficiale ale guvernului, publicate de Rosstat, „economia subterană” ar reprezenta doar 15 % din PIB-ul Rusiei din 2011, cuprinzând aici salarii nedeclarate (pentru a evita plata impozitelor și contribuțiilor sociale) și alte tipuri de evaziune fiscală. Conform estimărilor Rosstat, corupția reprezenta în 2011 numai 3,5 până la 7 % din PIB. Spre comparație, experți independenți avansează cifre de până la 25 % din PIB-ul Rusiei. Un raport al Băncii Mondiale plasează această cifră pe la 48%. Există și o schimbare a principalului obiectiv al mitei: anterior, oficialii luau mită pentru a închide ochii la infracțiuni, dar acum iau mită doar pentru a-și face datoria.
În cele din urmă, populația rusă este cea care plătește pentru această corupție, prin creșteri rapide ale prețurilor locuințelor, apei, gazelor și energiei electrice, care depășesc semnificativ rata inflației, și sunt un rezultat direct al corupției masive la cel mai înalt nivel. În ultimii ani, reacția la corupție s-a schimbat: din al doilea mandat al lui Putin, foarte puține cazuri de corupție au fost subiect de scandal. Sistemul lui Putin se remarcă prin amestecul omniprezent și fățiș între serviciile publice și afaceri, precum și prin utilizarea de rude, prieteni și cunoștințe pentru a beneficia de cheltuieli bugetare și a prelua proprietatea statului.
Pe 26 martie 2017, au avut loc proteste⁠(d) împotriva corupției din guvernul federal rus, simultan în mai multe orașe din țară. Acestea au fost declanșate de lipsa de reacție adecvată din partea autorităților ruse la publicarea filmului de investigație Nu-i spune Dimon⁠(d), care a acumulat mai mult de 20 de milioane de vizualizări pe YouTube.

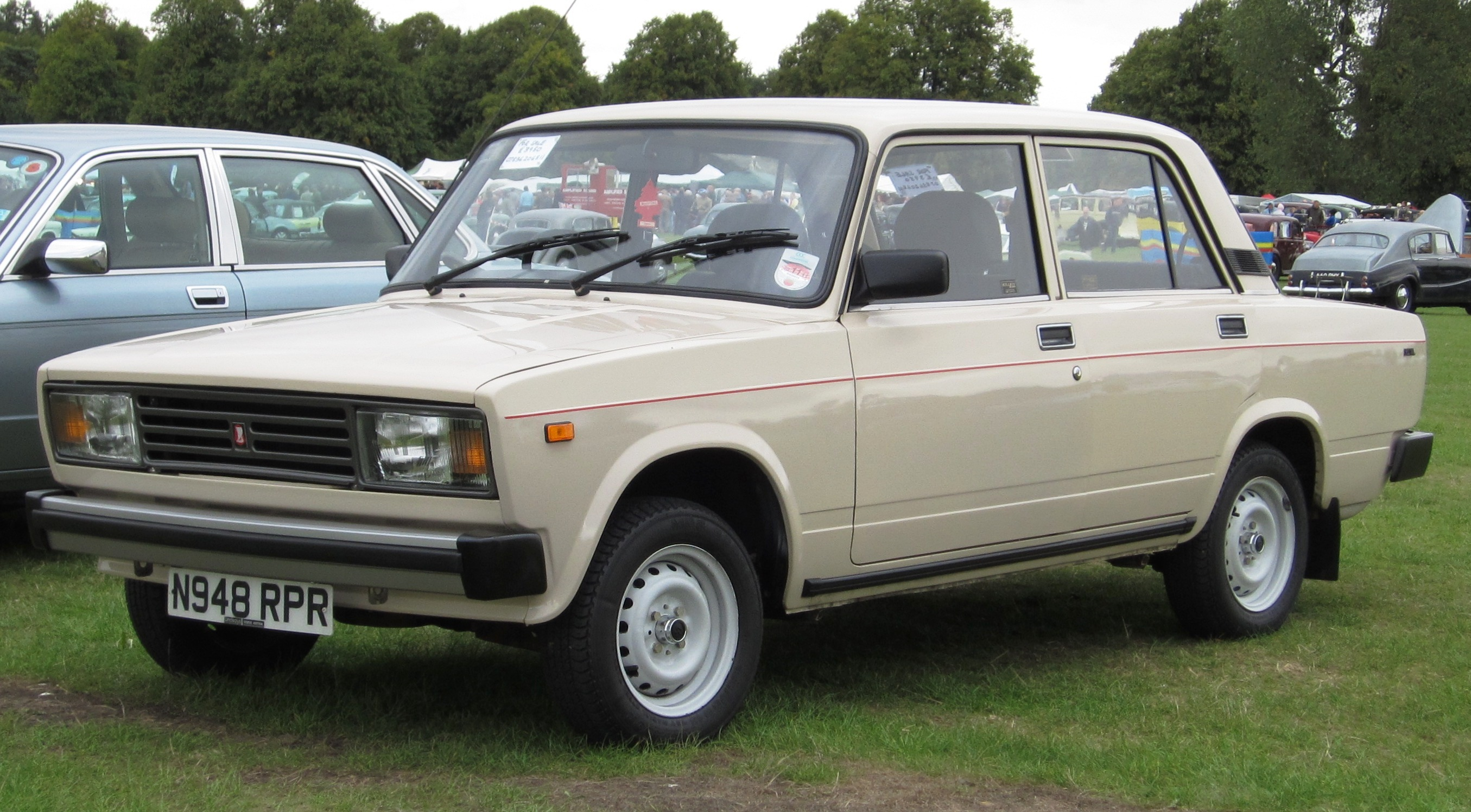
Peste două milioane de vehicule Lada Riva au fost produse din 1980 până în 2010

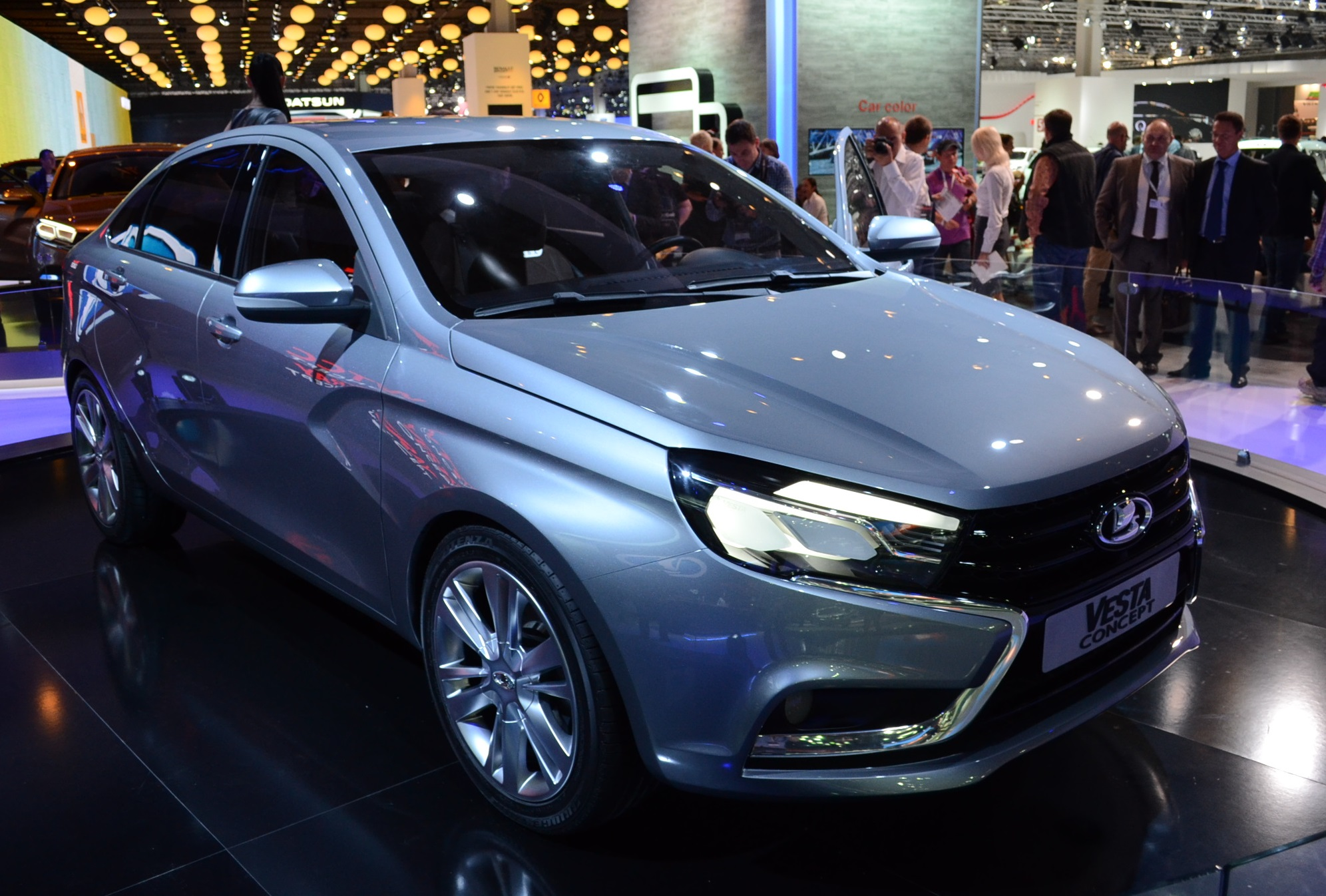
O Lada Vesta. Lada este marca AvtoVAZ, cel mai mare producător rus de autovehicule.

### Agricultura

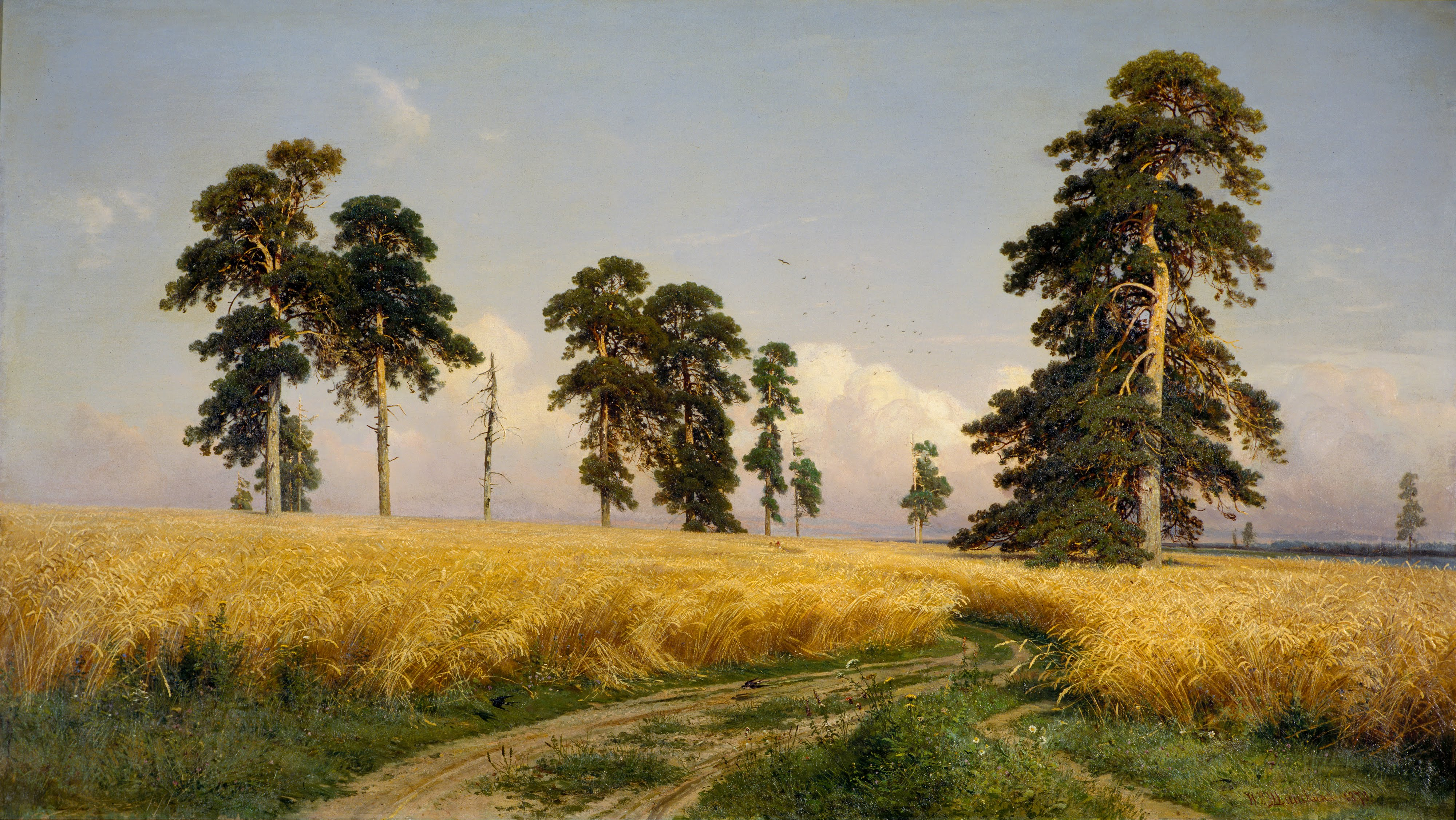
Lan de secară, de Ivan Șișkin. Rusia este principalul producător mondial de orz, hrișcă și ovăz, și unul dintre cei mai mari producători și exportatori de secară, și grâu.

Suprafața totală cultivată în Rusia este estimată la 1.237.294 km², a patra din lume. Din 1999 până în 2009, agricultura Rusiei a crescut în mod constant, și țara s-a transformat dintr-un importator de cereale în al treilea cel mai mare exportator de cereale, după UE și Statele Unite ale Americii. Producția de carne a crescut de la 6,813,000 tone în 1999 la 9,331,000 de tone în 2008, și continuă să crească.
Această restaurare a agriculturii a fost susținută de o politică de creditare a guvernului, ajutând atât fermierii individuali cât și marile societăți agricole privatizate care au fost odată colhozurile sovietice și care încă dețin cea mai mare parte a terenurilor agricole. Fermele mari se concentrează în principal pe producția de cereale și pe creșterea animalelor⁠(d), gospodăriile private mici⁠(d) produc cea mai mare parte a cartofilor, legumelor și fructelor din țară.
Deoarece Rusia are ieșire la trei oceane (Atlantic, Arctic și Pacific), flotele de pescuit rusești constituie un mare producător de pește. Rusia a capturat 3,191,068 de tone de pește în 2005. Atât exporturile cât și importurile de pește și produse marine au crescut semnificativ în ultimii ani, ajungând la $2,415 și respectiv la $2,036 milioane de euro, respectiv, în 2008.
Întinsă de la Marea Baltică la Oceanul Pacific, Rusia are mai mult de o cincime din pădurile lumii, ceea ce o face să fie cea mai împădurită țară din lume. Cu toate acestea, potrivit unui studiu din 2012 al Organizației pentru Alimentație și Agricultură a Națiunilor Unite și Guvernul Federației Ruse, considerabilul potențial al pădurilor rusești este subexploatat și cota Rusiei în comerțul mondial cu produse forestiere este mai mică de patru la sută.

### Energie

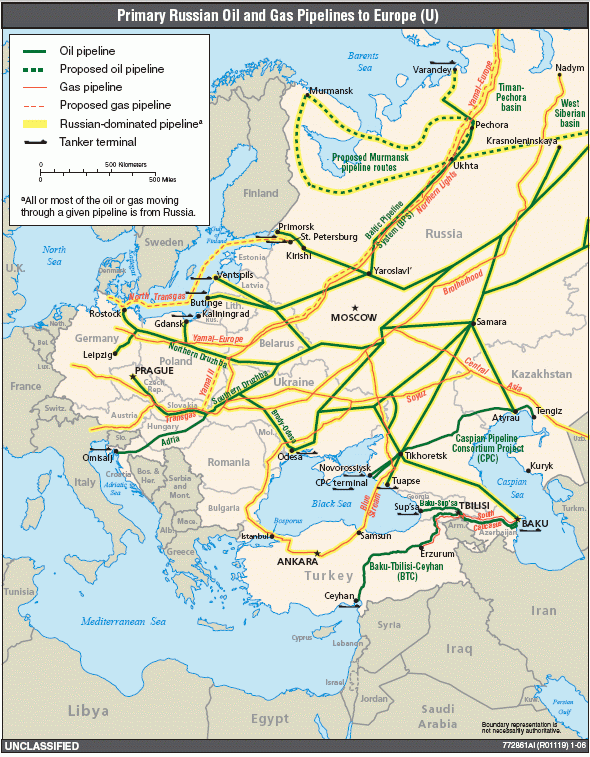
Rusia este un furnizor-cheie de petrol și gaze pentru mare parte din Europa

În ultimii ani, Rusia a fost frecvent descrisă în mass-media ca o superputere energetică⁠(d). Țara are cele mai mari rezerve de gaze naturale⁠(d), se află pe locul 8 în lume după rezervele de petrol⁠(d), și pe locul al doilea cel la rezervele de cărbune. Rusia este cel mai important exportator de gaze naturale⁠(d) și al doilea cel mai mare producător de gaze naturale⁠(d), în timp ce este și cel mai mare exportator de petrol⁠(d) și cel mai mare producător de petrol⁠(d).
Rusia este pe locul al treilea în clasamentul producătorilor de energie electrică⁠(d) din lume și pe al 5-lea în cel al producătorilor de energie din surse regenerabile⁠(d), în special pe baza producției hidrocentralelor. Mari cascade de hidrocentrale sunt construite în Rusia Europeană de-a lungul râurilor mari ca Volga. Partea asiatică a Rusiei dispune și ea de un număr mare de hidrocentrale; cu toate acestea, giganticul potențial hidroenergetic al Siberiei și al Orientului Îndepărtat Rus rămâne în mare măsură neexploatat.
Rusia a fost prima țară care a dezvoltat energia nucleară civilă și a construit prima centrală nucleară⁠(d) din lume. În prezent, țara este pe locul al patrulea după producția de energie nucleară, toată energia nucleară din Rusia fiind gestionată de către societatea de stat Rosatom⁠(d). Acest sector se dezvoltă rapid, cu scopul de a crește cota totală de energie nucleară de la actualul nivel de 16,9 % la 23 % până în 2020. Guvernul rus intenționează să aloce 127 de miliarde de ruble ($5.42 miliarde de euro) pentru un program federal dedicat următoarei generații de tehnologie nucleară.
În luna mai 2014, într-o vizită de două zile la Shanghai, președintele Putin a semnat un contract în numele Gazpromului prin care gigantul energetic rus urma să aprovizioneze China cu 38 de miliarde de metri cubi de gaze naturale pe an. Construcția unei conducte care să faciliteze înțelegerea a fost convenită, în condițiile în care Rusia urma să contribuie cu 55 de miliarde de dolari la costul proiectului, iar China cu 22 demilitarde, în ceea ce Putin a descris ca fiind „cel mai mare proiect de construcție pentru următorii patru ani”. Gazele naturale trebuie să înceapă a fi livrate cândva între 2018 și 2020 și să continue timp de 30 de ani, China plătind pentru aceasta 400 de miliarde de dolari.

### Transporturi

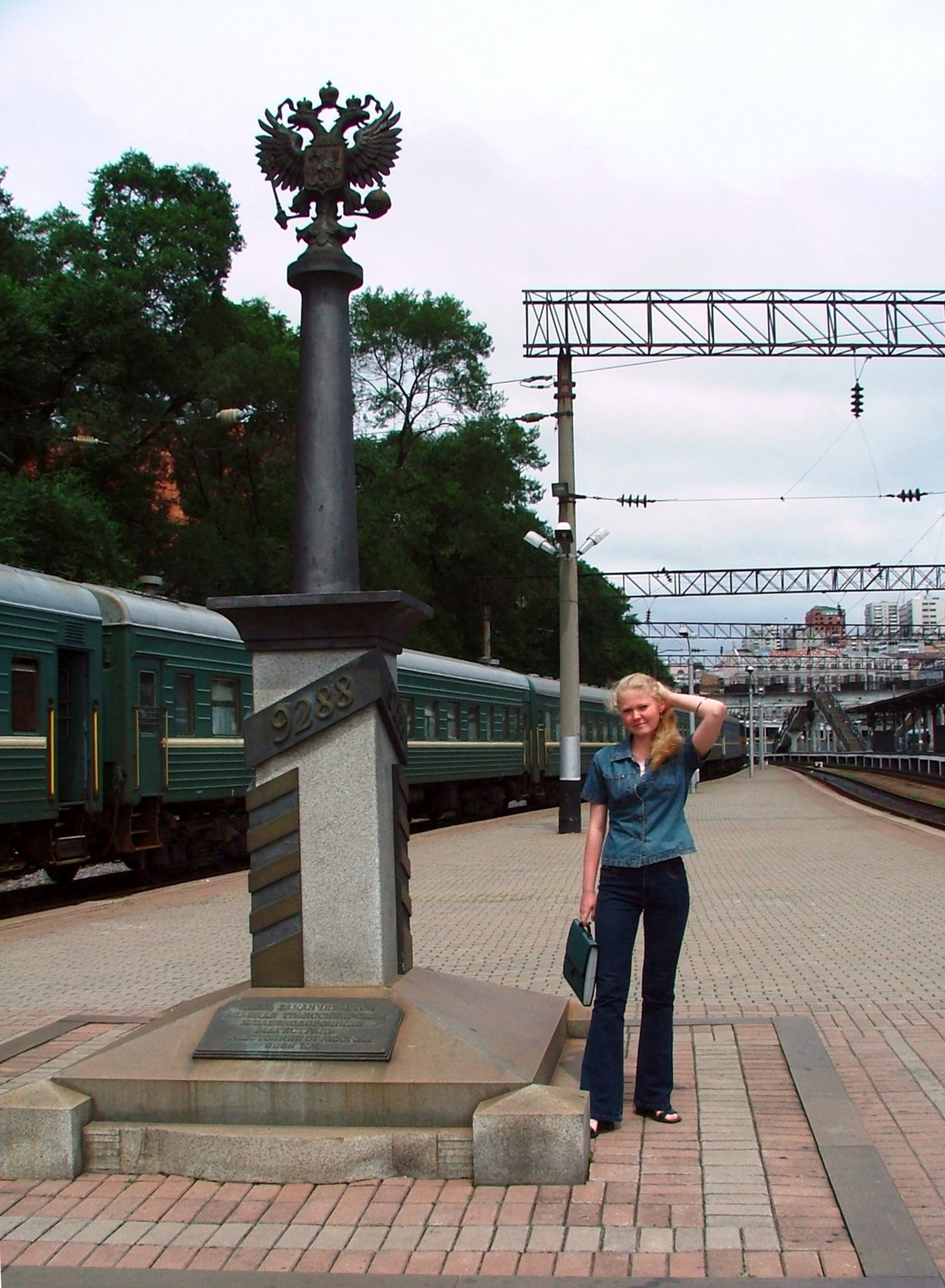
Borna kilometrului 9288 de la capătul Căii Ferate Transsiberiene de la Vladivostok

Transportul feroviar în Rusia este cea mai mare parte monopol de stat administrat de Căile Ferate Ruse. Compania reprezintă peste 3,6 % din PIB-ul Rusiei și gestionează 39 % din traficul total de mărfuri (inclusiv conducte) și peste 42 % din traficul de călători. Lungimea totală a liniilor de cale ferată des utilizate depășește 85.500 km, a doua după Statele Unite ale Americii. Peste 44.000 km de linie sunt electrificați, cel mai mare număr din lume, și, în plus, există peste 30.000 km de linii nepublice. Spre deosebire de cele mai multe rețele feroviare din lume, căile ferate rusești utilizează ecartamentul larg de 1.520 mm, cu excepția celor 957 km de pe Insula Sahalin, unde se folosește ecartamentul îngust de 1.067 mm. Cea mai renumită cale ferată din Rusia este Transsiberiana (Transsib), care deține recordul numărului de fuse orare traversate, cu 7, precum și pe cel de cea mai lungă linie deservită permanent din lume, Moscova-Vladivostok (9.259 km), Moscova–Pyongyang (10.267 km) și Kiev–Vladivostok (11.085 km).
În 2006, Rusia avea 933.000 de km de drumuri⁠(d), din care 755.000 erau asfaltate. Unele dintre acestea alcătuiesc sistemul federal rus de autostrăzi. Cu o suprafață mare a uscatului, țara are densitatea de drumuri cea mai mică dintre toate țările G8 și BRIC.
Mare parte din căile navigabile interioare ale Rusiei, care totalizează 102.000 km, sunt realizate pe râuri sau lacuri naturale. În partea europeană a țării, rețeaua de canale conectează bazinele râurilor mari. Capitala Rusiei, Moscova, este uneori numită „portul de la cinci mări”, din cauza legăturilor sale navigabile cu Marea Baltică, Marea Albă, Marea Caspică, Marea Azov și Marea Neagră.

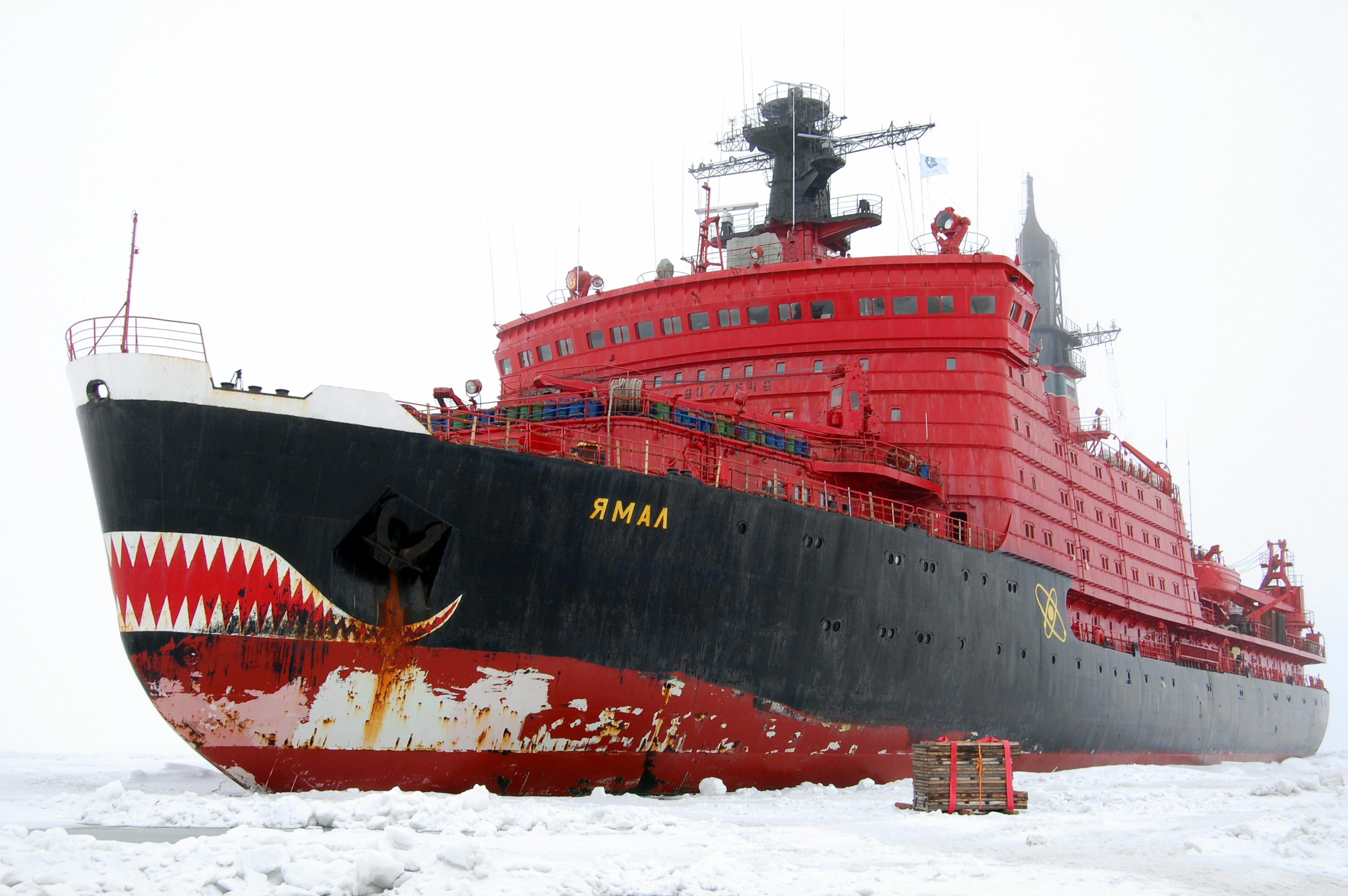
', unul dintre ale Rusiei

Marile porturi maritime ale Rusiei sunt Rostov-pe-Don la Marea Azov, Novorossiisk la Marea Neagră, Astrahan și Mahacikala la Marea Caspică, Kaliningrad și Sankt Petersburg la Marea Baltică, Arhanghelsk la Marea Albă, Murmansk la Marea Barents, Petropavlovsk-Kamceatski și Vladivostok la Oceanul Pacific. În 2008, țara deținea 1448 vase comerciale. Singura flotă de spărgătoare de gheață nucleare⁠(d) din lume promovează exploatarea economică a platoului continental al Rusiei⁠(d) la Oceanul Arctic și dezvoltă comerțului pe mare prin Ruta Maritimă Nordică⁠(d) , între Europa și Asia de Est.
După lungimea totală a conductelor⁠(d), Rusia este pe locul al doilea după Statele Unite ale Americii. În prezent, se lucrează la multe noi proiecte de conducte, inclusiv Nord Stream și South Stream, conducte de gaze naturale către Europa, și conducta petrolieră Siberia de Est – Oceanul Pacific⁠(d) (ESPO) pentru Orientul Îndepărtat Rus și China.
Rusia are 1216 aeroporturi, cele mai aglomerate fiind Șeremetievo, Domodedovo și Aeroportul internațional Vnukovo din Moscova, și Pulkovo din Sankt-Petersburg.
De obicei, marile orașe rusești au sisteme bine dezvoltate de transport public, cu cele mai frecvente varietăți de vehicule în exploatare fiind autobuzul, troleibuzul și tramvaiul. Șapte orașe din Rusia, și anume Moscova, Sankt Petersburg, Nijni Novgorod, Novosibirsk, Samara, Ekaterinburg, Kazan, au rețele subterane de metrou, în timp ce Volgogradul dispune de un metrotram. Lungimea totală a metrourilor din Rusia este 465,4 km. Metroul din Moscova și cel din Sankt Petersburg sunt cele mai vechi din Rusia, deschise în 1935 și, respectiv, 1955. Aceste două sunt printre cele mai rapide și mai aglomerate sisteme de metrou din lume, iar unele dintre ele sunt renumite pentru decorațiunile bogate și unice ale stațiilor lor, o tradiție comună în metrourilor și căilor ferate de suprafață rusești.

### Știință și tehnologie

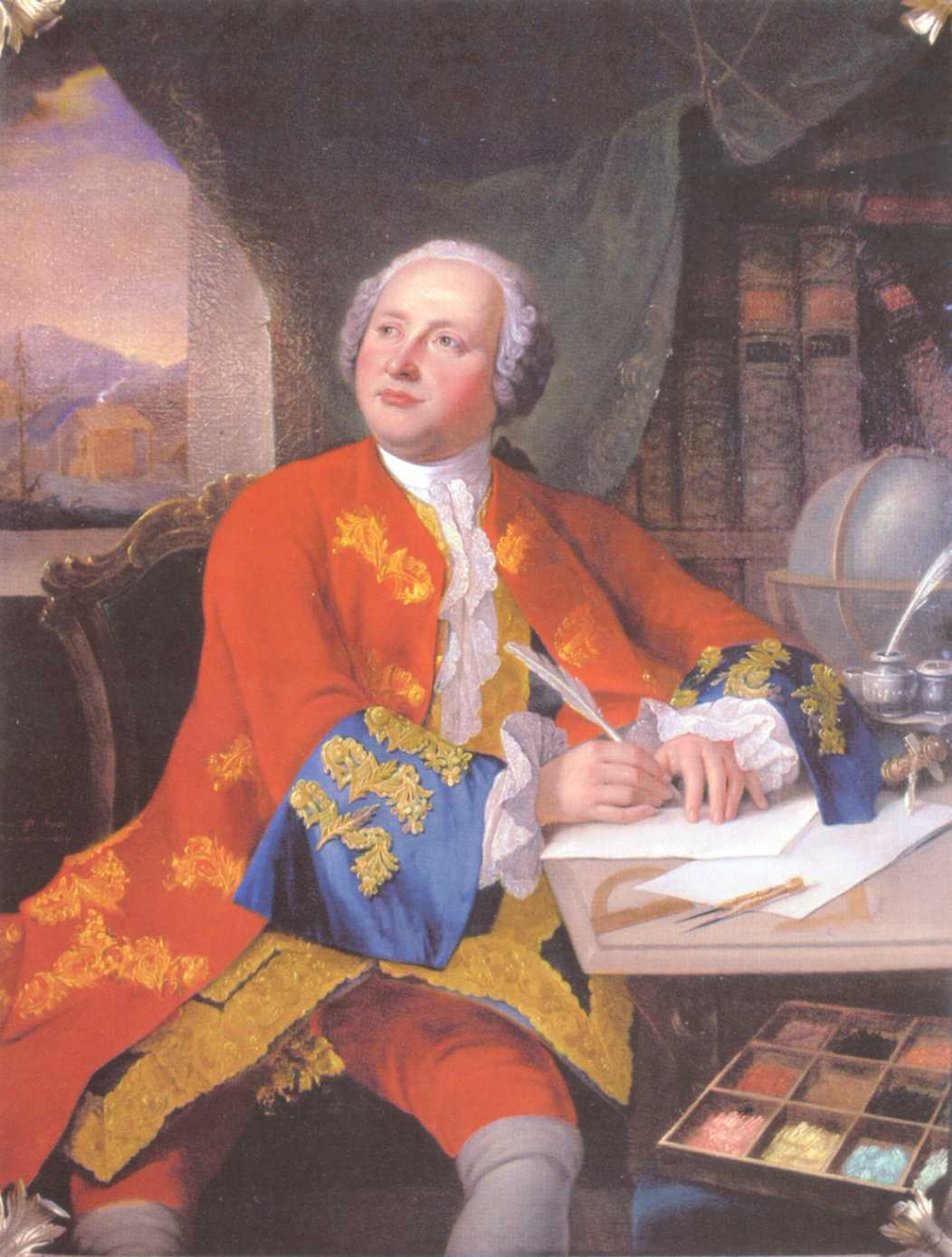
Mihail Lomonosov (1711-1765), om de știință polimat, inventator, poet și artist

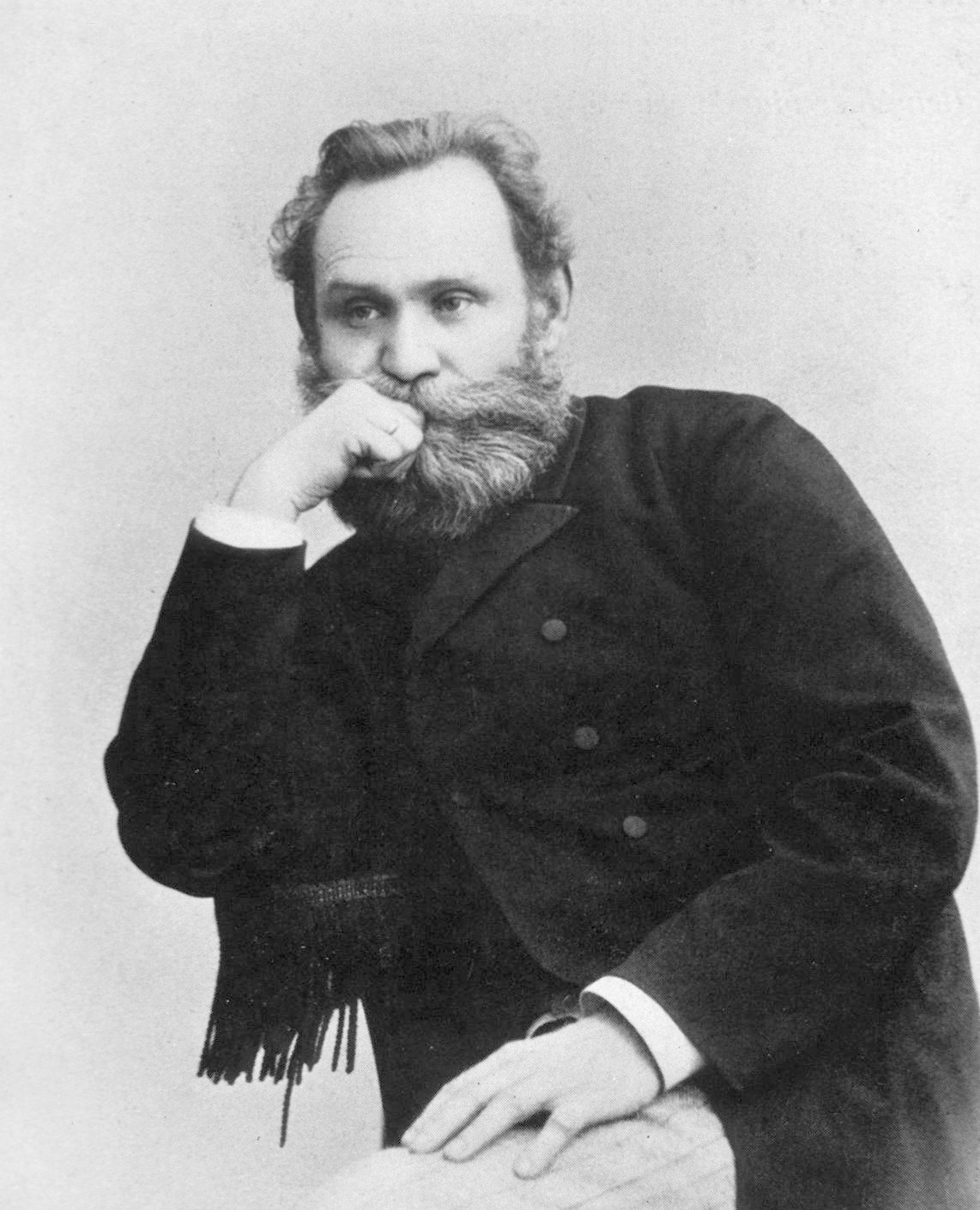
Ivan Pavlov (1849-1936), fiziolog, laureat al Premiului Nobel în 1904

Știința și tehnologia în Rusia au înflorit încă din Epoca Iluminismului, când Petru cel Mare a fondat Academia Rusă de Științe și Universitatea de Stat din Sankt Petersburg, iar polimatul Mihail Lomonosov a fondat Universitatea de Stat din Moscova, deschizând calea unei puternice tradiții autohtone de învățare și inovare. În secolele al XIX-lea și al XX-lea, țara a produs un număr mare de oameni de știință și inventatori celebri.
Școala rusească de fizică⁠(d) a început cu Lomonosov, care a propus legea de conservare a materiei care precede legea de conservare a energiei. Printre descoperirile și invențiile rușilor în domeniul fizicii se numără arcul electric, legea electrodinamică a lui Lenz, grupurile spațiale⁠(d) ale cristalelor, celula fotoelectrică, superfluiditatea, radiația Cerenkov, rezonanța electronică de spin, heterotranzistoarele⁠(d) și holografia 3D. Laserii și maserii au fost co-inventați de Nikolai Basov și Aleksandr Prohorov, în timp ce ideea de tokamak⁠(d) pentru controlul fuziunii nucleare a fost introdus de către Igor Tamm, Andrei Saharov și Lev Arțimovici, ceea ce a dus în cele din urmă la proiectul internaționale ITER, la care Rusia ia parte.
Din vremea lui Nikolai Lobacevski („Copernic al geometriei”, care a creat geometria neeuclidiană) și a profesorului Pafnuti Cebîșev, școala rusă de matematică⁠(d) a devenit una dintre cele mai influente din lume. Printre discipolii lui Cebîșev se numără Aleksandr Liapunov, care a fondat teoria modernă a stabilității⁠(d), și Andrei Markov care a inventat lanțurile Markov. În secolul al XX-lea, matematicieni sovietici, cum ar fi Andrei Kolmogorov, Israel Gelfand, și Serghei Sobolev, a adus contribuții majore la diferite domenii ale matematicii. Nouă matematicieni sovietici/ruși au fost premiați cu Medalia Fields, cel mai prestigios premiu în matematică. Recent, Grigori Perelman a primit Premiu Clay pentru rezolvarea uneia dintre Problemele Mileniului⁠(d), demonstrația finală a conjecturii lui Poincaré în 2002.
Chimistul rus⁠(d) Dmitri Mendeleev a inventat tabelul periodic, cadrul principal al chimiei moderne. Aleksandr Butlerov a fost unul dintre creatorii teoriei structurii chimice, joacă un rol central în chimia organică. Biologi ruși⁠(d) cunoscuți au fost Dmitri Ivanovski,⁠(d) care a descoperit virusuri, Ivan Pavlov, care a fost primul care a experimentat cu condiționarea clasică, și Ilia Mecinikov, cercetător pionier al sistemului imunitar și ale probioticelor.
Mulți oameni de știință și inventatori ruși au activat în diaspora, cum ar fi Igor Sikorski, care a construit primele avioane de linie și elicoptere moderne; Vladimir K. Zworykin⁠(d), adesea numit „părintele televiziunii”; chimistul Ilya Prigogine, cunoscut pentru munca sa în domeniul structurilor disipative⁠(d) și sistemelor complexe; economiștii laureați ai Premiului Nobel Simon Kuznets și Wassily Leontief; fizicianul Gheorghi Gamov (un autor al teoriei Big Bangului) și specialistul în științe sociale, Pitirim Sorokin⁠(d). Mulți străini au activat în Rusia pentru o lungă perioadă de timp, cum ar fi Leonard Euler și Alfred Nobel.
Printre invențiile rusești⁠(d) se numără sudura cu arc⁠(d) dezvoltată de Nikolai Benardos⁠(d), continuată mai departe de către Nikolai Slaveanov⁠(d), Konstantin Hrenov⁠(d) și alți ingineri ruși. Gleb Kotelnikov⁠(d) a inventat parașuta în rucsac, în timp ce Evgheni Certovski⁠(d) a introdus costumul de presiune⁠(d). Alexandr Lodîghin și Pavel Iablocikov au fost pionieri ai iluminatului electric⁠(d), iar Mihail Dolivo-Dobrovolski⁠(d) a prezentat primele sisteme electrice trifazate⁠(d), utilizate astăzi pe scară largă. Serghei Lebedev⁠(d) a inventat primul tip de cauciuc sintetic comercializabil și produs în masă. Primul calculator ternar, Setun⁠(d), a fost dezvoltat de către Nikolai Brusențov⁠(d).

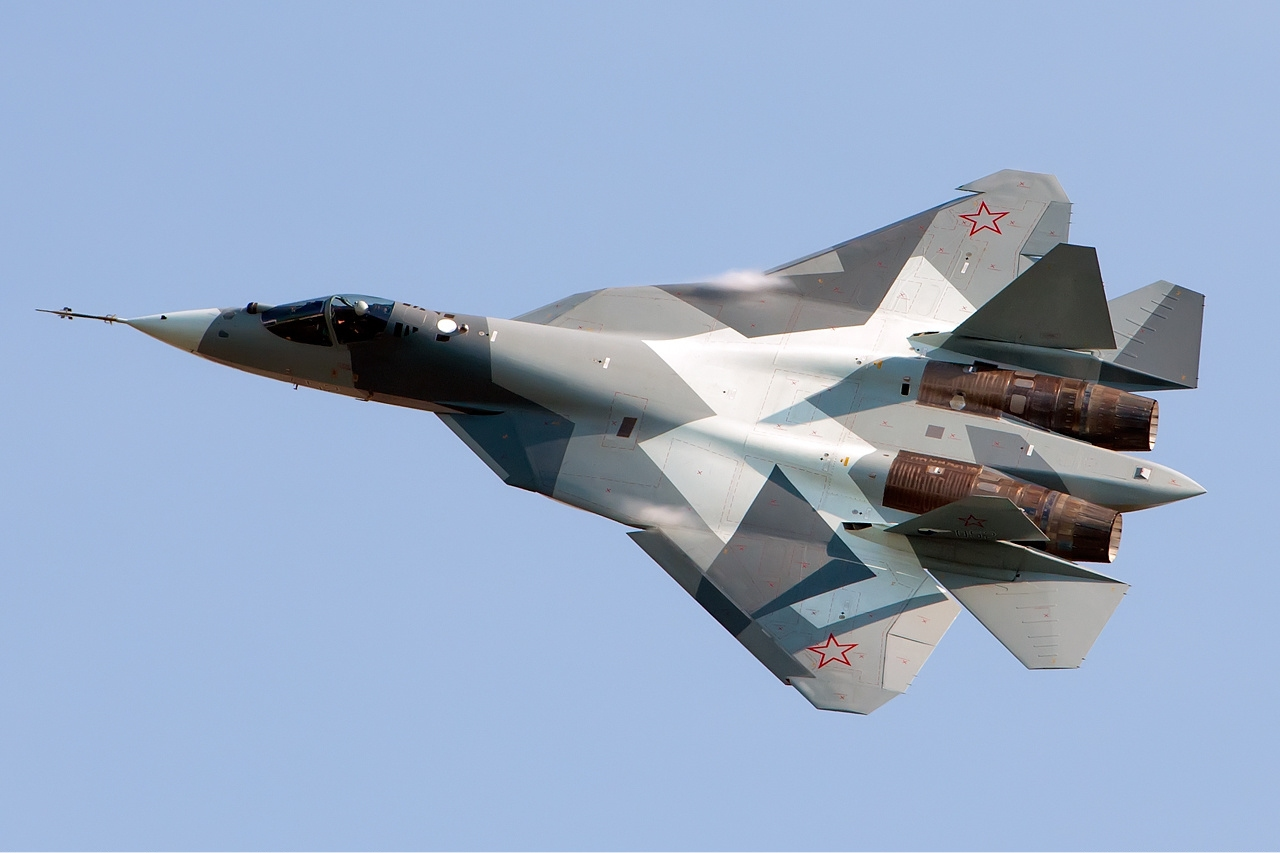
Sukhoi Su-57 este dezvoltat pentru Forțele Aeriene Ruse

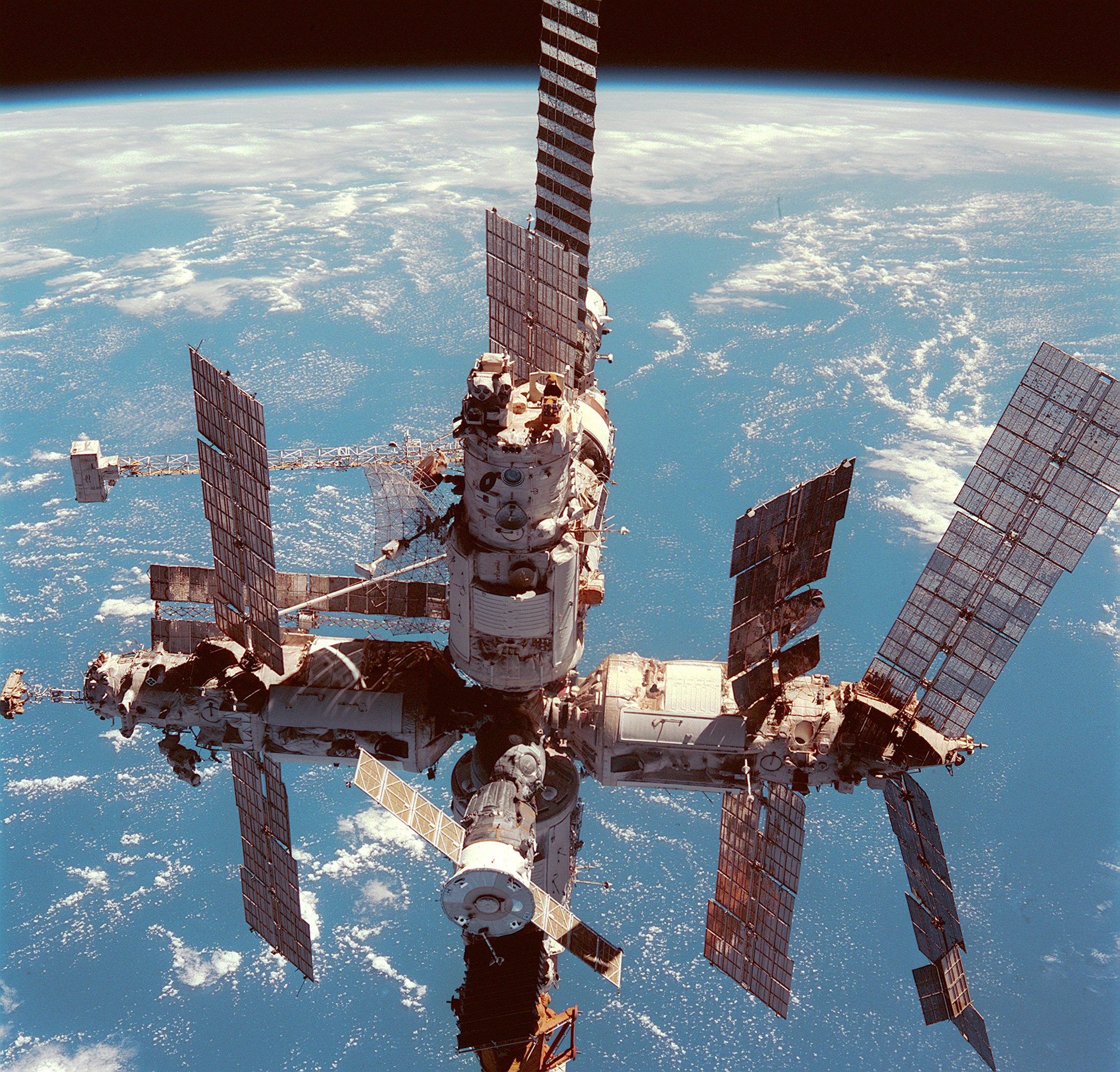
Stația spațială Mir

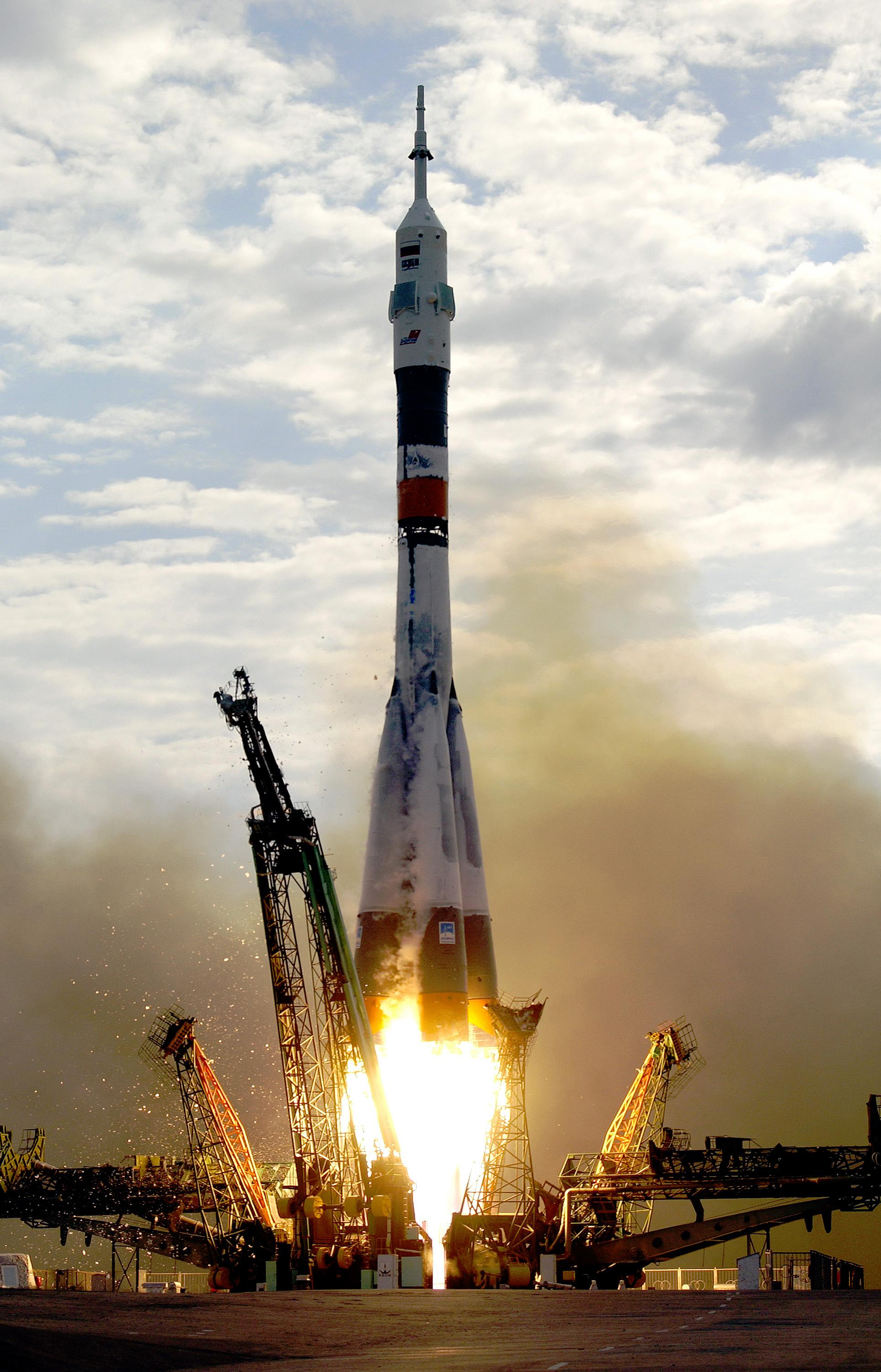
lansată de la Baikonur, Kazahstan, transportând unul dintre primele echipaje rezidente la Stația Spațială Internațională

În secolul al XX-lea, o serie de ingineri aerospațiali sovietici⁠(d), inspirat de operele fundamentale ale lui Nikolai Jukovski, Serghei Ceaplîghin și ale altora, au proiectat multe sute de modele de aeronave civile și militare și au fondat o serie de KB-uri (Birouri de Construcție) care constituie acum cea mai mare parte a Corporației Unite a Avioanelor⁠(d). Printre celebrele avioane rusești se numără seria de aeronave civile Tu, avioanele de luptă Su și MiG, elicopterele din seriile Ka⁠(d) si Mi⁠(d). Multe modele de avioane rusești sunt pe lista celor mai produse de avioane⁠(d) din istorie.
Tancurile de luptă rusești celebre au fost T34, cel mai produs tip de tanc din al Doilea Război Mondial, și alte tancuri din seria T, inclusiv cel mai produs tanc din istorie, T54/55. AK47 și AK74 ale lui Mihail Kalașnikov constituie cel mai utilizat tip de pușcă de asalt din lume—atât de mult încât s-au fabricat mai multe puști de tip AK-tip decât toate celelalte tipuri la un loc.
Cu toate aceste realizări, cu toate acestea, de la sfârșitul epocii Sovietice Rusia a rămas în urma Occidentului la o serie de tehnologii, mai ales cele legate de conservarea energiei și producția de bunuri de consum. Criza din anii 1990 a dus la reducerea drastică a sprijinului de stat pentru știință și la migrația masivă a forței de muncă intelectuale din Rusia.
În anii 2000, pe valul unui nou boom economic, situația științelor și tehnologiei în Rusia s-a îmbunătățit, iar guvernul a lansat o campanie⁠(d) care vizează modernizarea și inovația. Președintele rus Dmitri Medvedev a formulat prioritățile de vârf ale țării, în dezvoltarea tehnologică:
- Utilizarea eficientă a energiei
- Tehnologia informației, incluzând atât produse comune cât și produse combinate cu tehnologia spațială⁠(d)
- Energia nucleară
- Produse farmaceutice[258]

În prezent, Rusia a finalizat sistemul de navigație prin satelit GLONASS. Țara are în curs de dezvoltare propriile avioane de luptă cu reacție de a cincea generație și construirea primulei centrale nucleare mobile⁠(d) seriale din lume.

### Explorarea spațiului
Realizările rusești în domeniul tehnologiei spațiale⁠(d) și explorării spațiului datează de la Konstantin Țiolkovski, părintele astronauticii teoretice. Lucrările sale i-au inspirat pe inginerii sovietici de rachete, cum ar fi Serghei Koroliov, Valentin Glușko, și mulți alții, care au contribuit la succesul programului spațial sovietic în stadiile incipiente ale Cursa Spațiale.
În 1957, a fost lansat primul satelit artificial pe orbita Pământului, Sputnik 1; în 1961, primul om care a reușit să iasă în spațiu a fost Iuri Gagarin. Au urmat multe alte recorduri în explorarea spațiului realizate de sovietici și ruși, inclusiv prima ieșire în spațiu efectuată de către Alexei Leonov, Luna 9 a fost prima navă care a ajuns pe Lună, Venera 7⁠(d) a fost prima care a aterizat pe o altă planetă (Venus), Marte 3, pe atunci primul care a ajuns pe Marte, primul rover de explorare spațială, Lunohod 1, și prima stație spațială, Saliut 1⁠(d) și Mir.
După prăbușirea Uniunii Sovietice, unele programe de explorare spațială finanțate de stat, inclusiv programul navetei spațiale Buran, au fost anulate sau amânate, în timp ce participarea industriei spațiale rusești la activități comerciale și de cooperare internațională s-au intensificat.
În zilele noastre, Rusia este cel mai mare lansator de sateliți. După ce programul american Space Shuttle s-a încheiat în 2011, rachetele Soiuz au devenit singurul furnizor de servicii de transport pentru astronauții de pe Stația Spațială Internațională. Roscosmos dezvoltă și nava spațială Federația⁠(d), pentru a înlocui navetele învechite Soiuz, și care ar putea transporta misiuni umane pe orbita lunară în preajma lui 2025.

### Alimentarea cu apă și canalizarea
În Rusia, aproximativ 70 % din apa potabilă provine din apele de suprafață și 30 % din apele subterane. În 2004, sistemele de alimentare cu apă aveau o capacitate totală de 90 de milioane de metri cubi pe zi. Utilizarea medie rezidențială de apă era de 248 de litri pe cap de locuitor pe zi. O pătrime din resursele mondiale de apă dulce de suprafață și subterană se situează în Rusia. Sectorul rețelelor de apă este una dintre cele mai mari industrii din Rusia care deservesc întreaga populație a țării.

## Demografia

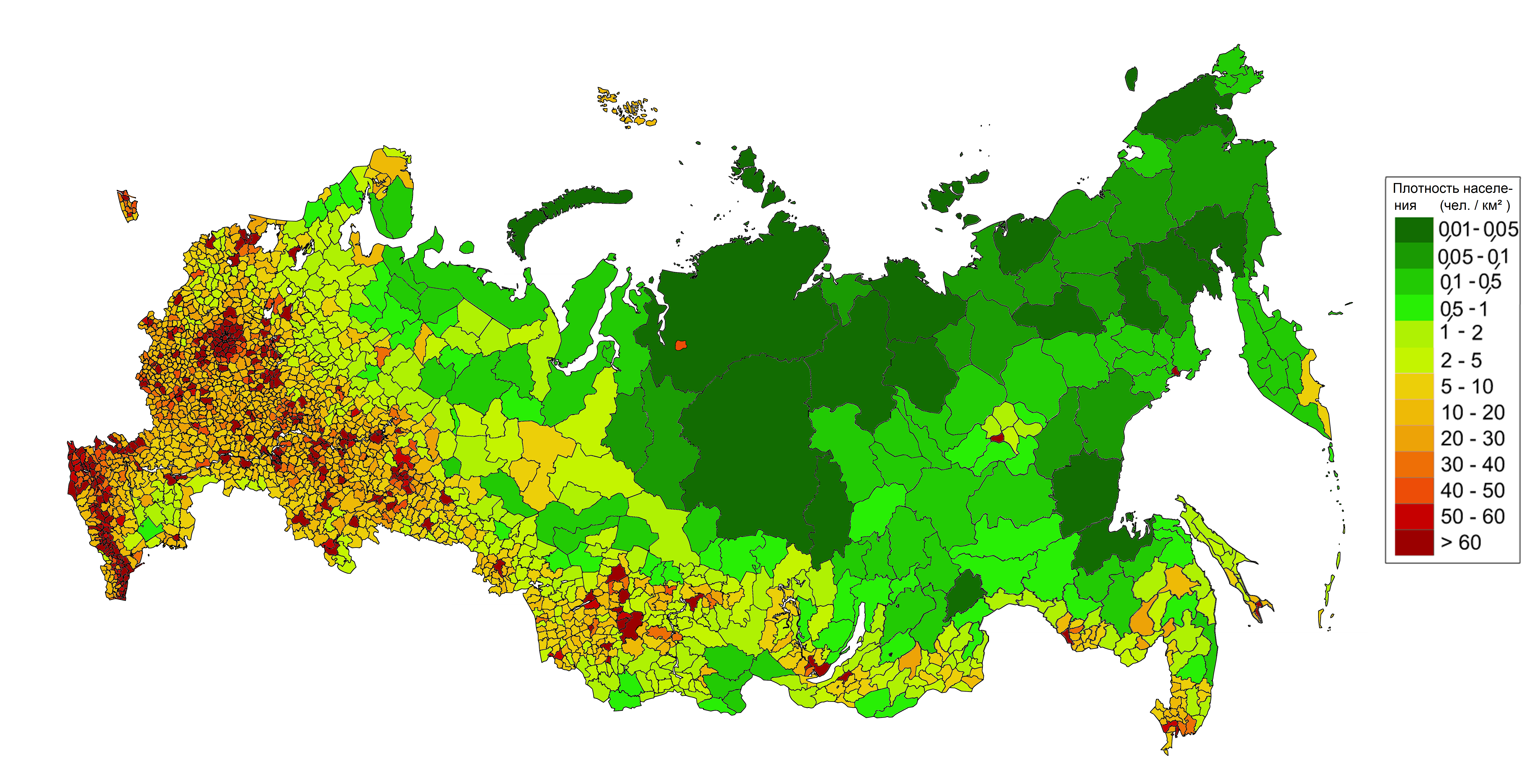
Districtele federale după densitatea populației. Populația este mai densă în partea europeană a țării, cu climat mai blând, cu centrele cele mai mari în Moscova, Sankt Petersburg și alte orașe.

Etnicii Ruși compun 81 % din populația țării. În Federația Rusă trăiesc însă și multe minorități importante. În total, 160 de grupuri etnice și popoare autohtone diferite trăiesc în interiorul granițelor sale. Deși populația Rusiei este relativ mare, densitatea este scăzută din cauza dimensiunilor enorme ale țării. Populația este mai densă în Rusia Europeană, în apropiere de Munții Ural, și în sud-vestul Siberiei. 73 % din populație trăiește în zone urbane, în timp ce 27 % trăiește în mediul rural. Rezultatele recensământului din 2010⁠(d) arată o populație totală de 142.856.536 de locuitori.
Populația Rusiei a atins apogeul de 148.689.000 în 1991, chiar înainte de destrămarea Uniunii Sovietice. A trecut apoi printr-un declin rapid, începând cu mijlocul anilor 1990. Declinul a încetinit până aproape de stagnare în ultimii ani, din cauza scăderii mortalității, creșterii natalității și creșterii imigrației.
În 2009, Rusia a înregistrat o creștere anuală a populației, pentru prima dată în cincisprezece ani, cu un număr total de 10.500. 279.906 de migranți au sosit în Federația Rusă, în același an, din care 93 % din țările CSI. Numărul de emigranți ruși a scăzut constant, de la 359,000 în 2000 la 32.000 în 2009. Există, de asemenea, un procent estimat de 10 milioane de imigranți ilegali⁠(d) din state ex-sovietice. În Rusia trăiesc aproximativ 116 milioane de etnici ruși și aproximativ 20 de milioane de etnici ruși trăiesc în afara Rusiei în fostele republici ale Uniunii Sovietice, cea mai mare parte în Ucraina și Kazahstan.
Recensământul din 2010⁠(d) a înregistrat 81 % din populație ca fiind etnici rusi, și 19 % de alte etnii: 3,7 % tătari; 1,4 % ucraineni⁠(d); 1,1 % bașkiri; 1 % ciuvași; 11,8 % altele nespecificate. Conform recensământului, 84,93 % din populația rusă aparține grupurilor etnice europene (slavi, germanici, finici ne-ugrici⁠(d), greci și altele). Aceasta reprezintă o scădere față de anul 2002, când aceștia constituiau mai mult de 86 % din populație.
Rata de natalitate în Rusia este mai mare decât în majoritatea țărilor europene (13,3 nașteri la 1000 de persoane în 2014 în comparație cu media Uniunii Europene de 10,1 la 1000), dar rata deceselor este și ea substanțial mai mare (în 2014, rata deceselor în Rusia era de 13,1 la 1000 de persoane în comparație cu media UE de 9,7 la 1000). Ministerul rus al Sănătății și Afacerilor Sociale a prezis că, până în 2011, rata deceselor urma să fie egală cu rata natalității din cauza creșterii fertilității și scăderii mortalității. Guvernul pune în aplicare o serie de programe concepute pentru a crește rata natalității și a atrage mai mulți migranți. Alocațiile lunare pentru copii au fost dublate la echivalentul a 55 de dolari, și o plată unică de 9200 de dolari se oferă din 2007 femeilor care au un al doilea copil.
În 2006, în încercarea de a compensa declinul demografic al țării, guvernul rus a început simplificarea legilor de imigrare și a lansat un program de stat „de acordare de asistență pentru imigrația voluntară a etnicilor ruși din fostele republici sovietice”. În 2009, Rusia a înregistrat cea mai mare rată a natalității de la dizolvarea Uniunii Sovietice. În 2012, rata natalității a crescut din nou. Rusia a înregistrat 1.896.263 de nașteri, cel mai mare număr din 1990, și chiar a depășit numărul anual de nașteri din perioada 1967-1969, cu o rată totală a fertilității de aproximativ 1,7, cea mai mare din 1991.
În august 2012, în timp ce țara avea parte de prima creștere demografică din anii 1990, președintele Putin a declarat că populația Rusiei ar putea ajunge la 146 de milioane până în 2025, în principal ca urmare a imigrației.

### Grupuri etnice
Rusia este un stat multinațional cu peste 170 de grupuri etnice⁠(d) recunoscute ca naționalități; populațiile din aceste grupuri variază enorm, de la milioane (de exemplu, ruși și tătari) la sub 10.000 de (de exemplu, sami și inuiți).

Grupuri etnice din Rusia
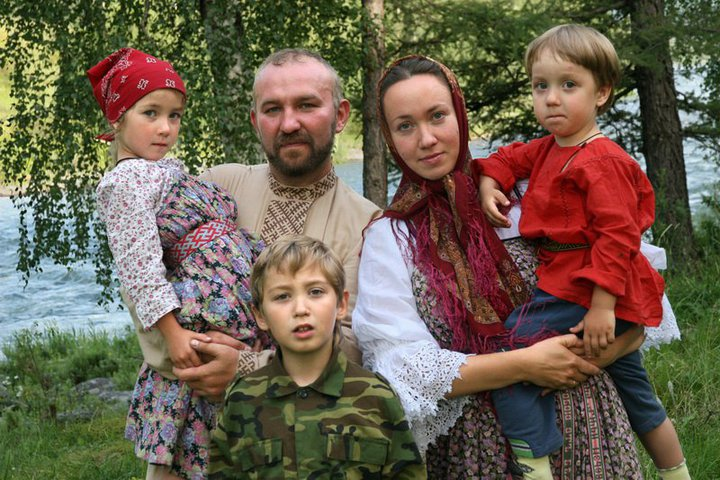
Familie de ruși⁠(d) cazaci din Siberia
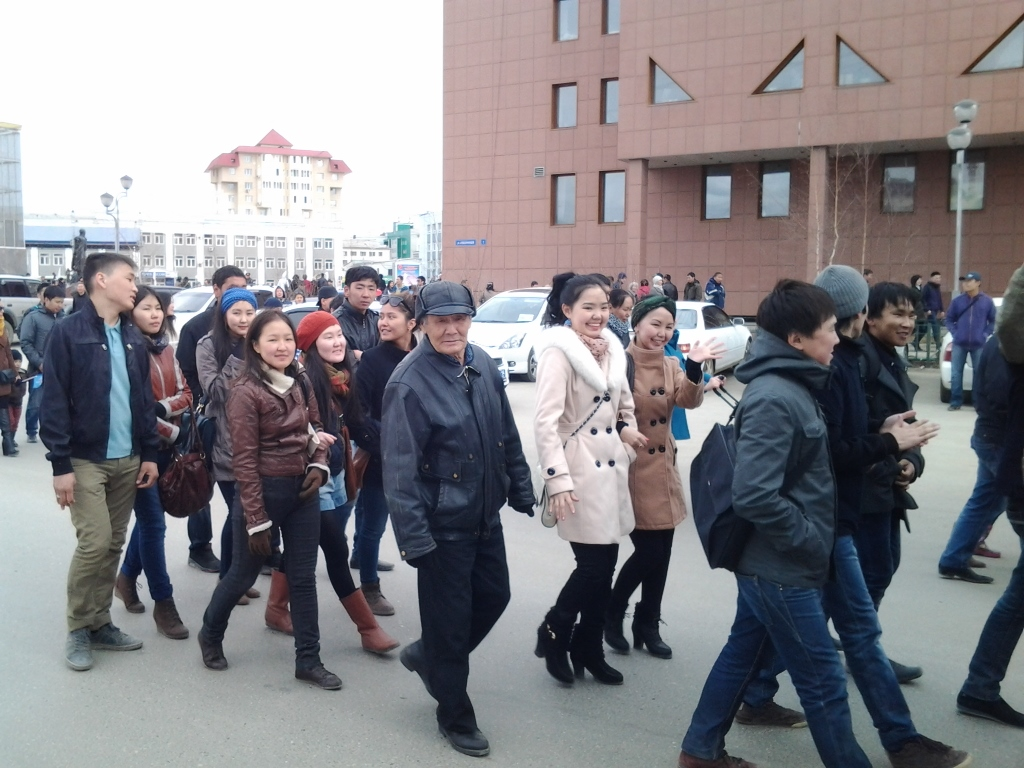
Iacuți în Republica Saha
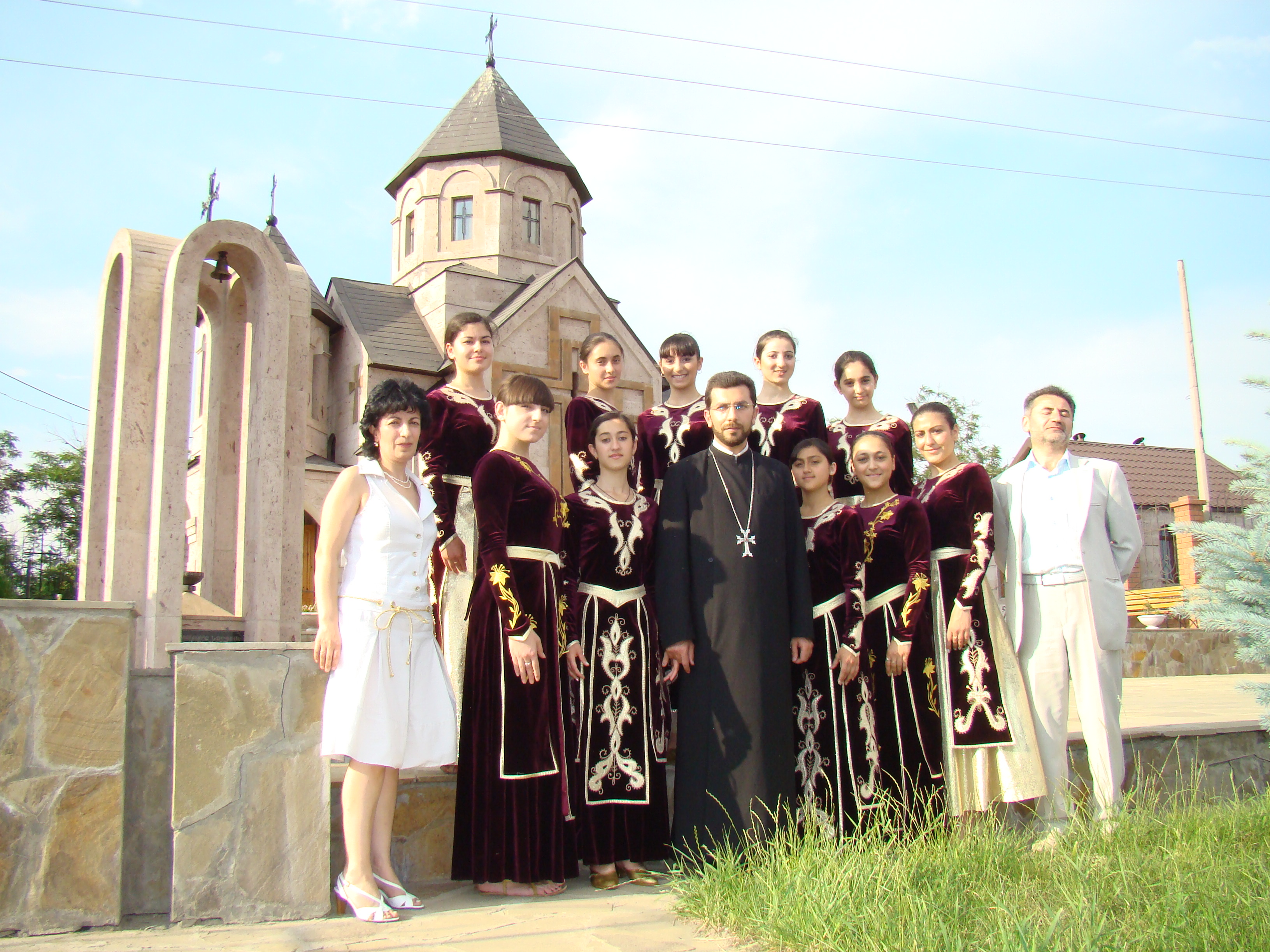
Armeni⁠(d) din Volgograd
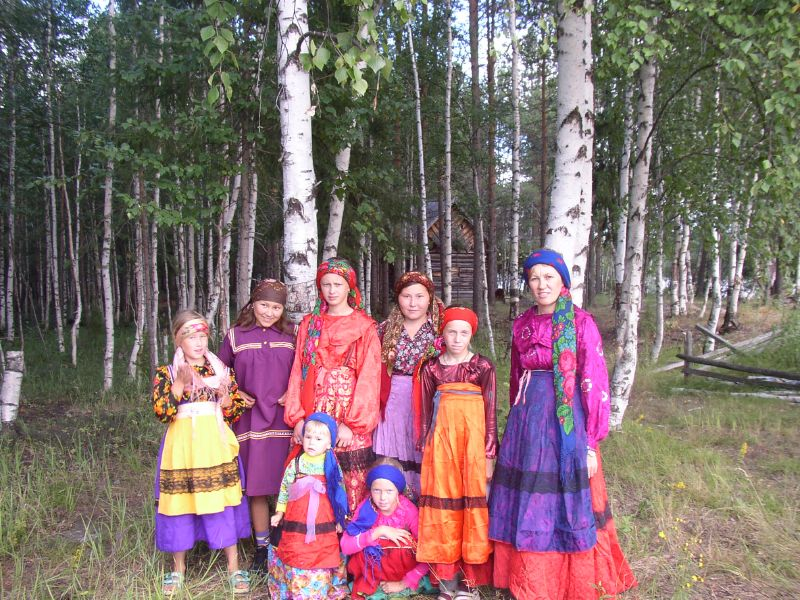
Komi⁠(d)
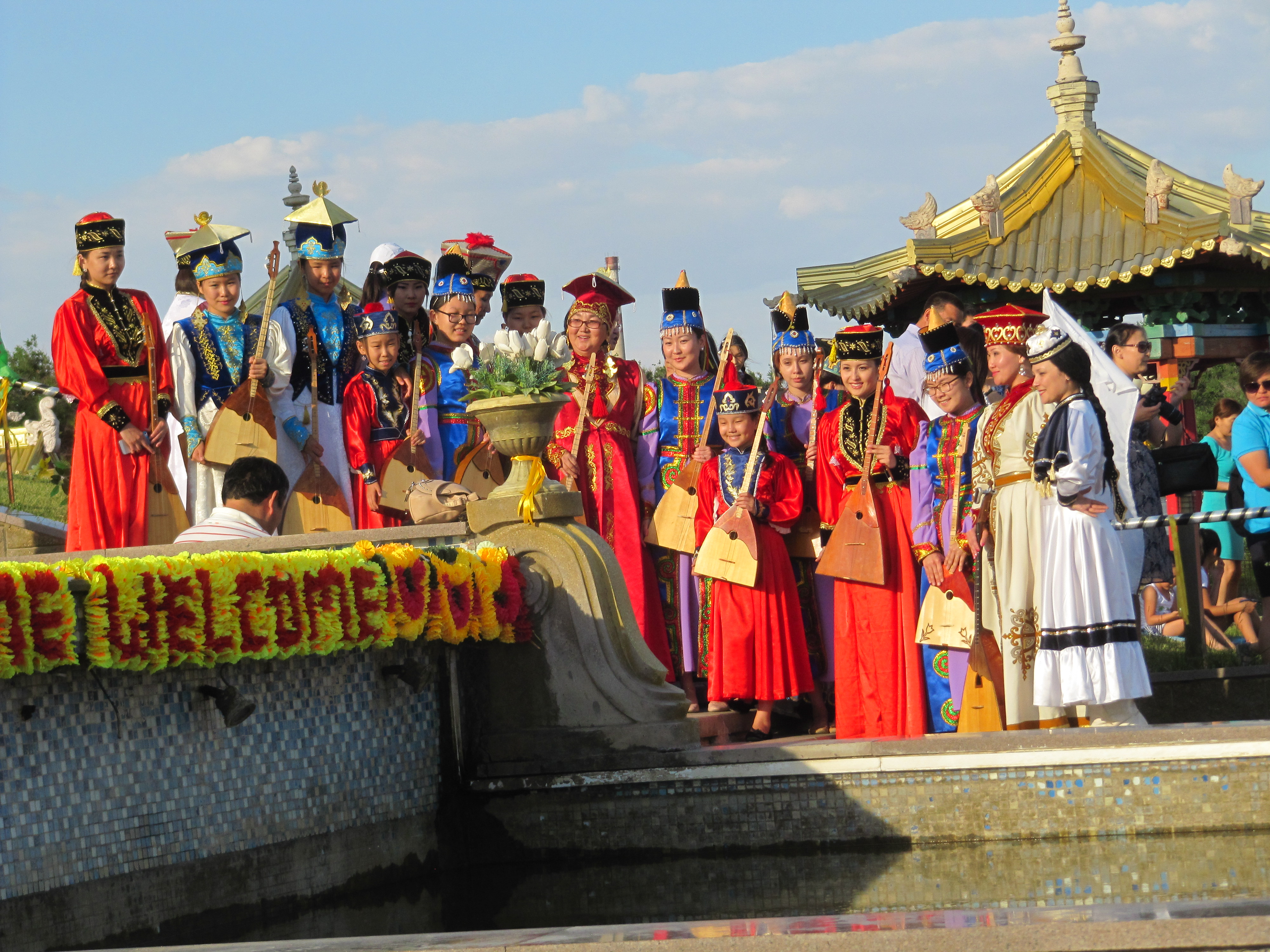
Kalmîki în Elista
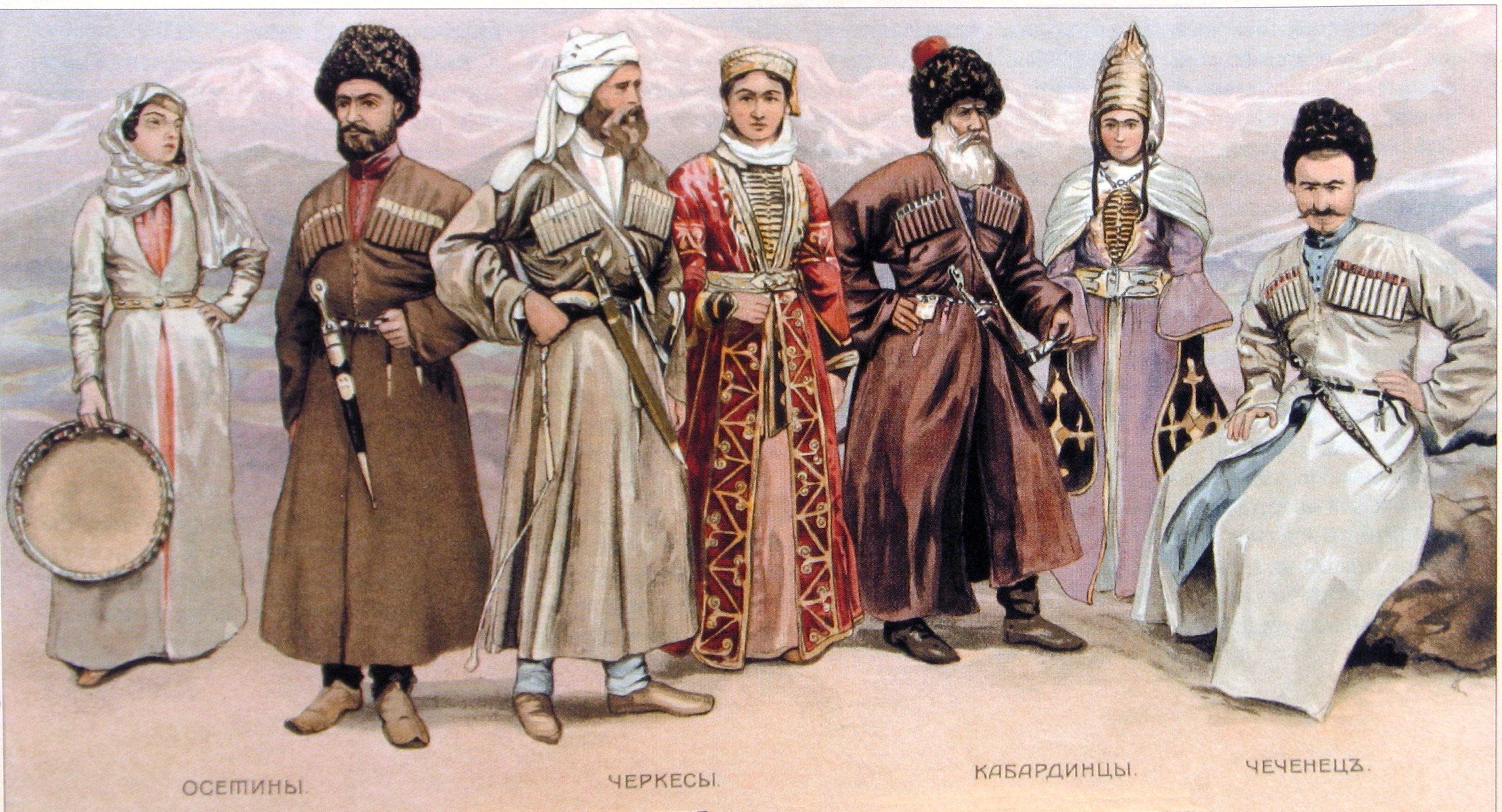
Costume populare din Caucazul de Nord: osetinii⁠(d), cerchezi, karbadieni și ceceni.

### Limbile

Zona unde limba rusă este vorbită ca limbă oficială sau este vorbită ca prima sau a doua limbă de peste 30 % din populație.

Cele 160 de grupuri etnice din Rusia vorbesc 100 de limbi. Conform Recensământului din 2002, 142,6 de milioane de oameni vorbesc limba rusă, urmată de tătară cu 5,3 milioane de vorbitori și de ucraineană, cu 1,8 milioane. Limba rusă este singura limbă oficială de stat, dar Constituția acordă republicilor individuale dreptul de a stabili propriile lor limbi de stat în plus față de limba rusă.
În ciuda distribuției sale largi, limba rusă este omogenă în țară. Rusa este limba cea mai răspândită geografic din Eurasia, precum și cea mai vorbită limbă slavă. Acesta aparține familiei limbilor indo-europene și este una dintre membrele grupului limbilor slave răsăritene, celelalte fiind belarusa și ucraineana (cu variația ei, ruteana). Exemple scrise ale slavei vechi răsăritene (rusa veche) sunt atestate începând cu secolul al X-lea.
Limba rusă este a doua cea mai utilizată limbă pe Internet, după engleză, una dintre cele două limbi oficiale de la bordul Stației Spațiale Internaționale și este una dintre cele șase limbi oficiale ale ONU⁠(d).
35 de limbi sunt recunoscute oficial în Rusia, în diferite regiuni de către guvernele locale.

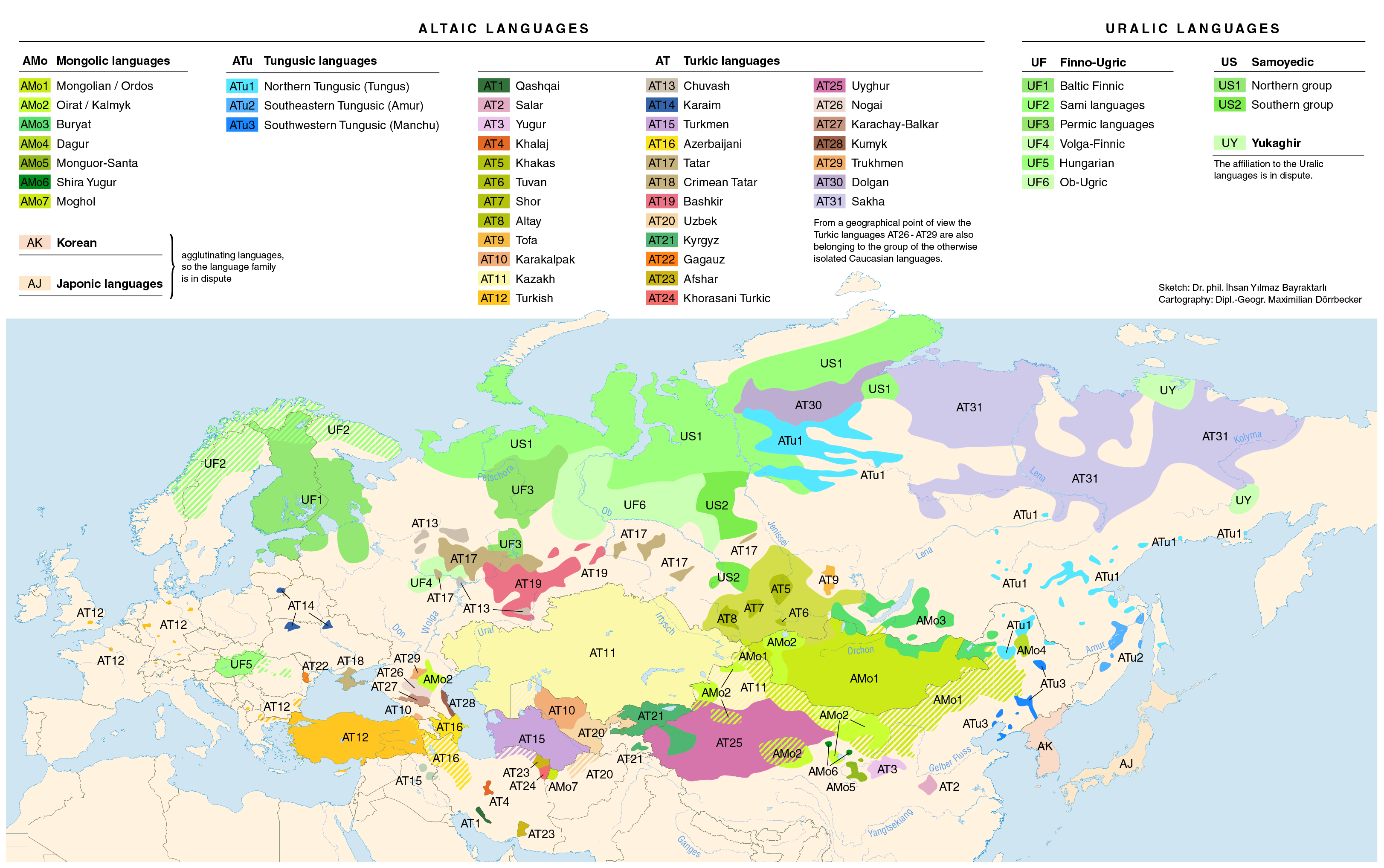
Distribuția limbilor uralice, altaice, și yukaghir

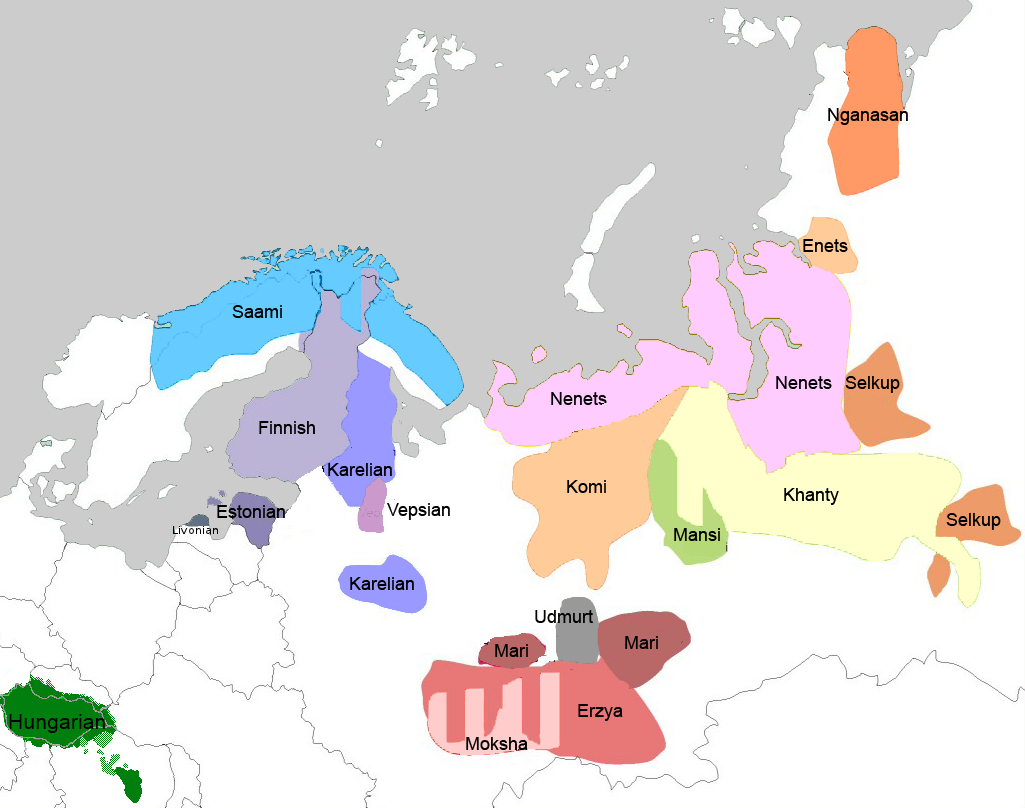
Distribuția geografică a popoarelor fino-ugrice și samoedice

Grupuri etnolingvistice în regiunea Caucazului

| Limba            | Familie de limbi     | Subiecte federale                       | Sursă           |
| ---------------- | -------------------- | --------------------------------------- | --------------- |
| Abaza            | Nord-vest-caucaziană | Karaciai-Cerchezia                      | [ 300 ]         |
| Adîghee          | Nord-vest-caucaziană | Adygea                                  | [ 301 ]         |
| Altai            | Turcică              | Republica Altai                         | [ 302 ] [ 303 ] |
| Bașkiră          | Turcică              | Bașchiria                               | [ 304 ]         |
| Buriată          | Mongolică            | Buriatia                                | [ 305 ]         |
| Cecenă           | Nord-est-caucaziană  | Republica Cecenă Icikeria               | [ 306 ]         |
| Cercheză         | Nord-vest-caucaziană | Karaciai-Cerchezia                      | [ 300 ]         |
| Ciuvașă          | Turcică              | Ciuvașia                                | [ 307 ]         |
| Tătară crimeeană | Turcică              | Republica Crimeea                       | [ 308 ]         |
| Erzia            | Uralică              | Mordovia                                | [ 309 ]         |
| Ingușă           | Nord-est-caucaziană  | Ingușetia                               | [ 310 ]         |
| Kabardiană       | Nord-vest-caucaziană | Kabardino-Balkaria                      | [ 311 ]         |
| Kalmîkă          | Mongolică            | Kalmîkia                                | [ 312 ]         |
| Karaceai-balkară | Turcică              | Kabardino-Balkaria · Karaciai-Cerchezia | [ 300 ] [ 311 ] |
| Hakas            | Turcică              | Hacasia                                 | [ 313 ]         |
| Komi             | Uralică              | Republica Komi                          | [ 314 ]         |
| Mari de sus      | Uralică              | Mari El                                 | [ 315 ]         |
| Mari de jos      | Uralică              | Mari El                                 | [ 315 ]         |
| Mokșa            | Uralică              | Mordovia                                | [ 309 ]         |
| Nogai            | Turcică              | Karaciai-Cerchezia                      | [ 300 ]         |
| Oseta            | Indo-europeană       | Osetia de Nord                          | [ 316 ]         |
| Tătara           | Turcică              | Tatarstan                               | [ 317 ]         |
| Tuvană           | Turcică              | Tuva                                    | [ 318 ]         |
| Udmurtă          | Uralic               | Udmurtia                                | [ 319 ]         |
| Ucraineana       | Indo-europeană       | Republica Crimeea                       | [ 308 ]         |
| Iakuta           | Turcică              | Iacutia                                 | [ 320 ]         |

### Religia
| Religia în Rusia la 2012 (Sreda Arena Atlas) | Religia în Rusia la 2012 (Sreda Arena Atlas) | Religia în Rusia la 2012 (Sreda Arena Atlas) | Religia în Rusia la 2012 (Sreda Arena Atlas) | Religia în Rusia la 2012 (Sreda Arena Atlas) |
| -------------------------------------------- | -------------------------------------------- | -------------------------------------------- | -------------------------------------------- | -------------------------------------------- |
|                                              |                                              |                                              |                                              |                                              |
| Ortodocși ruși                               | Ortodocși ruși                               |                                              | 41.1%                                        | 41.1%                                        |
| Alți ortodocși                               | Alți ortodocși                               |                                              | 1.8%                                         | 1.8%                                         |
| Alți creștini⁠(d)                             | Alți creștini⁠(d)                             |                                              | 4.5%                                         | 4.5%                                         |
| Musulmani⁠(d)                                 | Musulmani⁠(d)                                 |                                              | 6.6%                                         | 6.6%                                         |
| Budiști⁠(d)                                   | Budiști⁠(d)                                   |                                              | 0.5%                                         | 0.5%                                         |
| Rodnoveri și alte credințe autohtone         | Rodnoveri și alte credințe autohtone         |                                              | 1.2%                                         | 1.2%                                         |
| Spirituali dar nereligioși⁠(d)                | Spirituali dar nereligioși⁠(d)                |                                              | 25.2%                                        | 25.2%                                        |
| Atei și fără religie                         | Atei și fără religie                         |                                              | 13%                                          | 13%                                          |
| Altele și religie nedeclarată                | Altele și religie nedeclarată                |                                              | 6.1%                                         | 6.1%                                         |

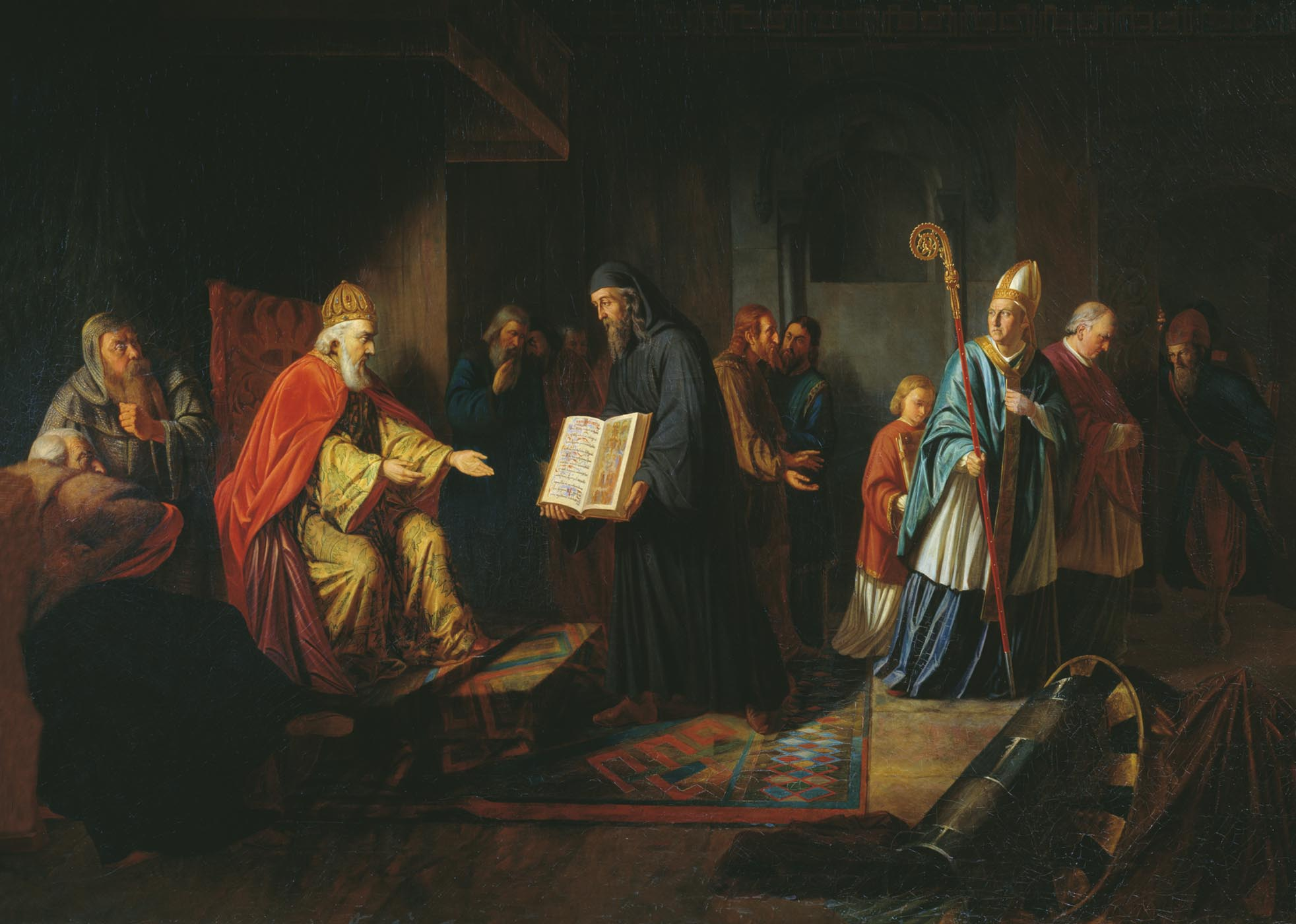
Pictură de Ivan Eggink înfățișându-l pe Vladimir ascultând preoți ortodocși, în timp ce solul papal stă deoparte nemulțumit

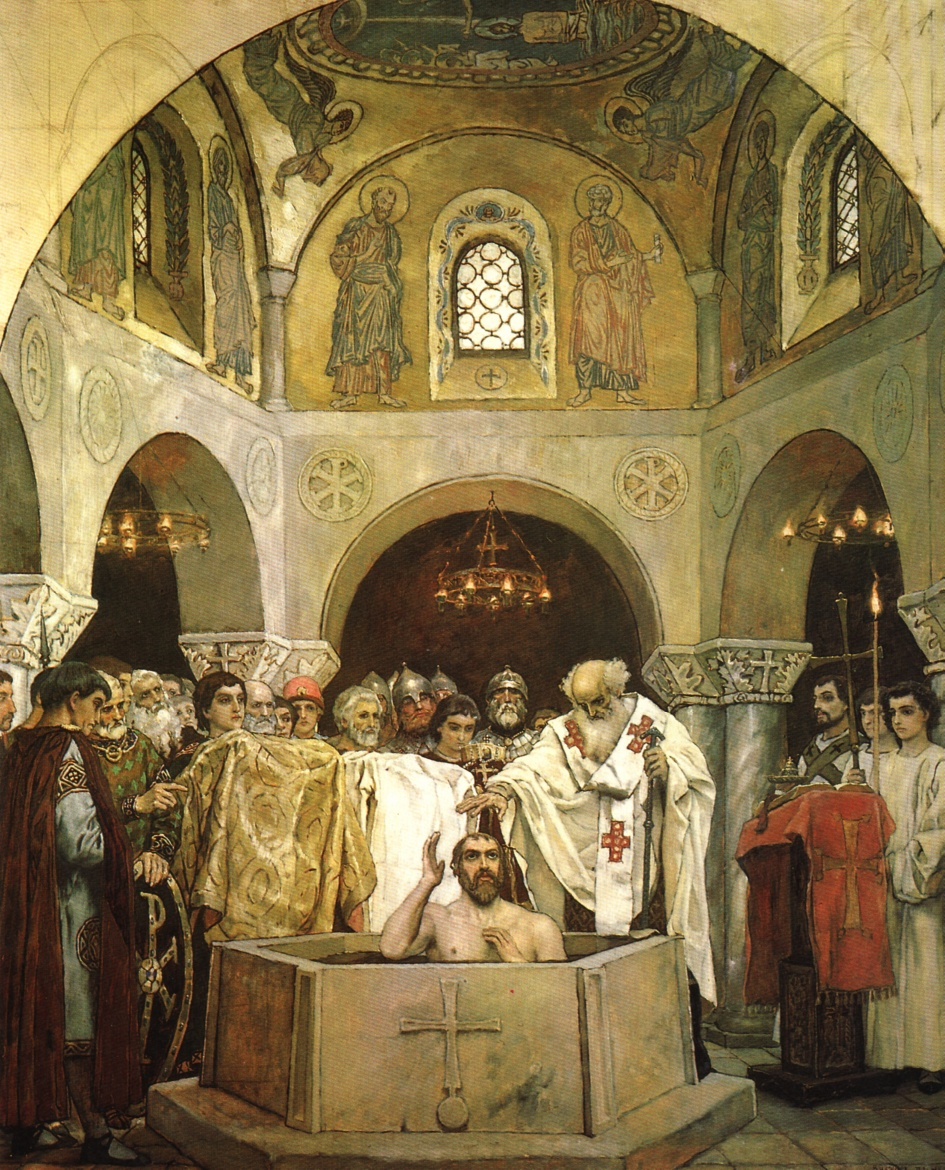
Botezul lui Vladimir, frescă de Viktor Vasnețov

Rușii au practicat creștinismul ortodox⁠(d) începând cu secolul al X-lea. În conformitate cu tradițiile istorice ale Bisericii Ortodoxe, creștinismul a fost adus mai întâi pe teritoriul modern al Belarusului, Rusiei și Ucrainei de Sfântul Andrei, primul apostol al lui Isus din Nazaret. Conform Cronicii primare, creștinarea definitivă a Rusiei Kievene datează din anul 988 (anul este contestat), atunci când Vladimir cel Mare a fost botezat în Chersonesus și a început să-și boteze familia și pe oamenii din Kiev. Cele două evenimente sunt în mod tradițional denumite „botezul Ruteniei” (în rusă Крещение Руси, în ucraineană Хрещення Русі) în literatura rusă și ucraineană. Mare parte din populația rusă, ca și alte popoare slave, au păstrat timp de secole o dublă credință (dvoeverie), în religia autohtonă și în creștinismul ortodox.
La data Revoluției din 1917, Biserica Ortodoxă Rusă era profund integrată în statul autocratic, și se bucura de statutul de biserică oficială. Acest lucru a fost un factor important care a contribuit la atitudinea bolșevicilor față de religie și măsurile pe care le-a luat pentru a o controla. Bolșevicii erau alcătuiți din mulți neruși, ruși comuniști și evrei, cum ar fi Vladimir Lenin, Leon Troțki, Grigori Zinoviev, Lev Kamenev, Grigori Sokolnikov⁠(d) care erau indiferenți față de creștinism și se bazau pe scrierile filosofului german Karl Marx, marxism–leninismul ca ideologie inspirând și fundamentând Partidul Comunist.
Astfel, URSS a devenit una dintre primele țări comuniste care au proclamat, ca un obiectiv ideologic, eliminarea religiei și înlocuirea acesteia cu un ateism universal. Guvernul comunist ridiculiza religiile și credincioșii, și propaga ateismul în școli. Confiscarea proprietăților ecleziastice a fost de multe ori bazată pe acuzații de acumulare ilegală de avere.
Ateismul de stat în Uniunea Sovietică era cunoscut în limba rusă ca gosateizm, și se baza pe ideologia marxist–leninistă. Ateismul marxist–leninist⁠(d) susține în mod constant controlul, suprimarea, și eliminarea religiei. În termen de aproximativ un an de la revoluție, statul a expropriat toate proprietățile bisericii, inclusiv bisericile însele și, în perioada 1922-1926, 28 de episcopi ortodocși ruși și peste 1200 de preoți au fost uciși. Mai mulți au fost persecutați. După prăbușirea Uniunii Sovietice, a venit o reînnoire a religiilor în Rusia, și printre slavi, au apărut diverse mișcări în afară de creștinism, inclusiv rodnoveria (reconstrucționism al păgânismului slav), anastasianismul (cedrii sunători)⁠(d), hinduismul, șamanismul siberian⁠(d) și alte religii.
În prezent, nu există niciun recensământ oficial al religiilor din Rusia, iar estimările sunt bazate numai pe sondaje. În 2012, organizația de cercetare Sreda a publicat Arena Atlas, o enumerare detaliată a populațiilor și naționalităților religioase din Rusia, pe baza unui sondaj pe un eșantion mare răspândit prin toată țara. Ei au descoperit că 46,8 % dintre ruși se declarau creștini (dintre care 41 % ortodocși, 1,5 % creștini pur și simplu sau afiliați la alte biserici decât cea ortodoxă rusă, 4,1 % creștini neafiliați, și mai puțin de 1 % catolici și protestanți), în timp ce 25 % erau spirituali, dar nereligioși⁠(d), 13 % erau atei, 6,5 % erau musulmani, 1,2 % erau adepți ai „religiilor tradiționale în cinstea zeilor și strămoșilor” (inclusiv rodnoveria, tengrismul și alte religii etnice⁠(d)), și 0,5 % budiști tibetani. Cu toate acestea, mai târziu în acel an, Levada Center⁠(d) estima că 76 % dintre ruși erau foști creștini, iar în iunie 2013, Public Opinion Foundation estimează că 65 % din populație era creștină. Aceste constatări sunt în conformitate cu estimările Pew Research Center⁠(d) din 2011 conform cărora 73,6 % dintre ruși erau creștini, precum și cu sondajele Centrului Rus de Cercetare a Opiniei Publice⁠(d) (VCIOM) din 2010 (~77 % creștini), și al lui Ipsos MORI din 2011 (69 %).
Cea mai recentă constatare a Pew Research Center⁠(d) a fost că, în 2015, 71 % din populația Rusiei sa declara ortodoxă, 15 % neafiliată religios—o categorie care include atei, agnostici și cei care descriu religia drept „niciuna anume⁠(d)”, 10 % musulmani, și 2 % alți creștini, în timp ce 1 % aparțin altor religii. Neafiliații religioși se împărțeau între 4 % atei, 1 % agnostici și 10 % ca nicio religie anume⁠(d). Studiul menționa că, în timpul regimului comunist, represiunea religiei era larg răspândită, și se sprijina pe legislația sovietică anti-religioasă⁠(d); în 1991, 37 % din populația Rusiei era ortodoxă. După dizolvarea Uniunii Sovietice, apartenența la Biserica Ortodoxă a crescut substanțial și în 2015 aproximativ 71 % din populația Rusiei se declara ortodoxă, cota neafiliatilor religioși scăzând de la 61 % în 1991 la 18 % în 2008.

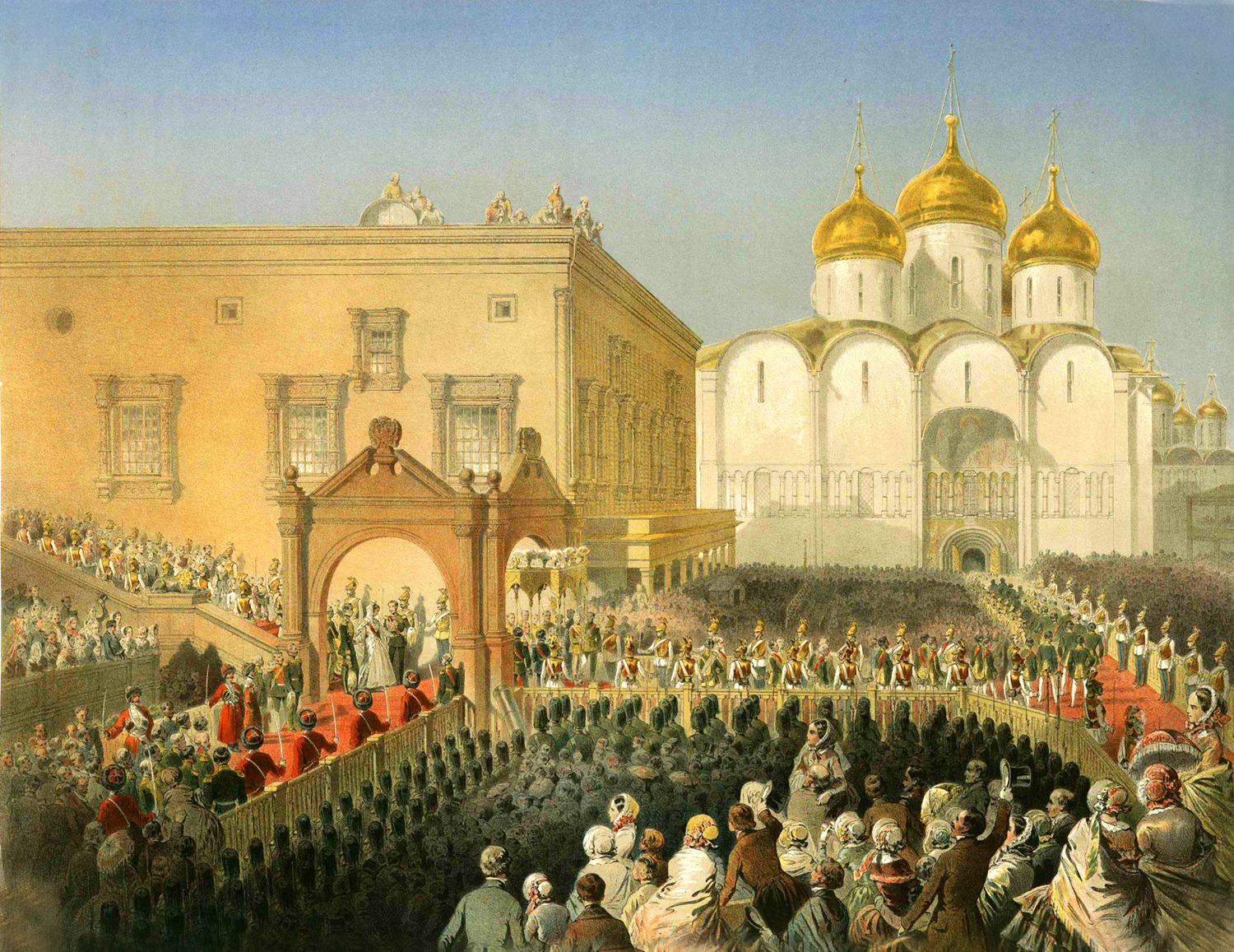
Procesiunea țarului Alexandru al II-lea în Catedrala „Adormirea Maicii Domnului” din Moscova, în timpul din 1856

Creștinismul ortodox, islamul, iudaismul, budismul și religiile etnice sunt recunoscute ca religii tradiționale ale Rusiei, alcătuind „moștenirea istorică” a țării.
Datând de la creștinarea Rusiei Kievene în secolul al X-lea, ortodoxia rusă este religia dominantă a țării; există însă și confesiuni creștine mai mici, cum ar fi catolicii, armenii gregorieni și diferitele biserici protestante. Biserica Ortodoxă Rusă a fost biserica de stat înainte de Revoluție și rămâne cel mai mare corp religios din țară. Un procent estimat la 95 % parohiile ortodoxe înregistrate aparțin Bisericii Ortodoxe Ruse, existând un număr mai mic de alte Biserici Ortodoxe. Cu toate acestea, marea majoritate a credincioșilor ortodocși nu merg la biserică în mod regulat. Paștele este cea mai populară sărbătoare religioasă în Rusia, fiind sărbătorită de un mare segment al populației ruse, inclusiv de un mare număr dintre cei nereligioși. Mai mult de trei sferturi din populația rusă sărbătoresc Paștele făcând prăjituri tradiționale de Paște, ouă colorate și pască⁠(d).

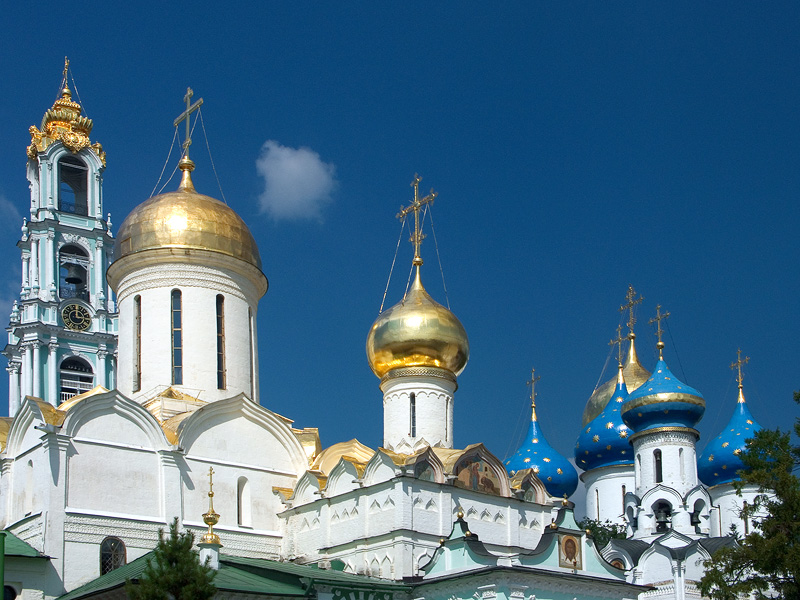
, centru spiritual al Bisericii Ortodoxe Ruse

Islamul este a doua cea mai mare religie din Rusia, după Ortodoxia rusă. Este religia tradițională sau predominantă în rândul unor etnii caucaziene⁠(d) (în special ceceni, inguși și cerchezi), și printre unele popoare turcice (în special tătarii și bașkirilor).
Budismul este tradițional în trei regiuni din Federația Rusă: Buriatia, Tuva, și Kalmîkia. Potrivit diferitelor rapoarte, proporția de nereligioși din Rusia este între 16 % și 48 % din populație. Conform unor studii recente, procentul de atei a scăzut semnificativ de-a lungul deceniilor, după dizolvarea Uniunii Sovietice.
În chestiuni culturale și sociale, Vladimir Putin a colaborat îndeaproape cu Biserica Ortodoxă Rusă. Patriarhul Chiril al Moscovei, capul Bisericii, a susținut candidatura sa în 2012. Steven Myers relatează: „biserica, odinioară puternic reprimată, a ieșit din colapsul sovietic ca fiind una dintre cele mai respectate instituții... Acum Chiril i-a condus pe credincioși direct într-o alianță cu statul.” Mark Woods oferă exemple concrete de cum Biserica sub Patriarhul Chiril al Moscovei a sprijinit expansiunea puterii rusești în Crimeea și estul Ucrainei. În sens mai larg, New York Times relata în septembrie 2016 că politica Bisericii sprijină apelul făcut de Kremlin social-conservatorilor:
Aprig dușman al homosexualității și al oricărei încercări de a pune drepturile individuale mai presus de privilegiile familiei, comunității sau națiunii, Biserica Ortodoxă Rusă ajută la proiectarea imaginii Rusiei ca aliat natural al tuturor celor care tânjesc după o lume iliberală, ferită de valul globalizării, multiculturalismului, drepturile femeilor și ale homosexualilor.
Pe 26 aprilie 2017, pentru prima dată, Comisia Statelor Unite privind Libertatea Religioasă Internațională⁠(d) (USCIRF) a clasificat Rusia ca fiind una dintre țările care încalcă cel mai grav libertatea religioasă, recomandând în raportul anual pe 2017 ca guvernul SUA să considere Rusia o „țară de interes special” conform Legii Libertății Religioase Internaționale și să negocieze pentru libertatea religioasă. Raportul afirmă: „—este singurul stat care nu numai că și-a intensificat permanent reprimarea libertății religioase de când USCIRF a început monitorizarea, dar și-a și extins politicile represive....variind de la hărțuiri administrative la încarcerări arbitrare și execuții extrajudiciare, sunt puse în aplicare într-un mod care este sistematic, neîntrerupt, și evident.” Pe 4 aprilie 2017, raportorul special al ONU⁠(d) privind Libertatea de Opinie și de Exprimare David Kaye⁠(d), raportorul special al ONU privind Libertățile de Întrunire Pașnică și de Asociere Maina Kiai⁠(d), și raportorul special al ONU privind Libertatea de Religie și Credință, Ahmed Shaheed⁠(d) au condamnat felul în care Rusia îi tratează pe martorii lui Iehova. Multe alte țări și organizații internaționale au vorbit despre abuzurile religioase ale Rusiei. În Federația Rusă Martorii lui Iehova sunt persecutați începând cu 2017 fără o motivație clară, ceea ce aduce aminte de Inchiziție.
În 2025 populația Rusiei este majoritar nereligioasă.

### Sănătate

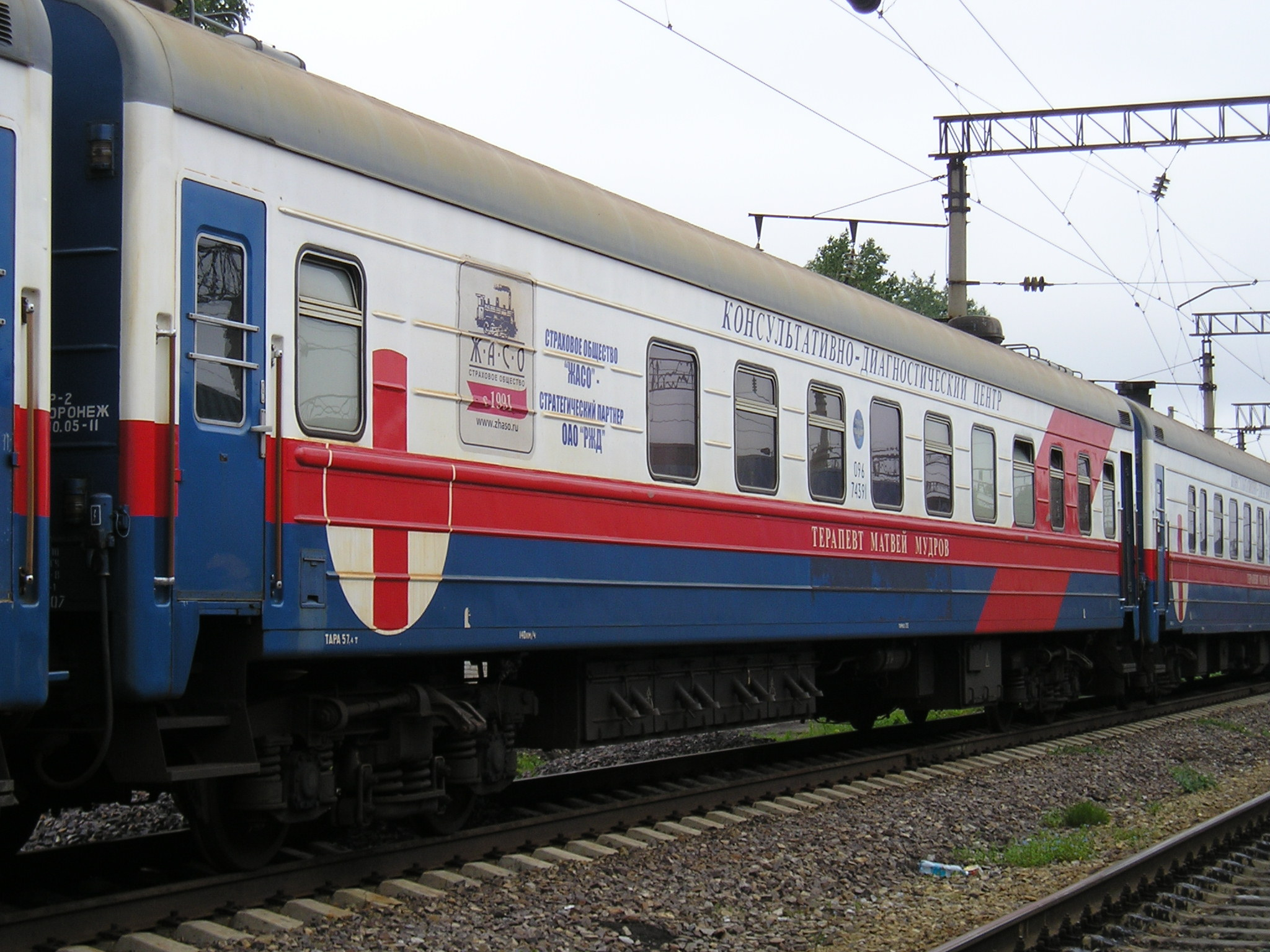
O clinică mobilă utilizată pentru a oferi asistență medicală în stații de cale ferată îndepărtate

Constituția rusă garantează, îngrijire sanitară universală⁠(d) pentru toți cetățenii săi. În practică, cu toate acestea, accesul la serviciile sanitare este parțial limitat, din cauza obligativității înregistrării⁠(d). Rusia are mai mulți medici, spitale, și angajați sanitari decât aproape orice altă țară din lume pe cap de locuitor, dar, cu toate acestea, de la dizolvarea Uniunii Sovietice, starea de sănătate a populației ruse a scăzut considerabil ca urmare a schimbărilor sociale, economice, și în stilul de viață; Tendința s-a inversat abia în ultimii ani, speranța medie de viață crescând cu 5,2 ani pentru bărbați și de 3,1 ani pentru femei între 2006 și 2014.
Din cauza actualei crize financiare ruse declanșată în 2014, reducerile majore ale cheltuielilor de sănătate au dus la un declin al calității serviciilor din sistemul medical de stat. Aproximativ 40 % dintre facilitățile medicale de bază au mai puțini angajați decât ar trebui să aibă, celelalte fiind închise. Timpul de așteptare pentru tratament a crescut, iar pacienții sunt obligați să plătească pentru mai multe servicii care anterior erau gratuite.
În 2014, speranța medie de viață în Rusia era de 65,29 de ani pentru bărbați și 76,49 de ani pentru femei. Cel mai mare factor care contribuie la speranța de viață relativ scăzută a bărbaților este rată mare de mortalitate în rândul bărbaților de vârstă activă. Decesele apar mai ales din cauze care pot fi prevenite, cum ar fi alcoolismul, fumatul, accidentele rutiere și crimele violente. Ca urmare, Rusia are una dintre ponderile de gen⁠(d) cele mai înclinate spre femei din lume, cu o medie de 0,859 bărbați pentru fiecare femeie.

### Educație

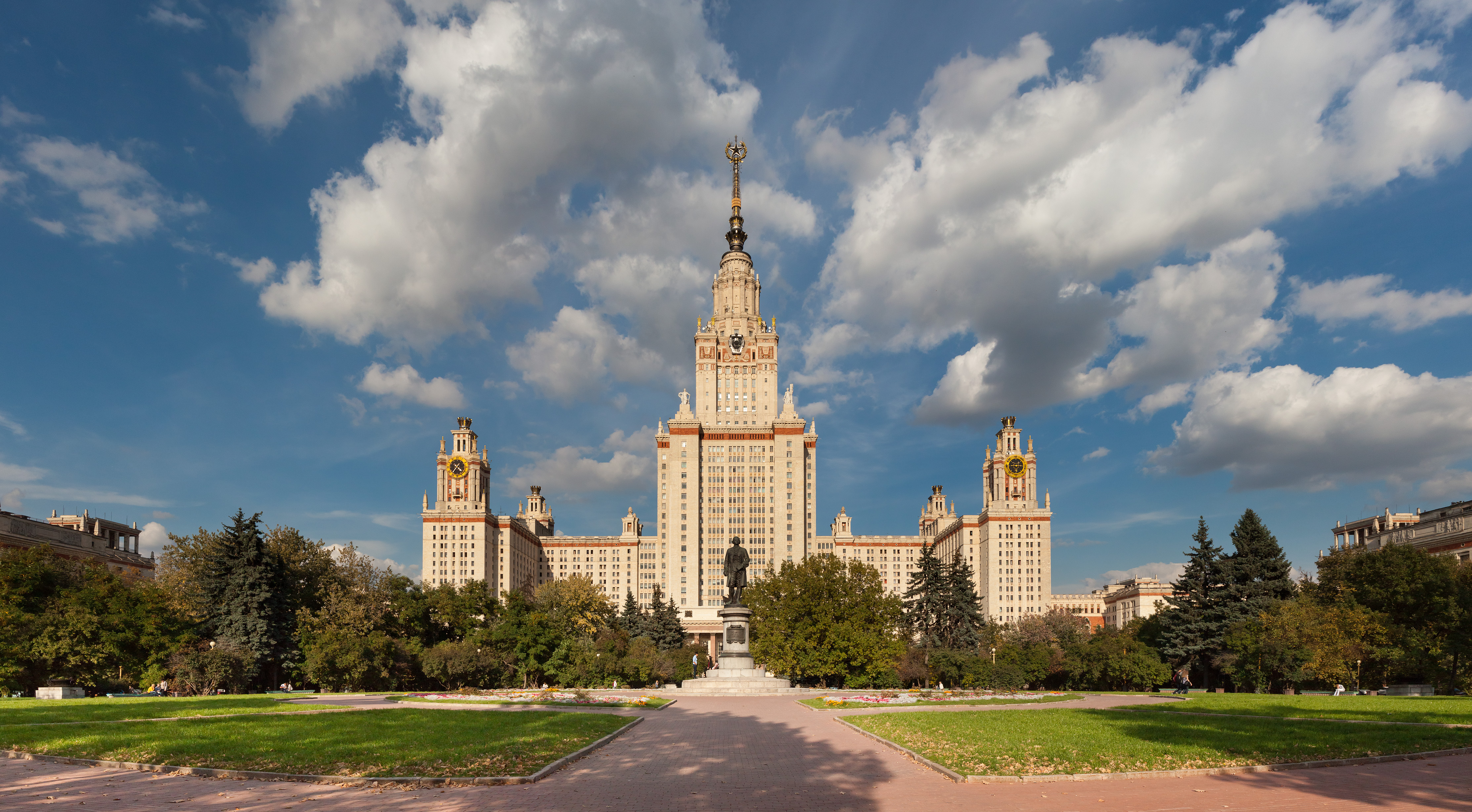
Universitatea de Stat Lomonosov din Moscova

Rusia are cel mai mare număr de absolvenți de colegiu sau mai mare în termeni de procent din populație din lume, cu 54 %. Rusia are un sistem de educație gratuită⁠(d), garantat pentru toți cetățenii de Constituție, deși admiterea la unitățile de învățământ superior subvenționate este extrem de competitivă. Ca un rezultat al marelui accent pus pe știință și tehnologie în educație, cercetările făcute în Rusia în domeniile medical, matematic, științific și al cercetării aerospațiale este, în general, de ordin înalt.
Începând cu anul 1990, s-a introdus educația școlară de 11 ani. Educația în școlile secundare de stat secundar este gratuită. Educația universitară este gratuită, cu unele excepții. O parte substanțială a studenților sunt înscriși la studii subvenționate complet, dar multe instituții de stat au început să ofere și ele locuri cu taxă.
Cele mai vechi și mai mari universități din Rusia⁠(d) sunt Universitatea de Stat din Moscova și Universitatea de Stat din Sankt Petersburg. În anii 2000, pentru a crea instituții de învățământ superior și cercetare la o scară comparabilă în mai multe regiuni ale Federației Ruse, guvernul a lansat un program de înființare de „universități federale”, cea mai mare parte prin fuzionarea unor universități regionale existente și institute de cercetare mari cu o finanțare specială. Printre aceste noi instituții se numără Universitatea Federală de Sud⁠(d), Universitatea Federală Siberiană⁠(d), Universitatea Federală Kazan Volga, Universitatea Federală de Nord-Est⁠(d), și Universitatea Federală a Orientului Îndepărtat⁠(d).
Potrivit QS World University Rankings pe 2018, instituția de învățământ rusă cu cel mai înalt rang este Universitatea de Stat din Moscova, clasată pe locul 95 în lume.

## Cultura

### Cultura populară și preparatele culinare

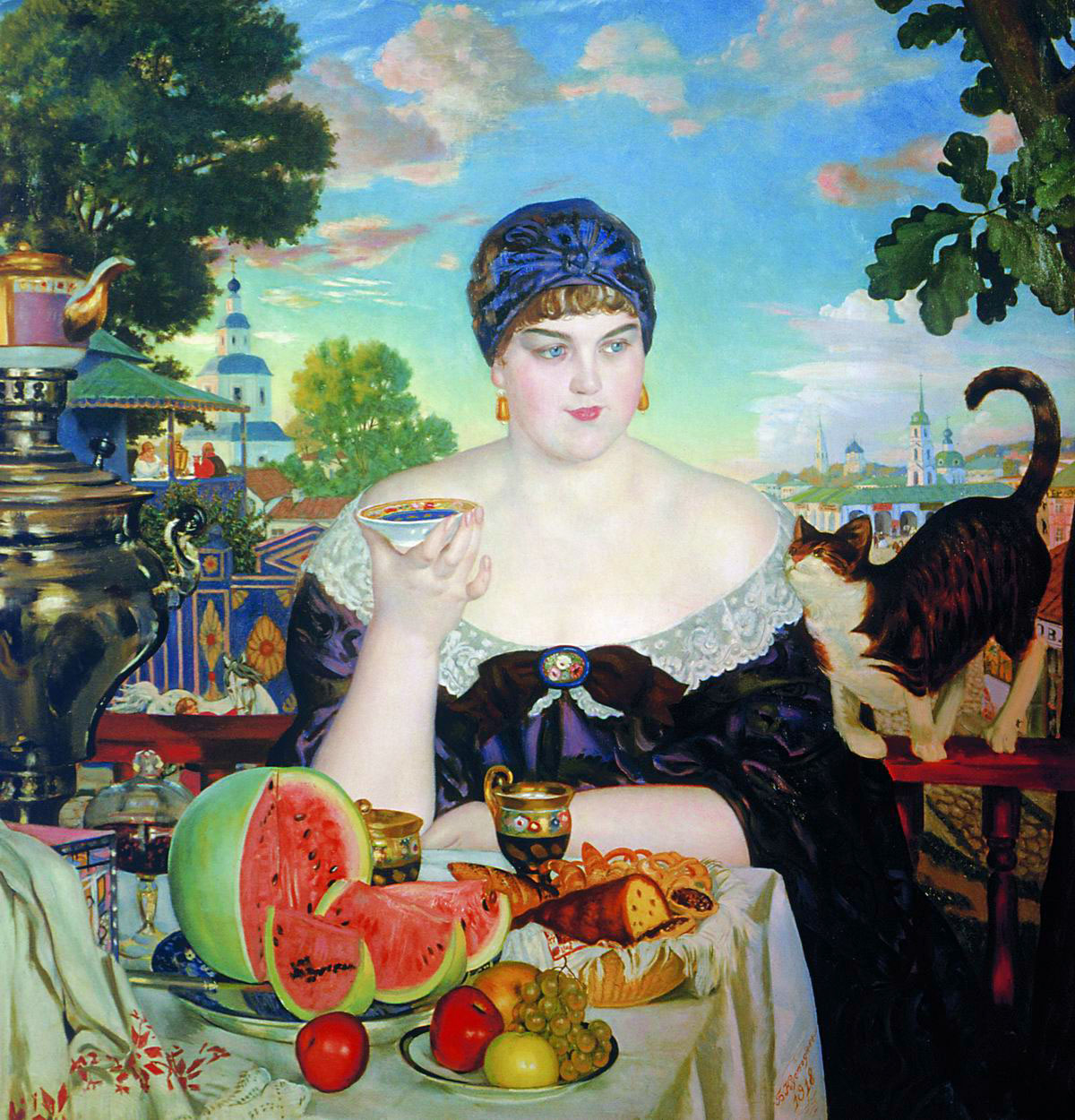
Soție de negustor, pictură de, ilustrând

Există peste 160 de grupuri etnice diferite și popoare autohtone în Rusia. Vasta diversitate culturală a țării se întinde de la etnicii ruși cu tradițiile lor slave și ortodoxe, la tătari și bașkiri de cultură turcică musulmană, la budiștii nomazi buriați⁠(d) și kalmîki, la popoarele șamanice din nordul extrem⁠(d) și Siberia, muntenii din Caucazul de Nord, și popoarele fino-ugrice⁠(d) din Rusia de Nord-Vest și regiunea Volga.
Artizanatul, cum ar fi jucăria Dîmkovo⁠(d), hohloma⁠(d), gjel⁠(d) și miniaturile paleh⁠(d) reprezintă un aspect important al culturii populare rusești. Îmbrăcămintea populară rusească cuprinde caftan, kosovorotka⁠(d) și ușanka pentru bărbați, sarafane⁠(d) și cocoșnic pentru femei, bast shoe⁠(d) și valenki drept încălțăminte. Hainele cazacilor din sudul Rusiei includ burka⁠(d) și papaha, trăsătură comună cu popoarele din Caucazul de Nord.
Bucătăria rusă⁠(d) utilizează pe scară largă pește, carne de pasăre, ciuperci, fructe de padure, miere. Culturile de secară, grâu, orz și mei⁠(d) oferă ingredientele pentru diverse sortimente de pâine, clătite⁠(d) și cereale, precum și pentru cvas, bere și vodcă. Pâinea neagră⁠(d) este destul de populară în Rusia, în comparație cu restul lumii. Supele aromate și tocanele sunt supa de varză⁠(d), ciorbele⁠(d), uha⁠(d), soleanka⁠(d) și okroșka⁠(d). Smântâna se adaugă de multe ori la supe și salate. Piroșki, blini⁠(d) și sîrniki⁠(d) sunt variante locale ale clătitelor. Puiul Kiev⁠(d), pelmeni și frigăruile sunt feluri de mâncare populare din carne, ultimele două fiind de origine tătărească și, respectiv, caucaziană. Alte preparate din carne sunt sarmalele (golubțî⁠(d)), de obicei umplute cu carne. Ca salate, există salata à la russe⁠(d) (numită în Rusia „salată Olivier”), Vinegret⁠(d) și heringul în haină de blană⁠(d).
Numeroasele grupuri etnice din Rusia au tradiții distincte legate de muzica populară⁠(d). Instrumentele muzicale tipic rusești sunt guzla⁠(d), balalaica⁠(d), jaleika⁠(d) și garmoșka⁠(d). Muzica populară a avut o influență semnificativă asupra compozitorilor clasici ruși, și în timpurile moderne, este o sursă de inspirație pentru mai multe formații folk, cum ar fi Melnița. Cântecele populare rusești⁠(d), precum și cântecele patriotice sovietice⁠(d), constituie cea mai mare parte din repertoriul renumitului cor al Armatei Roșii⁠(d) și al altor ansambluri populare.
Rușii au multe tradiții⁠(d), inclusiv spălarea în banea⁠(d), o baie cu aburi fierbinți oarecum similară cu sauna. Folclorul rusesc vechi își are rădăcinile în religiile slave⁠(d) păgâne. Multe basme rusești⁠(d) și bîline au fost adaptate pentru filme de animație, sau pentru filme artistice ale unor renumiți regizori ca Aleksandr Ptușko (Ilia Muromeț, Sadko) și Alexander Rou⁠(d) (Jack Frost⁠(d), Vasilisa cea Frumoasă⁠(d)). Poeți ruși, între care Piotr Ierșov⁠(d) și Leonid Filatov⁠(d), au făcut o serie de celebre interpretăripoetic edalebunor asme clasice, și, în unele cazuri, ca acela al llui lexandruPușkin, cau reat, de asemenea, peoeziidde inspirație folclorică și basme culte e o mare popularitate.

### Arhitectura

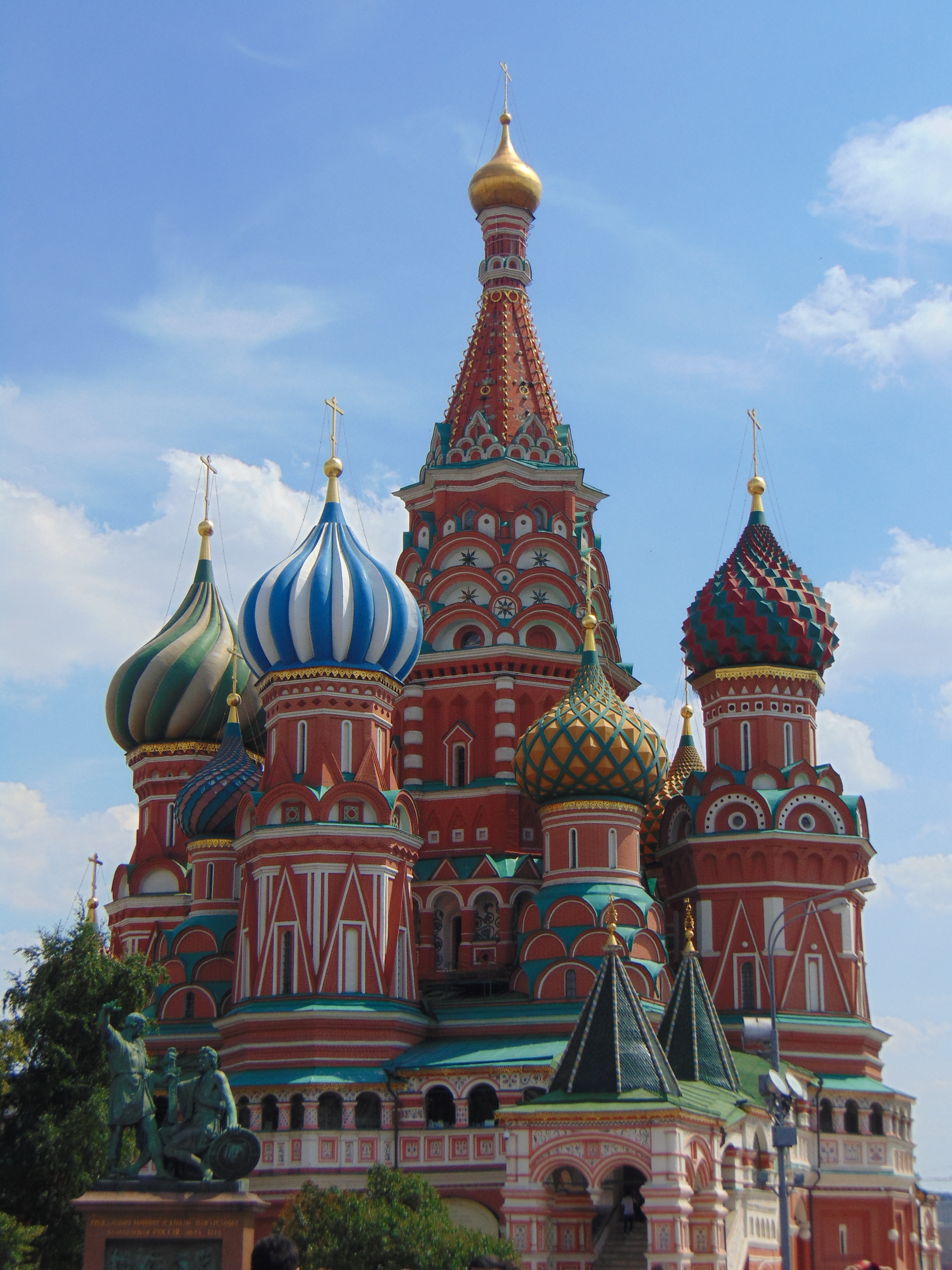
Catedrala Sfântul Vasile, din Piața Roșie, Moscova, unul dintre cele mai populare simboluri ale țării

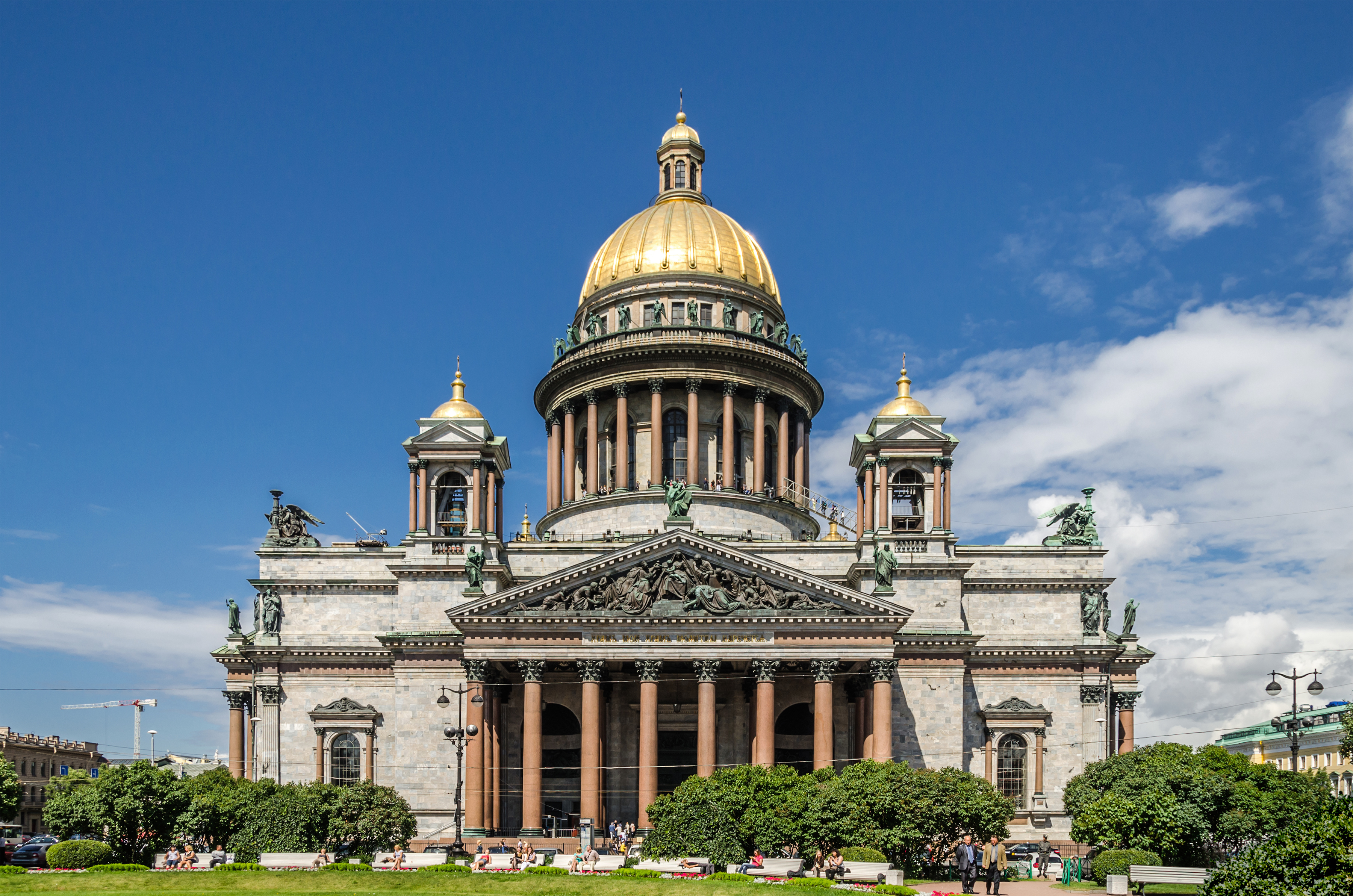
din Sankt Petersburg, în stil neoclasic

De la creștinarea Rusiei Kievene, arhitectura rusă a fost influențată în principal de arhitectura bizantină. În afară de fortificații (kremlinuri), principalele clădiri din piatră, ale vechii Rutenii au fost biserici ortodoxe⁠(d), cu multe cupole, de multe ori aurite sau viu colorate.
Aristotel Fioravanti⁠(d) și alți arhitecți italieni au adus tendințele renascentiste în Rusia secolului al XV-lea, în timp ce secolul al XVI-lea a adus dezvoltarea bisericilor în formă de cort⁠(d), culminând cu Catedrala Sfântul Vasile din Moscova. Până în acel moment, cupola în formă de ceapă⁠(d) era complet dezvoltată și ea. În secolul al XVII-lea, „stilul de foc” al ornamentelor a înflorit în Moscova și Iaroslavl deschizând, treptat, calea barocului Narîșkin din 1690. După reformele lui Petru cel Mare⁠(d), schimbarea stilurilor arhitecturale din Rusia a urmat, în general, tendințele din Europa de Vest.
Gustul pentru arhitectură rococo din secolul al XVIII-lea a condus la lucrările ornamentate ale lui Francesco Bartolomeo Rastrelli⁠(d) și ale urmașilor săi. Domniile Ecaterinei cea Mare și a nepotului său, Alexandru I, au adus înflorirea arhitecturii neoclasice, mai ales în capitala Sankt Petersburg. A doua jumătate a secolului al XIX-lea a fost dominată de stilurile neobizantin⁠(d) și al renașterii rusești⁠(d). Stilurile predominante ale secolului al XX-lea au fost Art Nouveau, constructivism, și stilul imperial stalinist⁠(d).
Cu schimbarea de valori impusă de ideologia comunistă, tradiția de conservare a fost întreruptă. Societățile independente de conservare a patrimoniului, chiar și cele care apărau doar monumentele laice, cum ar fi OIRU din Moscova, au fost desființate până la sfârșitul anilor 1920. O nouă campanie antireligioasă, lansată în 1929, a coincis cu colectivizarea țăranilor; distrugerea bisericilor din orașe a atins punctul culminant în jurul anului 1932. Multe biserici au fost demolate, inclusiv Catedrala Hristos Mântuitorul din Moscova. Numai In Moscova, pierderile între 1917-2006 sunt estimate la peste 640 de clădiri notabile (inclusiv 150 până la 200 de monumente istorice, dintr-un inventar total de 3.500) – unele au dispărut complet, altele au fost înlocuite cu replici de beton.
În 1955, un nou lider sovietic, Nikita Hrușciov, a condamnat „excesele” fostei arhitecturi academice, și sfârșitul erei sovietice a fost dominat de funcționalismul arhitectural⁠(d) simplu. Aceasta a ajutat oarecum la rezolvarea problemei locuințelor, dar a creat un număr mare de clădiri de valoare arhitecturală scăzută, în contrast cu stilurile anterioare luminoase. În 1959, Nikita Hrușciov a lansat propria lui campanie antireligioasă⁠(d). Prin 1964, peste 10 mii de biserici din 20 de mii au fost închise (mai ales în zonele rurale) și multe au fost demolate. Din 58 de mănăstiri și schituri ce funcționau în 1959, doar șaisprezece ani mai rămăseseră în 1964; din cele cincizeci de biserici ce funcționau la Moscova în 1959, treizeci au fost închise și șase demolate.

### Artele vizuale

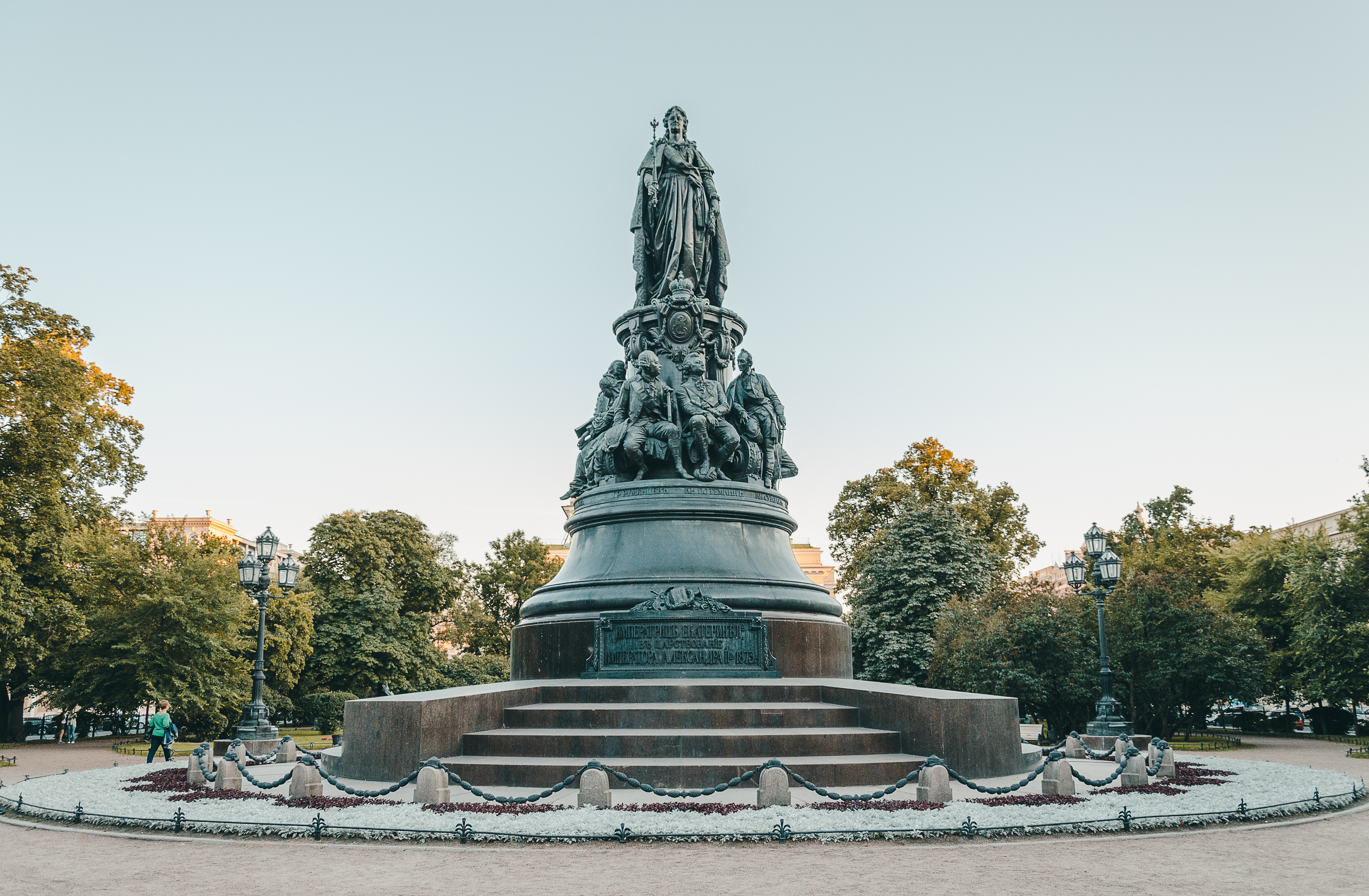
Monumentul Ecaterinei cea Mare din Sankt Petersburg, realizat de sculptorul Mihail Mikeșin

Pictura rusească timpurie este reprezentată de icoane⁠(d) și fresce, cele două genuri moștenite de la Bizanț. Pe măsură ce Țaratul Moscovei se dezvolta, Teofan Grecul, Dionisie și Andrei Rubliov au devenit nume vitale asociate cu o artă rusească distinctă.
Academia rusă de Arte⁠(d) a fost creată în 1757 și a conferit artiștilor ruși un rol și statut internațional. Ivan Argunov⁠(d), Dmitri Levitzki⁠(d), Vladimir Borovikovski⁠(d) și alți academicieni ai secolului al XVIII-lea s-au axat mai ales pe portrete⁠(d). În secolul al XIX-lea, atunci când înfloreau neoclasicismul și romantismul, temele mitologice și biblice au inspirat multe picturi celebre, mai ales cele ale lui Karl Bryullov⁠(d) și Alexandr Ivanov⁠(d).

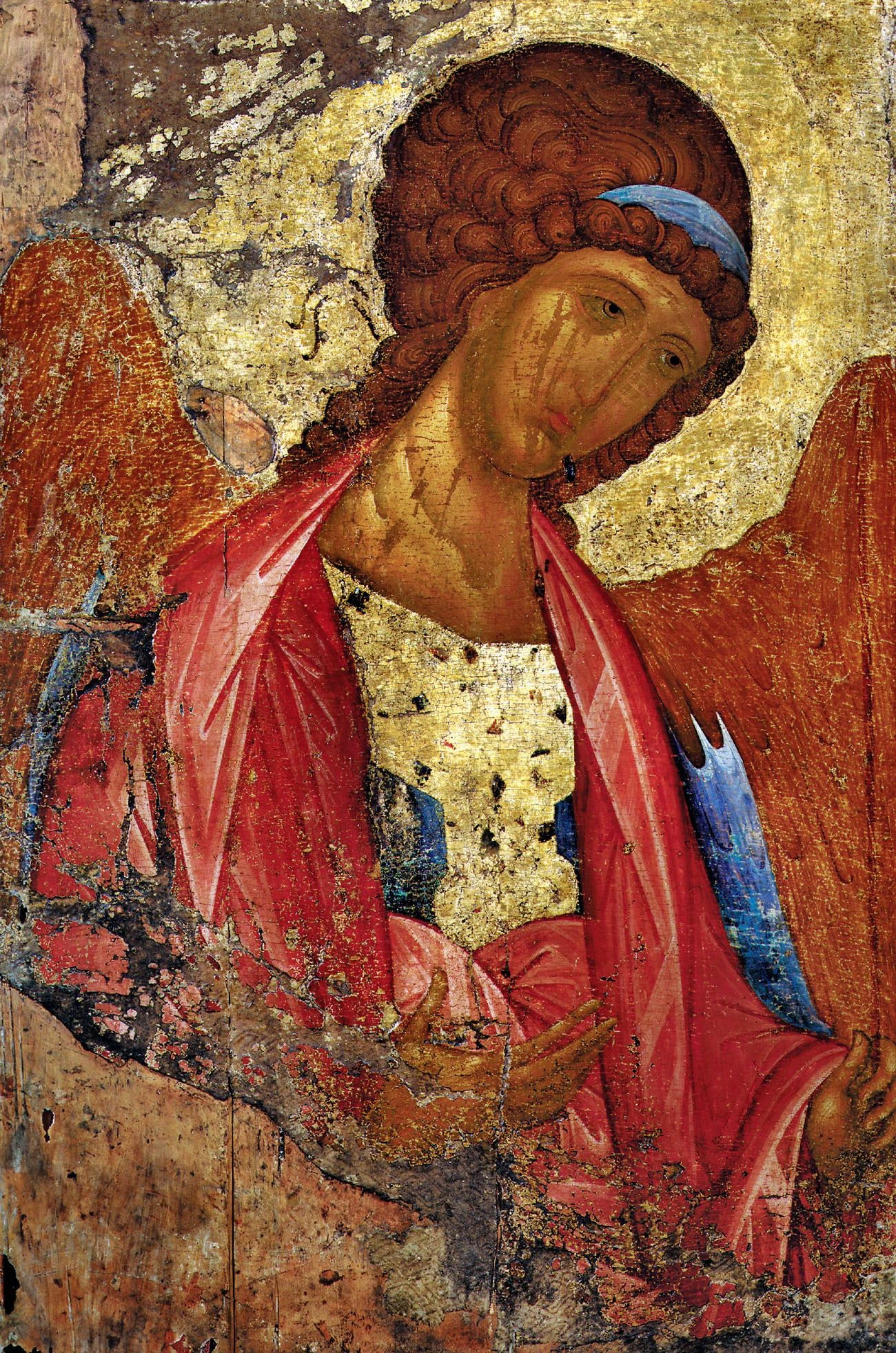
Arhanghelul Mihail (1408) de Andrei Rubliov

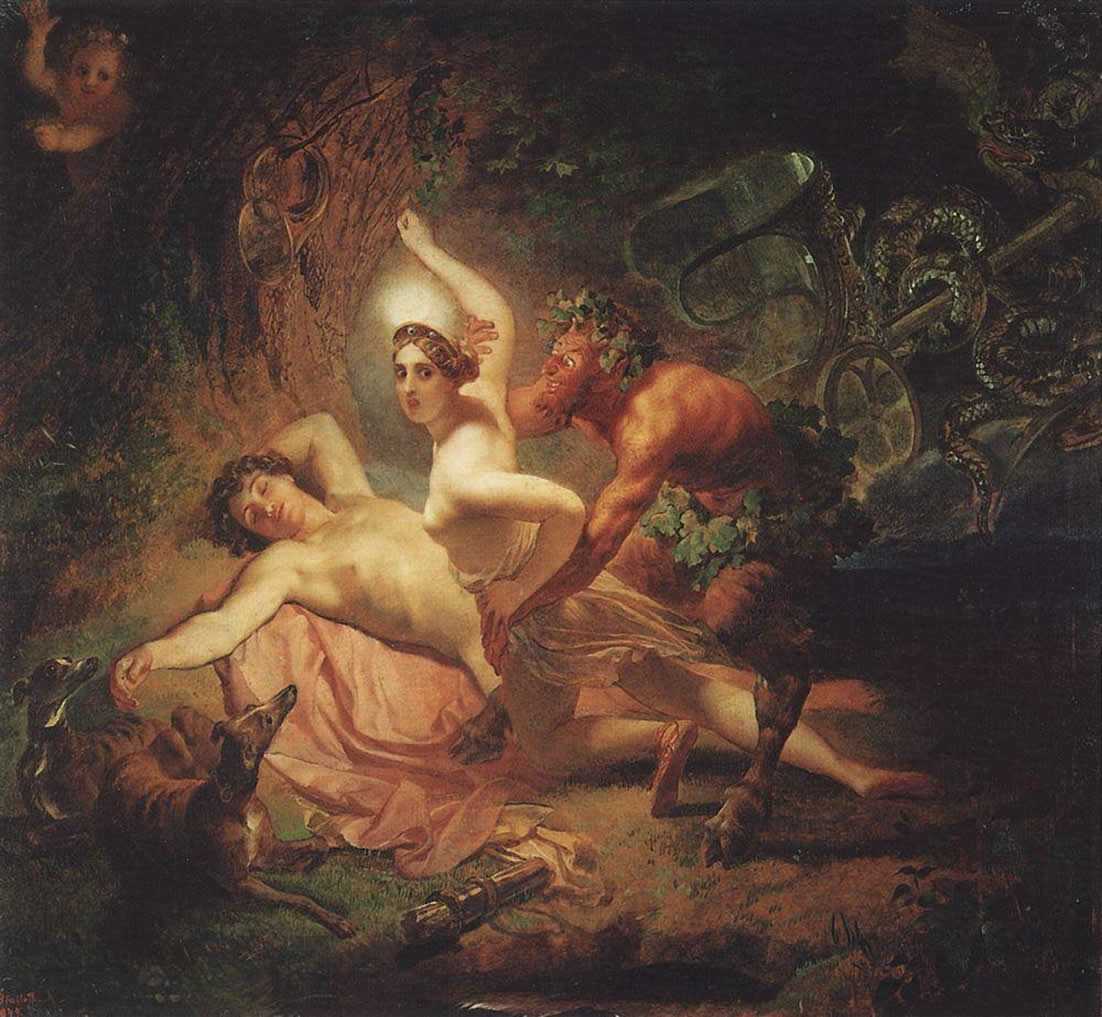
"Diana, Endymion și Satyrul" (1847, Muzeul Rus) de, o figură cheie în trecerea de la neoclasicismul rus la romantism.

La mijlocul secolului al XIX-lea, grupul de artiști Peredvijniki⁠(d) (Hoinarii) s-a despărțit de Academie și a inițiat o școală de artă eliberată de restricțiile academice. Aceștia erau pictori preponderent realiști care au imortalizat identitatea rusă în peisaje cu râuri largi, păduri și poienile de mesteacăn, precum și scene viguroase de gen și portrete robust ale contemporanilor lor. Unii artiști axat pe ilustrând mareanunor te dramatice din istoria rusiei, în timp ce ceilalți s-au întors la critica socială, expunând situația săracilor și parodiind autoritățile; realismul critic⁠(d) a înflorit sub domnia lui Alexandru al II-lea. Printre realiștii de frunte se numără Ivan Șișkin, Arhip Kuindji, Ivan Kramskoi⁠(d), Vasili Polenov⁠(d), Isaac Levitan, Vasili Surikov, Viktor Vasnetsov, Ilia Repin, și Boris Kustodiev⁠(d).
La rândul său, începutul secolului al XX-lea a adus nașterea picturii simboliste, reprezentată de Mihail Vrubel, Kuzma Petrov-Vodkin, și Nicholas Roerich.
Avangarda rusă⁠(d) a fost un val mare și influent al artei moderniste, care a înflorit în Rusia aproximativ între 1890-1930. Termenul se referă la mai multe mișcări artistice separate, dar indisolubil legate, care au avut loc la acea dată, și anume neo-primitivismul⁠(d), suprematismul, constructivismul, raionismul⁠(d), și futurismul rus. Artiști notabili din această epocă se numără El Lissitzky, Kazimir Malevici, Vasili Kandinski, Marc Chagall. Din 1930, ideile revoluționare ale avangardei s-au ciocnit de nou-apăruta direcție conservatoare a realismului socialist.
Arta sovietică a produs lucrări care erau furios patriotice și anti-fasciste în timpul și după al Doilea Război Mondial. Mai multe memoriale de război, marcate de o mare solemnitate reținută, au fost construite în întreaga țară. Artiștii sovietici au combinat adesea inovarea cu realismul socialist, în special sculptorii Vera Muhina, Evgheni Vucetici⁠(d) și Ernst Neizvestnîi⁠(d).

### Muzică și dans

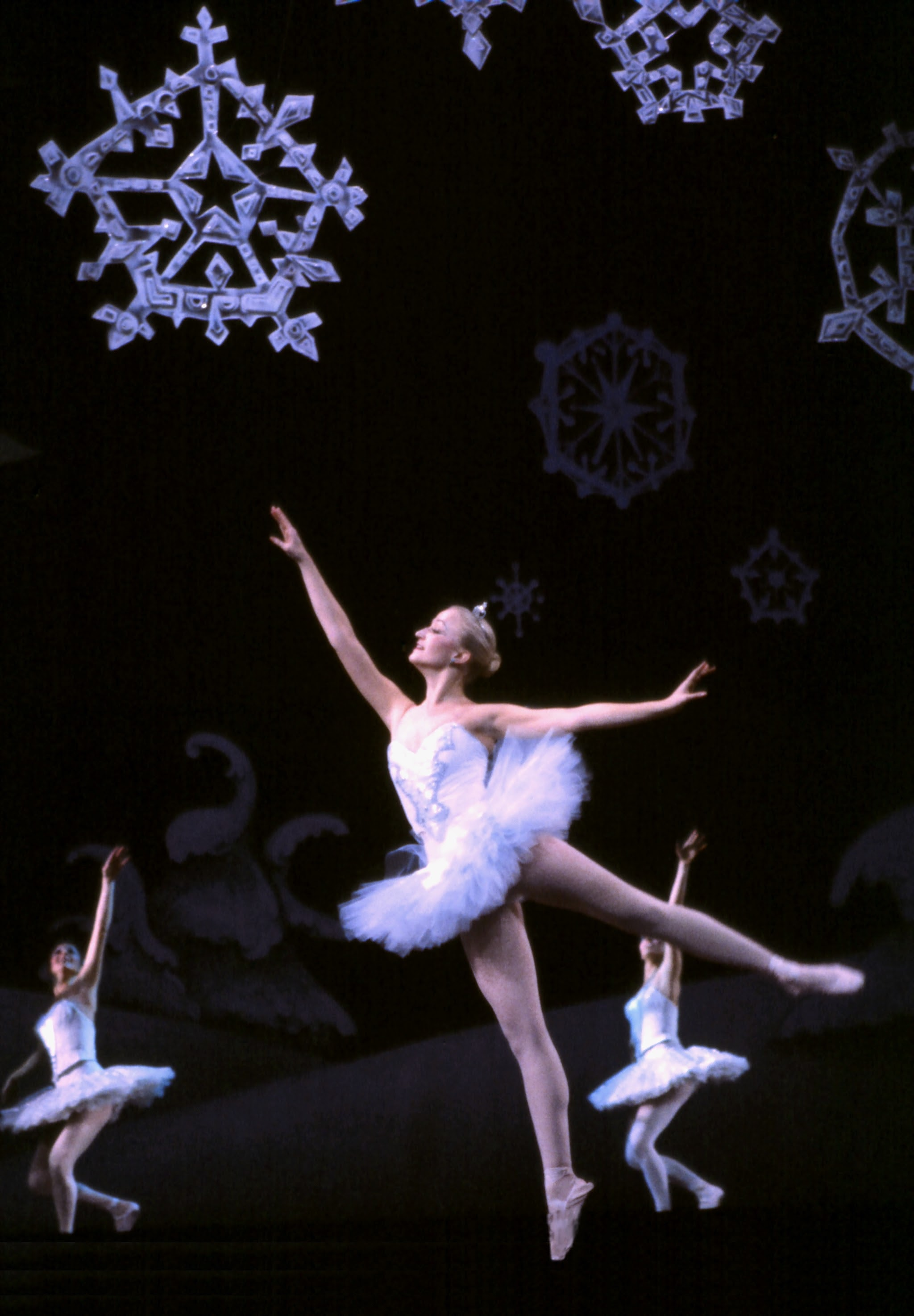
Scena Dansul zăpezii din baletul Spărgătorul de nuci, compus de Piotr Ilici Ceaikovski

Muzica în Rusia secolului al XIX-lea a fost definită de tensiunile între compozitorul clasic Mihail Glinka, împreună cu alți membri ai celor Cinci, care au îmbrățișat identitatea națională rusească și au adăugat elemente religioase și populare pentru compozițiile lor, și, pe de altă parte, Societatea Muzicală Rusă⁠(d) condusă de compozitorii Anton și Nikolai Rubinstein⁠(d), mai conservatoare din punct de vedere muzical. Tradiția ulterioară a lui Piotr Ilici Ceaikovski, unul dintre cei mai mari compozitori ai epocii romantice, a fost continuată în secolul al XX-lea de Serghei Rahmaninov. Compozitori ruși de renume mondial din secolul al XX-lea au fost și Alexandr Scriabin, Igor Stravinski, Serghei Prokofiev, Dmitri Șostakovici și Alfred Schnittke⁠(d).
Conservatoarele rusești au produs generații de soliști renumiți. Printre cei mai cunoscuți sunt violoniștii Jascha Heifetz, David Oistrah, Leonid Kogan⁠(d), Gidon Kremer⁠(d), și Maxim Vengherov⁠(d); violonceliștii Mstislav Rostropovici⁠(d), Natalia Gutman⁠(d); pianiștii Vladimir Horowitz, Sviatoslav Richter, Emil Gilels, Vladimir Sofronitski⁠(d) și Evgheni Kissin; și vocaliștii Fiodor Șaleapin, Mark Reizen⁠(d), Elena Obrazțova⁠(d), Tamara Sineavskaia⁠(d), Nina Dorleak, Galina Vișnevskaia⁠(d), Anna Netrebko și Dmitri Hvorostovski.
În secolul al XX-lea, balerinii ruși Anna Pavlova și Vaslav Nijinski⁠(d) au devenit celebri, iar călătoriile impresarului Serghei Deaghilev⁠(d) în străinătate cu ale sale Balete Ruse au influențat profund dezvoltarea dansului în întreaga lume. Baletul sovietic a păstrat tradițiile perfecționate în secolul al XIX-lea, și școala de coregrafie a Uniunii Sovietice a produs multe stele internaționale, între care Galina Ulanova, Maia Plisetskaia, Rudolf Nureiev, și Mihail Barîșnikov. Baletul Bolșoi⁠(d) de la Moscova și Baletul Mariinski⁠(d) din St. Petersburg rămân celebre în întreaga lume.
Muzica rock modernă din Rusia⁠(d) își are rădăcinile atât în rock and rollul și heavy metalul din Occident, cât și în tradițiile barzilor ruși⁠(d) din epoca sovietică, cum ar fi Vladimir Visoțki și Bulat Okudjava. Formații rock de succes în Rusia sunt Mașina Vremeni⁠(d), DDT, Aquarium⁠(d), Alisa⁠(d), Kino, Kipelov, Nautilus Pompilius⁠(d), Aria⁠(d), Grajdanskaia Oborona⁠(d), Splin, și Korol i Șut⁠(d). Muzica pop rusească⁠(d) s-a dezvoltat din ceea ce era cunoscut în perioada sovietică drept estrada, devenind o adevărată industrie, unii artiști dobândind largă recunoaștere internațională, cum ar fi t.A.T.u., Nu Virgos și Vitas.

### Literatură și filozofie

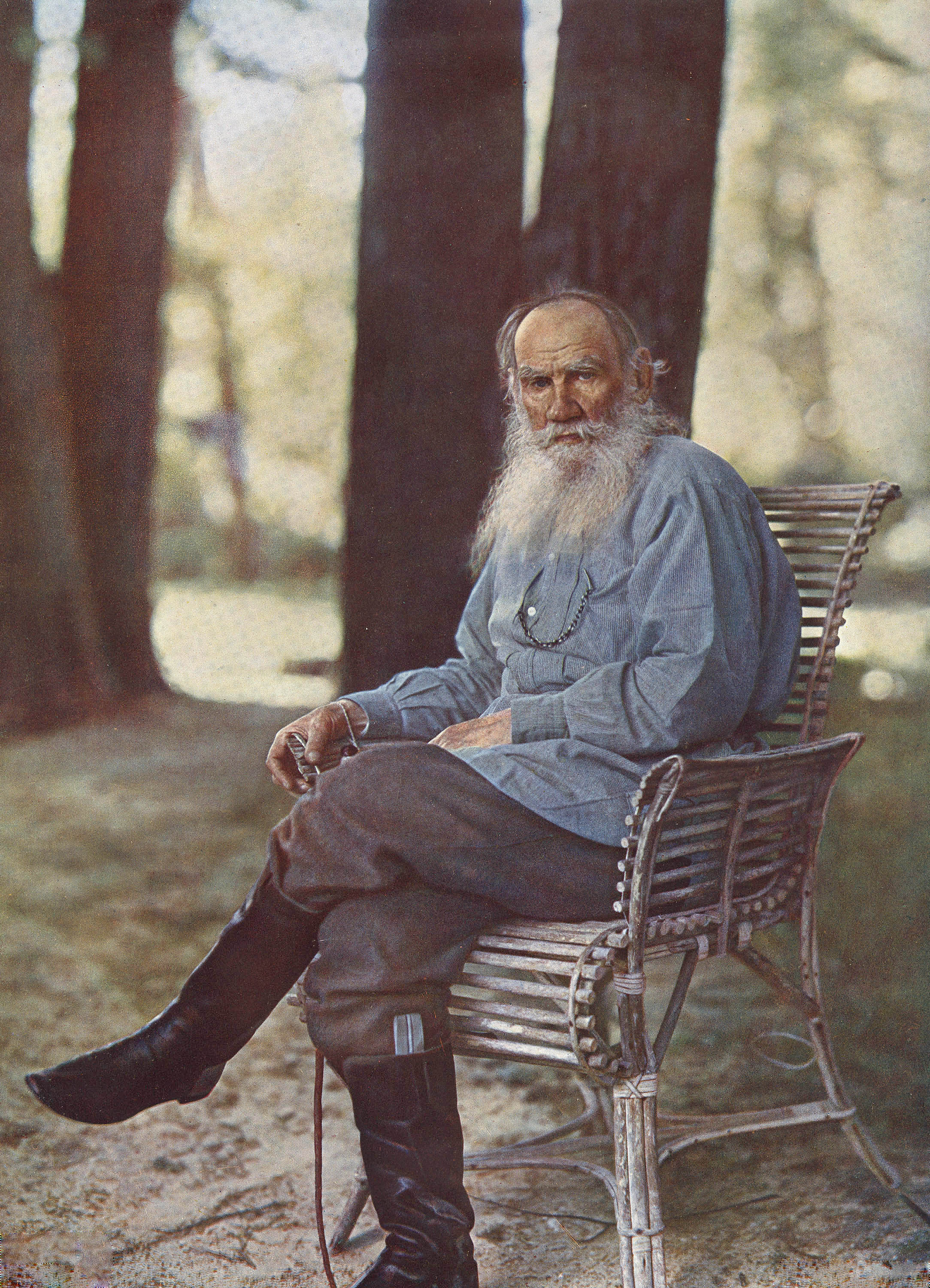
Lev Tolstoi este considerat unul dintre cei mai mari autori din toate timpurile

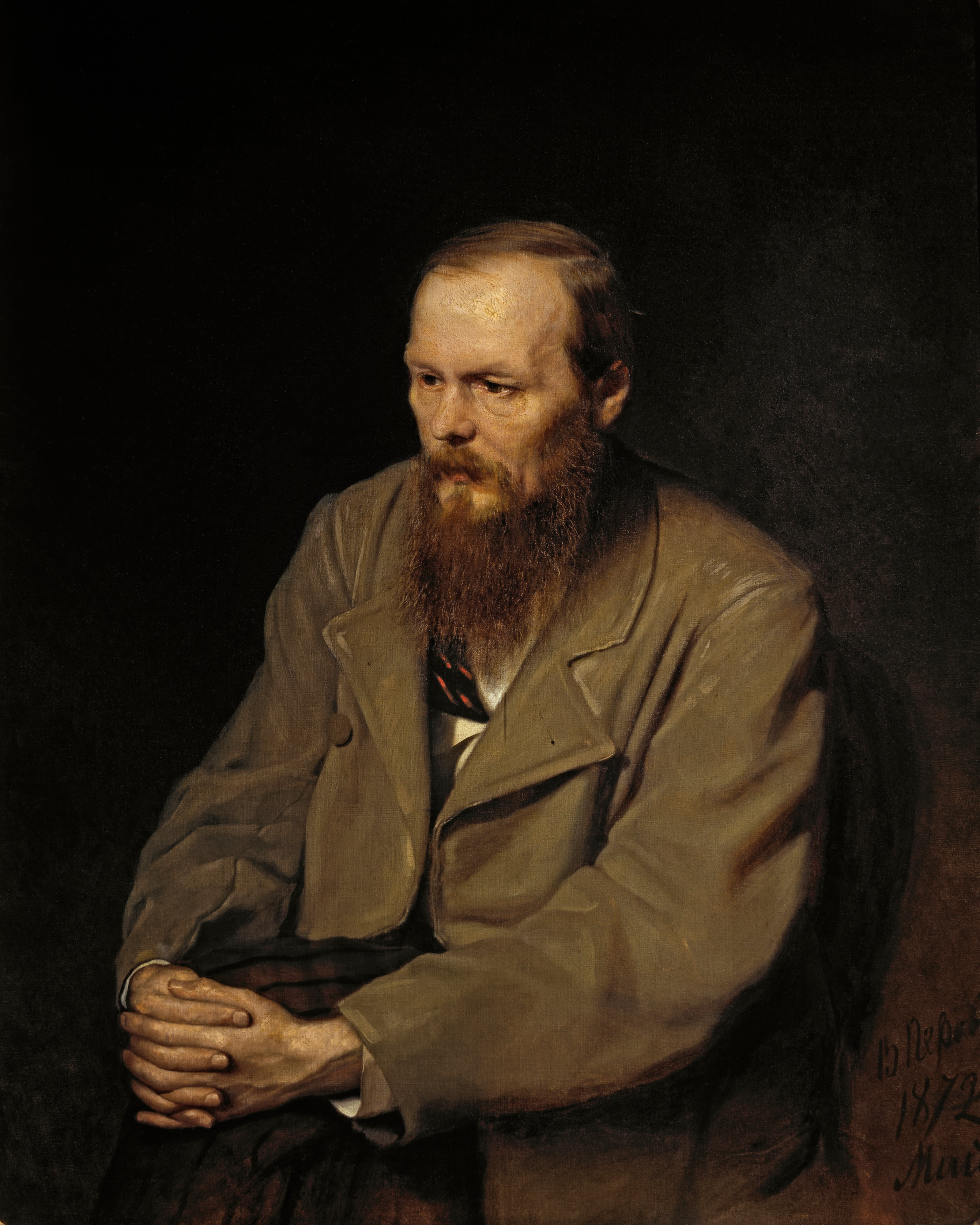
Fiodor Dostoievski

În secolul al XVIII-lea, în epoca de iluminismului rus⁠(d), dezvoltarea literaturii ruse a fost stimulată de lucrările de Mihail Lomonosov și Denis Fonvizin. Până la începutul secolului al XIX-lea, a apărut o tradiție națională modernă, care a produs unii dintre cei mai mari scriitori din istoria Rusiei. Această perioadă, cunoscută drept Epoca de Aur a poeziei ruse⁠(d), a început cu Alexandr Pușkin, considerat fondatorul limbii literare ruse moderne ruse și de multe ori descris ca „Shakespeare-ul rus”. A continuat cu poezia lui Mihail Lermontov și Nikolai Nekrasov, dramele lui Alexandr Ostrovski și Anton Cehov, și proza lui Nikolai Gogol și Turgheniev. Lev Tolstoi și Dostoievski au fost descriși de criticii literari ca cei mai mari romancieri din toate timpurile.
În anii 1880, epoca celor mai mari romancieri trecuse, genurile dominante devenind povestirile de ficțiune și poezia. Următoarele câteva decenii au devenit cunoscute drept Veacul de Argint al poeziei ruse, atunci când locul dominant al realismului literar a fost luat de simbolism. Autori mai importanți din această epocă au fost poeți ca Valeri Briusov, Viacheslav Ivanov, Alexandr Blok, Nikolai Gumiliov și Anna Ahmatova, și romancierii Leonid Andreev, Ivan Bunin, și Maxim Gorki.
Filosofia rusă a înflorit în secolul al XIX-lea, când a fost definită inițial de opoziția într occidentaliști⁠(d), care pledau pentru modelele politice și economice occidentale, și slavofili, care insistau pe dezvoltarea Rusiei ca o civilizație unică. Acest din urmă grup îi include pe Nikolai Danilevski⁠(d) și Konstantin Leontiev⁠(d), fondatorii ai eurasianismului⁠(d). În dezvoltarea sa de mai târziu, filosofia rusă a fost întotdeauna marcată de o profundă conexiune cu literatura și de interesul față de creativitate, societate, politică și naționalism; cosmismul rus și filozofia religioasă au fost alte zone importante. Filozofi notabili de la sfârșitul secolului al XIX-lea și începutul secolului al XX-lea au fost Vladimir Soloviev, Serghei Bulgakov⁠(d), Vladimir Vernadski.

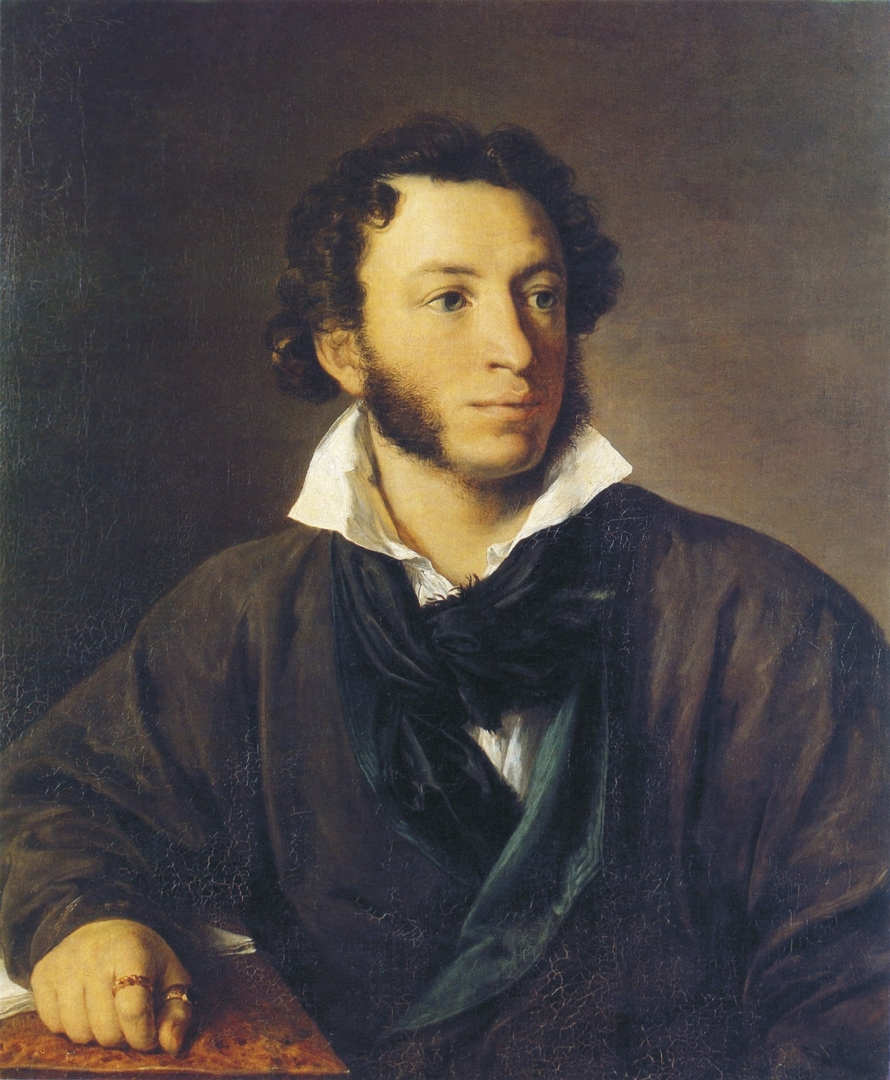
Alexandr Pușkin (portret de Vasili Tropinin)

După Revoluția Rusă din 1917, mulți scriitori și filosofi renumiți aupărăsit țara, inclusiv Bunin, Vladimir Nabokov și Nikolai Berdeaiev, în timp ce o nouă generație de autori talentați s-au aadunatîntr-un efort de a crea o cultură proletară⁠(d) distinctă specifică noului stat sovietic. În 1930, cenzura literaturii a fost înăsprită în conformitate cu politica realismului socialist. La sfârșitul anilor 1950, restricțiile asupra literaturii au fost relaxate, iar prin deceniile anilor 1970 și 1980, scriitorii au ignorat din ce în ce mai mult recomandările oficiale. Printre autorii mai importanți din epoca sovietică se numără romancierii Evgheni Zamiatin (emigrat), Ilf și Petrov, Mihail Bulgakov (cenzurat), Mihail Șolohov și Boris Pasternak și poeții Vladimir Maiakovski, Evgheni Evtușenko, și Andrei Voznesenski⁠(d).
Uniunea Sovietică a fost și o mare producătoare de science-fiction, cu opere scrise de autori precum Arkadi și Boris Strugatski, Kir Bulîciov, Alexandr Beleaev și Ivan Efremov. Tradițiile rusești de science-fiction și fantasy sunt continuate astăzi de numeroși scriitori.

### Cinema, animație și mass-media
Cinematografia sovietică⁠(d) și, mai târziu, cea rusă, a fost un focar de inovație în perioada imediat următoare lui 1917, care a produs filme de renume mondial, cum ar fi Crucișătorul Potemkin de Serghei Eisenstein. Eisenstein a fost discipol al regizorului și teoreticianului Lev Kuleșov⁠(d), care a dezvoltat teoria sovietică a montajului de film⁠(d) la prima școală de film din lume, la Institutul Unional de Cinematografie. Dziga Vertov⁠(d), a cărui teorie kino-glaz—conform căreia aparatul de filmat, ca și ochiul uman, se folosește cel mai bine pentru a explora viața reală—a avut un impact imens asupra dezvoltării filmului documentar și realismului cinematografic. Ulterior, politica de stat a realismului socialist a limitat creativitatea; cu toate acestea, multe filme sovietice în acest stil au avut succes artistic, cum ar fi Ceapaev, Zboară cocorii, și Balada unui soldat.

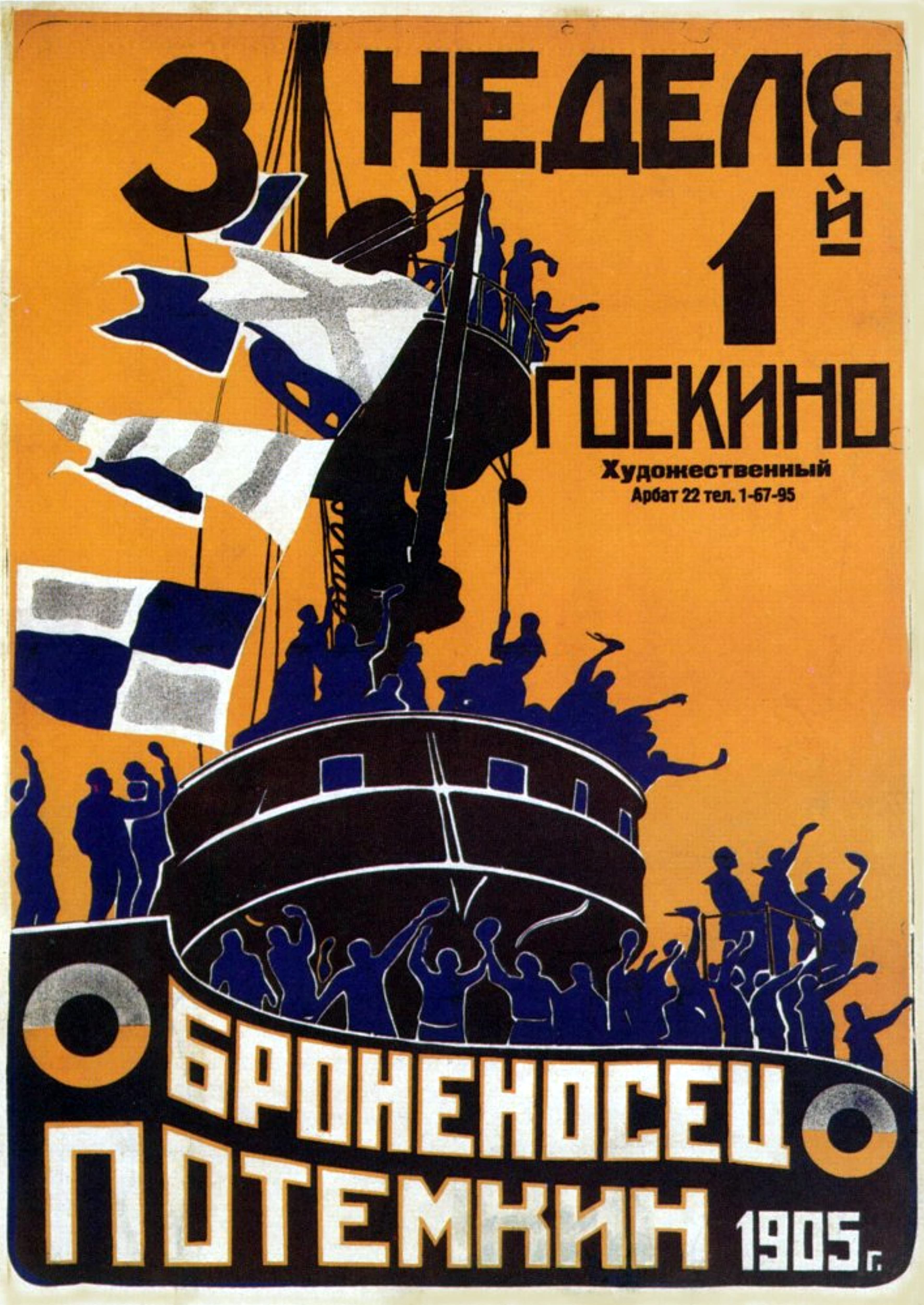
Afiș al filmului Crucișătorul Potemkin (1925) de Serghei Eisenstein, care a fost numit cel mai bun film din toate timpurile, la din 1958.

Anii 1960 și 1970 au adus o mai mare varietate de stiluri artistice în cinematografia sovietică. Comediile lui Eldar Reazanov și Leonid Gaidai din acea vreme erau extrem de populare, multe din replicile din ele fiind încă folosite astăzi. În 1961-1968 Serghei Bondarciuk a regizat o adaptare de film după romanul lui Lev Tolstoi Război și Pace, care a fost cel mai scump film realizat în Uniunea Sovietică și a câștigat Oscar. În 1969, a fost lansat Soarele Alb al Deșertului de Vladimir Motîl⁠(d), un film foarte popular în genul Ostern⁠(d); filmul este urmărit în mod tradițional de către cosmonauți⁠(d), înainte de orice călătorie în spațiu.
Animația rusească⁠(d) datează de la sfârșitul perioadei Imperiului Rus. În epoca sovietică, studioul Soyuzmultfilm a fost cel mai mare producător de animație. Animatorii sovietici dezvoltat o mare varietate de tehnici și stiluri estetice inovatoare, regizori valoroși fiind Ivan Ivanov-Vano⁠(d), Fiodor Hitruk⁠(d) și Aleksandr Tatarski⁠(d). Mulți eroi ale desenelor animate sovietice, cum ar fi Winnie-the-Pooh în stil ursesc, Ceburașka⁠(d); lupul și iepurele din Nu, Pogodi!, au rămas celebre în Rusia și în țările din jur.

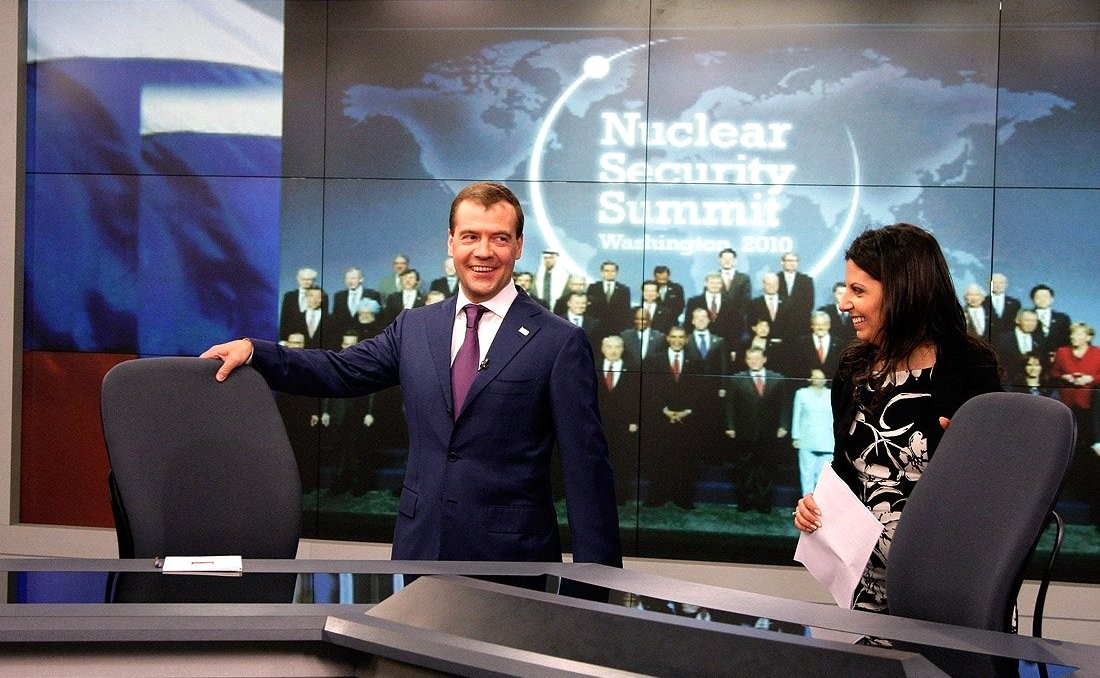
Dmitri Medvedev în studioul de la Washington al postului Russia Today cu

Sfârșitul anilor 1980 și 1990 au fost o perioadă de criză în cinematografia și animația rusești. Deși regizorii ruși a devenit liberi în a se exprima, subvențiile de stat au fost reduse drastic, ceea ce a avut ca rezultat scăderea numărului de filme produse. Primii ani din secolul al XXI-lea au adus creșteri ale audiențelor și, ulterior, prosperitatea industriei în contextul relansării economice. Nivelurile de producție sunt deja mai mari decât în Regatul Unit și Germania. Veniturile totale de box-office din Rusia erau în 2007 de 565 milioane de dolari, in crestere cu 37 % față de anul precedent. În 2002, Arca rusească⁠(d) a devenit primul film de lung metraj filmat vreodată într-o singură dublă. Tradiția animației sovietic au fost dezvoltată recent de regizori ca Aleksandr Petrov⁠(d) și studiouri ca Melnița Animation⁠(d), iar canalul YouTube care difuzează desenele animate Mașa și ursul a ajuns între cele mai urmărite zece de pe platformă.
Deși au existat câteva stații sau canale în perioada sovietică, în ultimele două decenii au apărut multe posturi de radio⁠(d) și canale de televiziune⁠(d) private. În 2005, a început să emită Russia Today, un post de televiziune de stat în limba engleză, iar în 2007 a fost lansată și ediția sa de limbă arabă, RT Arabic⁠(d). Cenzura și libertatea presei în Rusia⁠(d) rămân însă și astăzi o problemă principală în media ruse.

### Sport

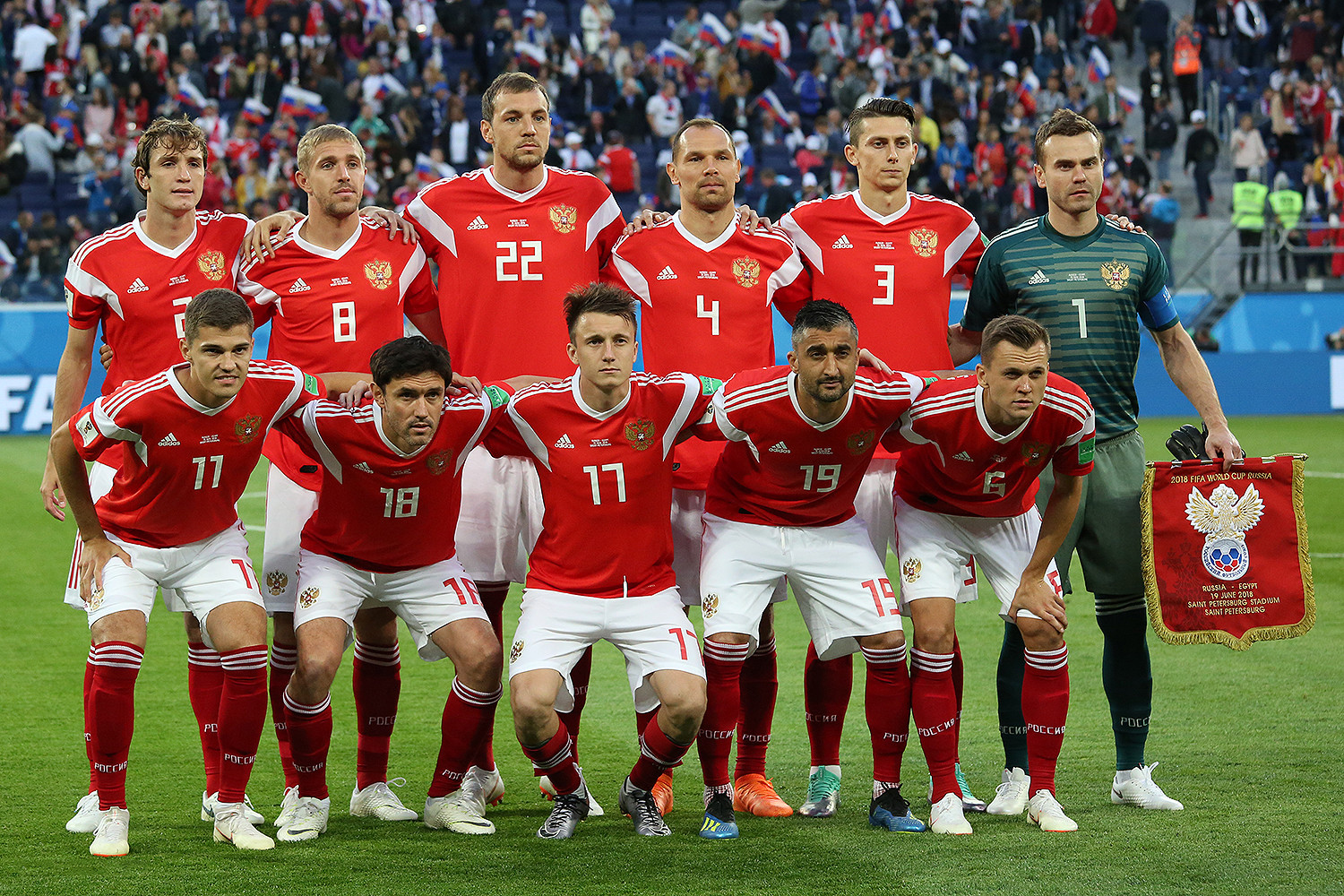
Echipa națională de fotbal a Rusiei la Cupa Mondială FIFA 2018 din Rusia

Sportivii sovietici și, mai târziu, cei ruși au fost întotdeauna pe primele patru locuri la numărul de medalii de aur câștigate la Jocurile Olimpice de Vară. Gimnaștii, atleții, halterofilii, luptătorii, boxerii, scrimerii, trăgătorii, schiorii, biatloniștii, patinatorii artistici și de viteză au fost în mod constant printre cei mai buni din lume, alături jucătorii echipelor sovietice de baschet, handbal, volei și hochei pe gheață. Jocurile Olimpice de Vară din 1980 s-au ținut la Moscova, în timp ce Jocurile Olimpice de Iarnă 2014 au fost găzduite de Soci.

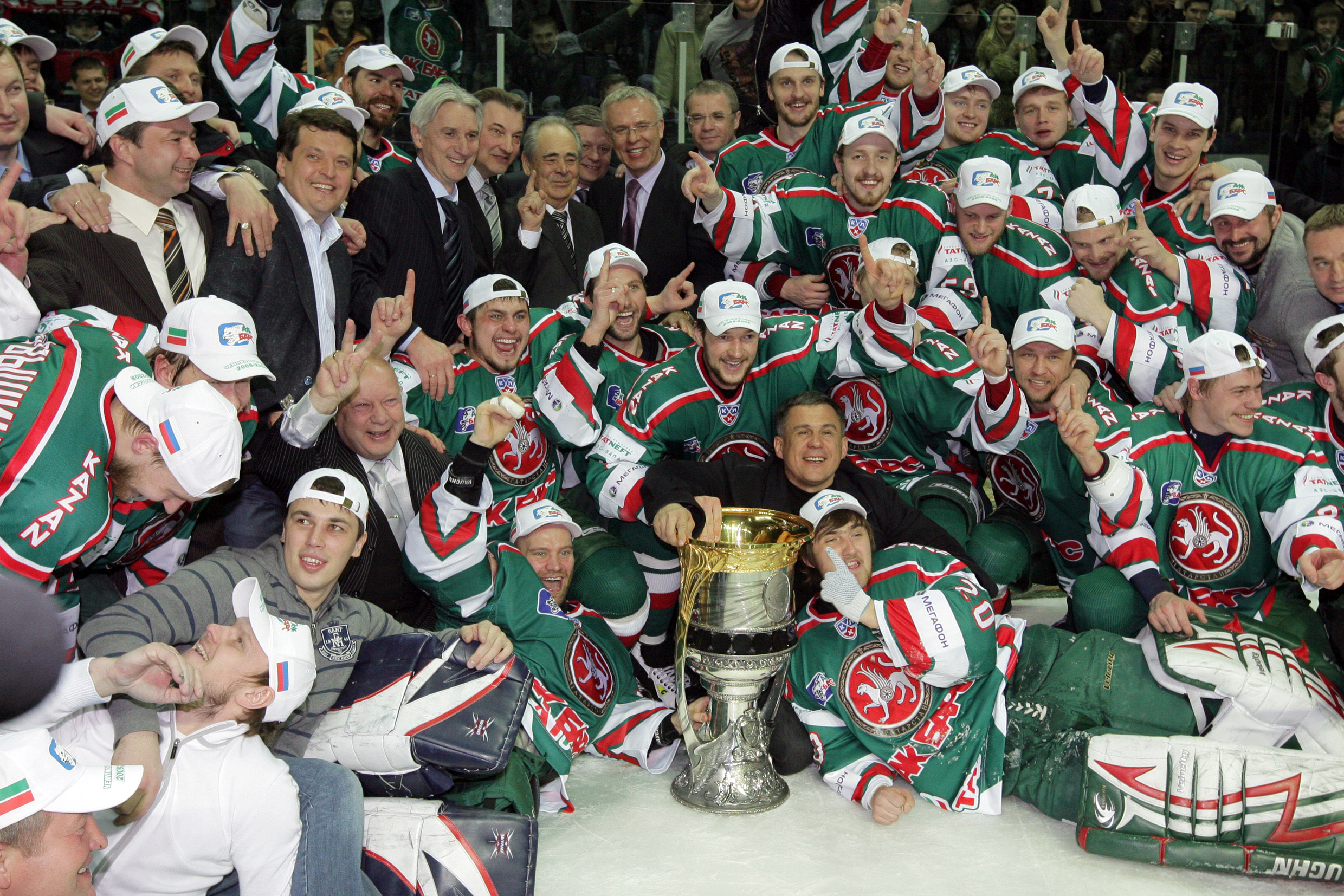
Finala, ligă considerată a doua cea mai bună din lume

Deși hocheiul pe gheață a fost introdus abia în epoca sovietică, echipa națională a Uniuni Sovietice⁠(d) a reușit să câștige aurul la aproape toate Jocurile Olimpice și Campionatele Mondiale la care a participat, beneficiind de faptul că echipa americană participa la aceste competiții cu amatorii de la echipele de colegiu. Jucătorii ruși Valeri Harlamov⁠(d), Serghei Makarov⁠(d), Viaceslav Fetisov⁠(d) și Vladislav Tretiak ocupă patru din cele șase poziții în Echipa Secolului întocmită de IIHF. Rusia nu a câștigat aurul olimpic la hochei pe gheață niciodată după victoria Echipei Unificate în 1992. Rusia a câștigat însă Campionatul Mondial IIHF⁠(d) în 1993⁠(d), 2008⁠(d), 2009⁠(d), 2012⁠(d) și 2014⁠(d).
Liga Continentală de Hochei⁠(d) (KHL) a fost fondată în 2008 ca succesoare a Superligii ruse⁠(d). Ea era considerată cea mai puternică ligă de hochei din Europa în 2009, și a doua din lume. Este o ligă profesionistă internațională de hochei destinată Eurasiei și este formată din 29 de echipe, dintre care 21 sunt din Rusia și alte 7 provin din Letonia, Kazahstan, Belarus, Finlanda, Slovacia, Croația și China. KHL este pe locul 4 în Europa la numărul de spectatori.
Bandy, denumit și hochei rusesc, este un alt sport tradițional pe gheață. Uniunea Sovietică a câștigat toate Campionatele Mondiale de Bandy⁠(d) la masculin între 1957-1979, dar și ulterior altele câteva. După dizolvarea Uniunii Sovietice, Rusia a fost mereu una dintre cele mai de succes echipe, câștigând multe campionate mondiale.

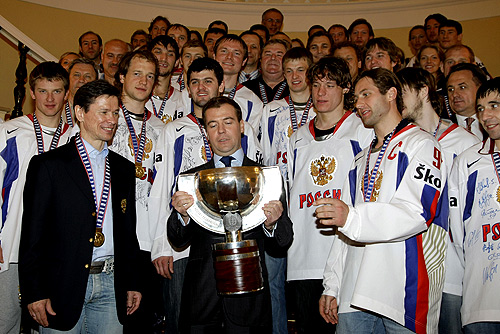
Dmitri Medvedev cu

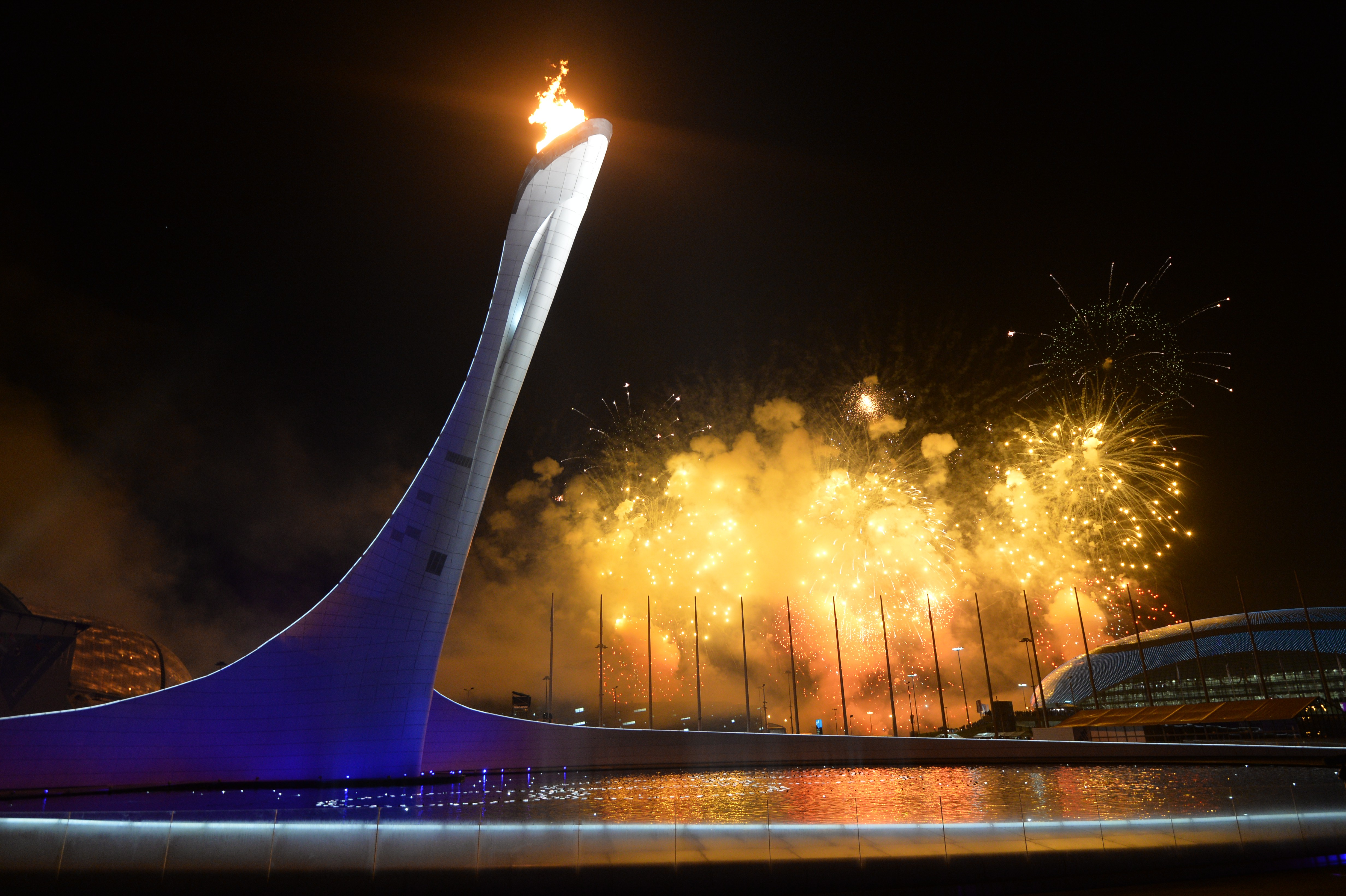
Deschiderea Jocurilor Olimpice de Iarnă 2014

Fotbalul este unul dintre cele mai populare sporturi în Rusia modernă. Echipa națională sovietică a devenit prima campioană europeană, după ce a câștigat Euro 1960. Prezent la patru Cupe Mondiale FIFA din 1958 până în 1970, Lev Iașin este considerat unul dintre cei mai mari portari din istoria fotbalului, și a fost ales în echipa de vis a Cupelor Mondiale FIFA⁠(d). Naționala sovietică a ajuns apoi în finala Euro 1988. În 1956 și 1988, Uniunea Sovietică a câștigat medalia de aur la turneul olimpic de fotbal. Cluburile rusești ȚSKA Moscova și Zenit St. Petersburg au câștigat Cupa UEFA în 2005 și 2008. Echipa națională de fotbal a Rusiei a ajuns în semifinala Euro 2008, pierzând doar în fața viitorilor campioni, Spania. Rusia a găzduit apoi Cupa Mondială FIFA 2018, cu 11 orașe gazdă situate în partea Europeană a țării și în regiunea Ural.
În 2007, echipa națională de baschet a Rusiei⁠(d) a câștigat Campionatul European de Baschet⁠(d). Clubul rusesc de baschet PBC ȚSKA Moscova este una dintre echipele de top ale Europei, câștigătoare a Euroligii în 2006⁠(d) și 2008⁠(d).
Larisa Latînina, care deține în prezent recordul pentru cele mai multe medalii olimpice de aur câștigate de o femeie, a făcut din URSS o forță dominantă în domeniul gimnasticii pentru mulți ani. Astăzi, Rusia domină competițiile de gimnastică ritmică prin Evghenia Kanaeva. Medaliatul olimpic cu aur la 50 m și 100 m liber Alexandr Popov este considerat unul din marii înotători de viteză din istorie. La înot sincron Rusia este cea mai bună din lume, cu aproape toate medalii de aur la jocurile Olimpice și Campionatele Mondiale fiind obținute de ruși în ultimele decenii. Patinajul artistic este un alt sport popular în Rusia, în special pe perechi⁠(d) și la dans pe gheață⁠(d). Cu excepția ediției 2010⁠(d), medalia de aur a fost câștigată mereu de perechi ruse sau sovietice din 1964.
De la sfârșitul epocii sovietice, tenisul a crescut în popularitate și Rusia a produs o serie de jucători celebri, între care Maria Șarapova. În artele marțiale, Rusia a produs sportivi și luptători de Sambo, ca Fiodor Emelianenko. Șahul este un joc foarte popular în Rusia; din 1927, maeștrii ruși au deținut titlul mondial la șah aproape continuu.
Jocurile Olimpice de Iarnă 2014 au avut loc la Soci, în sudul Rusiei. În 2016, Raportul McLaren⁠(d) a găsit dovezi ale dopajului susținut de stat⁠(d) și ale unei conspirații instituțional pentru a acoperi testele antidopong pozitive ale concurenților ruși. În 1 decembrie 2017, 25 de sportivi fuseseră descalificați și 11 medalii fuseseră reatribuite.

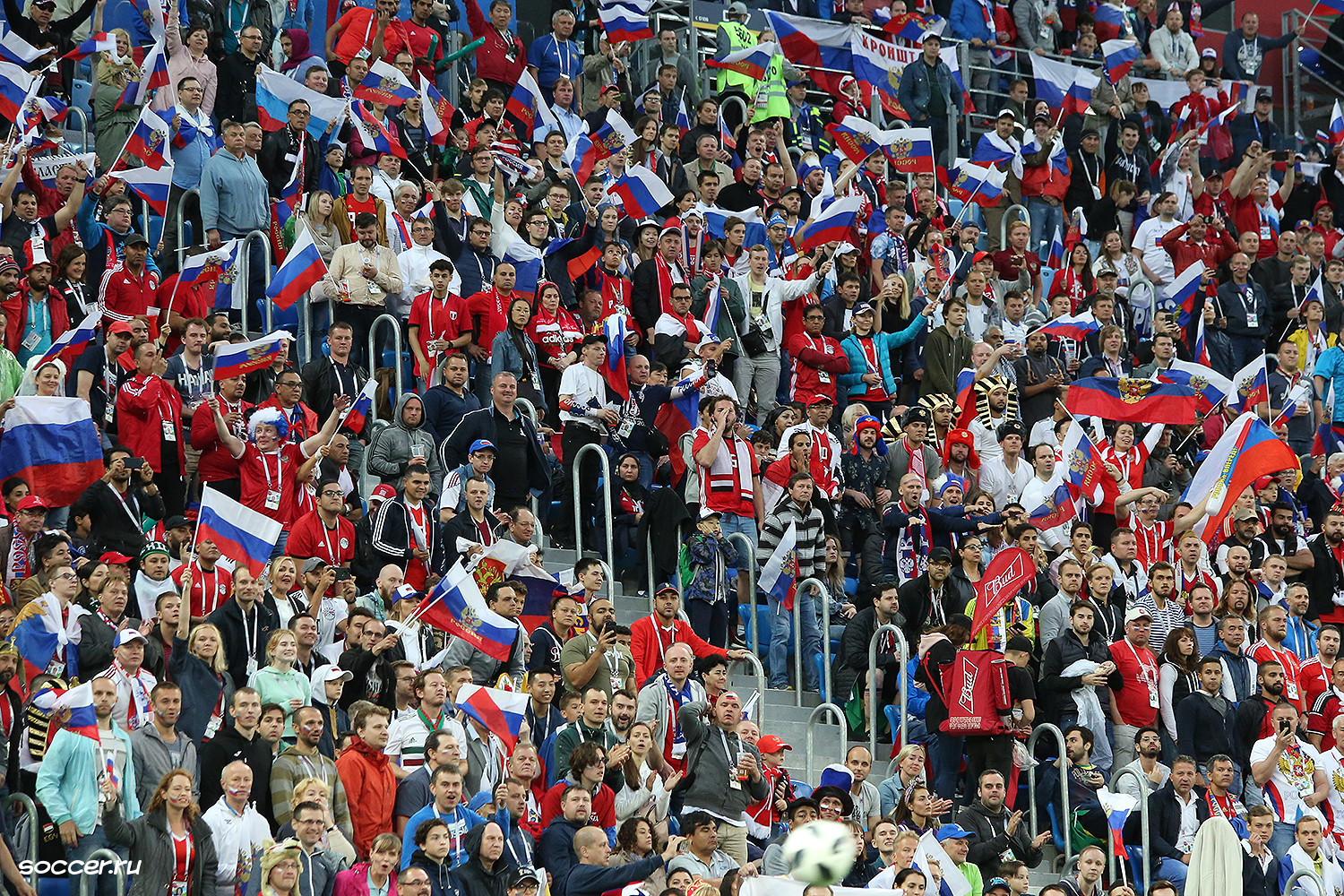
Suporteri ai naționalei ruse de fotbal de la Cupa Mondială FIFA 2018

Formula 1 este din ce în ce mai populară în Rusia. În 2010, Vitali Petrov din Vîborg a devenit primul rus care a pilotat în Formula 1, și a fost imediat urmat de un al doilea – Daniil Kveat, din Ufa – în 2014. Au existat doar două Mari Premii ale Rusiei (în 1913 și 1914), dar Marele Premiu al Rusiei a revenit ca parte a sezonului Formula 1 în 2014, ca parte a unei înțelegeri pe șase ani.
Rusia are cele mai multe medalii olimpice pierdute pentru încălcări ale legilor dopajului (51⁠(d)), mai multe ca orice țară, de patru ori mai multe decât a doua clasată, și mai mult de o treime din totalul la nivel mondial, și 129 de sportivi au fost prinși dopați la Jocurile Olimpice⁠(d), tot cel mai mare număr din toate țările. Din 2011 până în 2015, peste o mie de concurenți din Rusia de la diverse sporturi, inclusiv de vară, de iarnă, și paralimpice, au beneficiat de acoperirea statului, fără nicio indicație că programul ar fi încetat de atunci.
Rusia a fost țara-gazdă pentru Cupa Mondială FIFA 2018. Meciurile au avut loc între 14 iunie și 15 iulie 2018, pe stadioane din 11 orașe diferite din Rusia, și anume Kaliningrad, Kazan, Moscova, Nijni Novgorod, Rostov-pe-Don, Sankt-Petersburg, Samara, Saransk, Soci, Volgograd și Ekaterinburg. Aceasta a fost prima fotbal Cupa Mondială desfășurată vreodată în Europa de Est. Rusia va găzdui și jocuri de la Euro 2020.

### Sărbătorile și simbolurile naționale

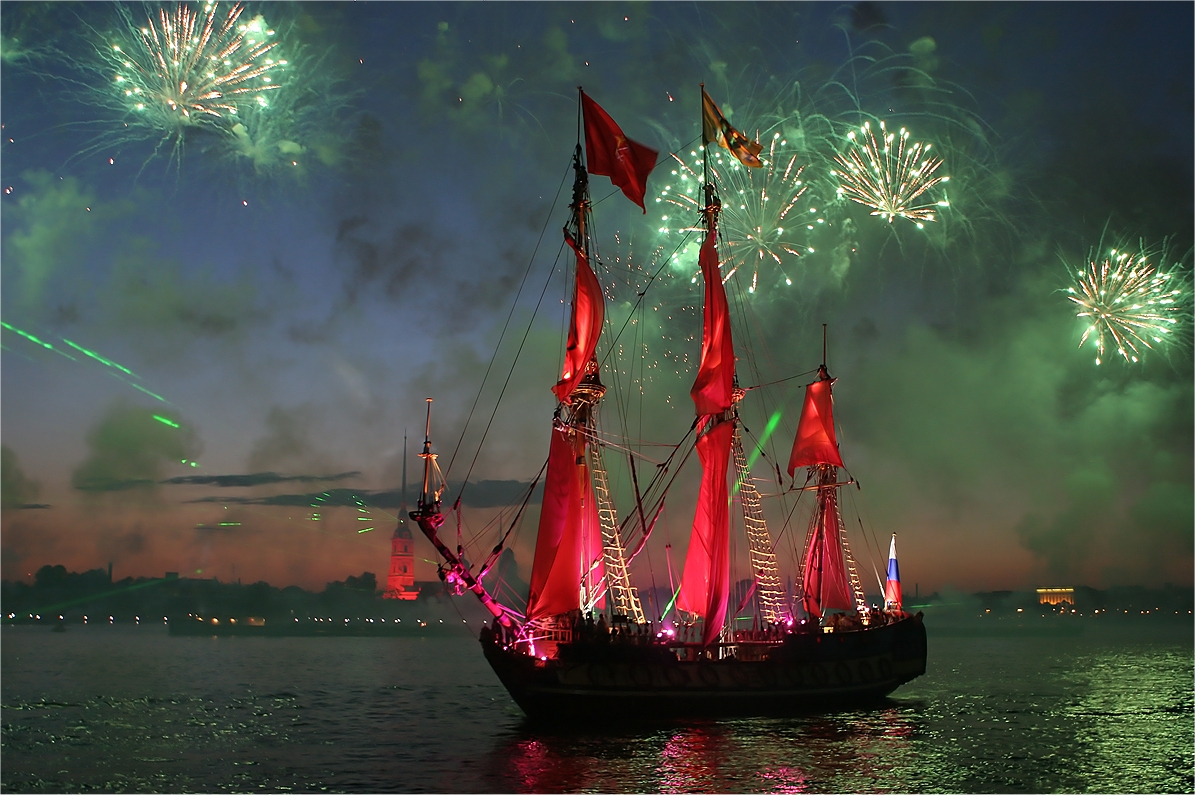
Sărbătoarea Pânzelor Roșii pe râul Neva în Sankt Petersburg

Există șapte sărbători publice din Rusia⁠(d), cu excepția celor întotdeauna sărbătorite duminică. Tradițiile rusești de Anul Nou se aseamănă cu cele occidentale de Crăciun, pomul împodobit de Crăciun fiind însă atribuit Anului Nou⁠(d) și cadouri, iar varianta locală a personajului Moș Crăciun fiind numită Ded Moroz (Moș Gerilă⁠(d)). Crăciunul pe stil vechi se sărbătorește în Rusia la 7 ianuarie, deoarece Biserica Ortodoxă Rusă încă urmează în integralitate calendarul iulian, toate sărbătorile creștine cu dată fixă fiind la 13 zile după cele occidentale. Alte două mari sărbători Creștine sunt Paștele și Duminica Sfintei Treimi⁠(d). Kurban Bayram și Uraza Bayram sunt celebrate de către rușii musulmani.
Alte sărbători legale rusești sunt Ziua Apărătorilor Patriei⁠(d) (23 februarie), în cinstea militarilor ruși; Ziua Internațională a femeii (8 martie), care în Rusia combină tradițiile de Ziua Mamei și Ziua Îndrăgostiților; Ziua Muncii (1 mai); Ziua Victoriei (9 mai); Ziua Rusiei⁠(d) (12 iunie); Ziua Unității⁠(d) (4 noiembrie), comemorarea revoltei populare care a gonit forțele polone de ocupație din Moscova, în 1612.
Ziua Victoriei este a doua cel mai populară sărbătoare în Rusia; se comemorează victoria împotriva nazismului în al Doilea Război Mondial. O mare paradă militară⁠(d), găzduită de Președintele Rusiei, se organizează anual la Moscova în Piața Roșie. Parade similare au loc în toate marile orașe din Rusia și în orașele cu statut oraș-erou sau oraș al gloriei militare.
Sărbători neoficiale populare sunt Anul Nou pe stil vechi⁠(d) (Anul Nou după calendarul iulian, 14 ianuarie), Ziua Tatiana⁠(d) (zi liberă pentru elevi, pe 25 ianuarie), Maslenița (o sărbătoare precreștină a primăverii, cu o săptămână înainte de Postul Mare⁠(d)), Ziua Cosmonauticii⁠(d) (omagiu pentru primul om în spațiu), Ziua Ivan Kupala (o altă sărbătoare precreștină, pe 7 iulie) și Ziua Petru și Fevronia⁠(d) (care are loc pe 8 iulie și este echivalenta rusească a Zilei Îndrăgostiților, concentrându-se, cu toate acestea, pe iubirea de familie și fidelitate).

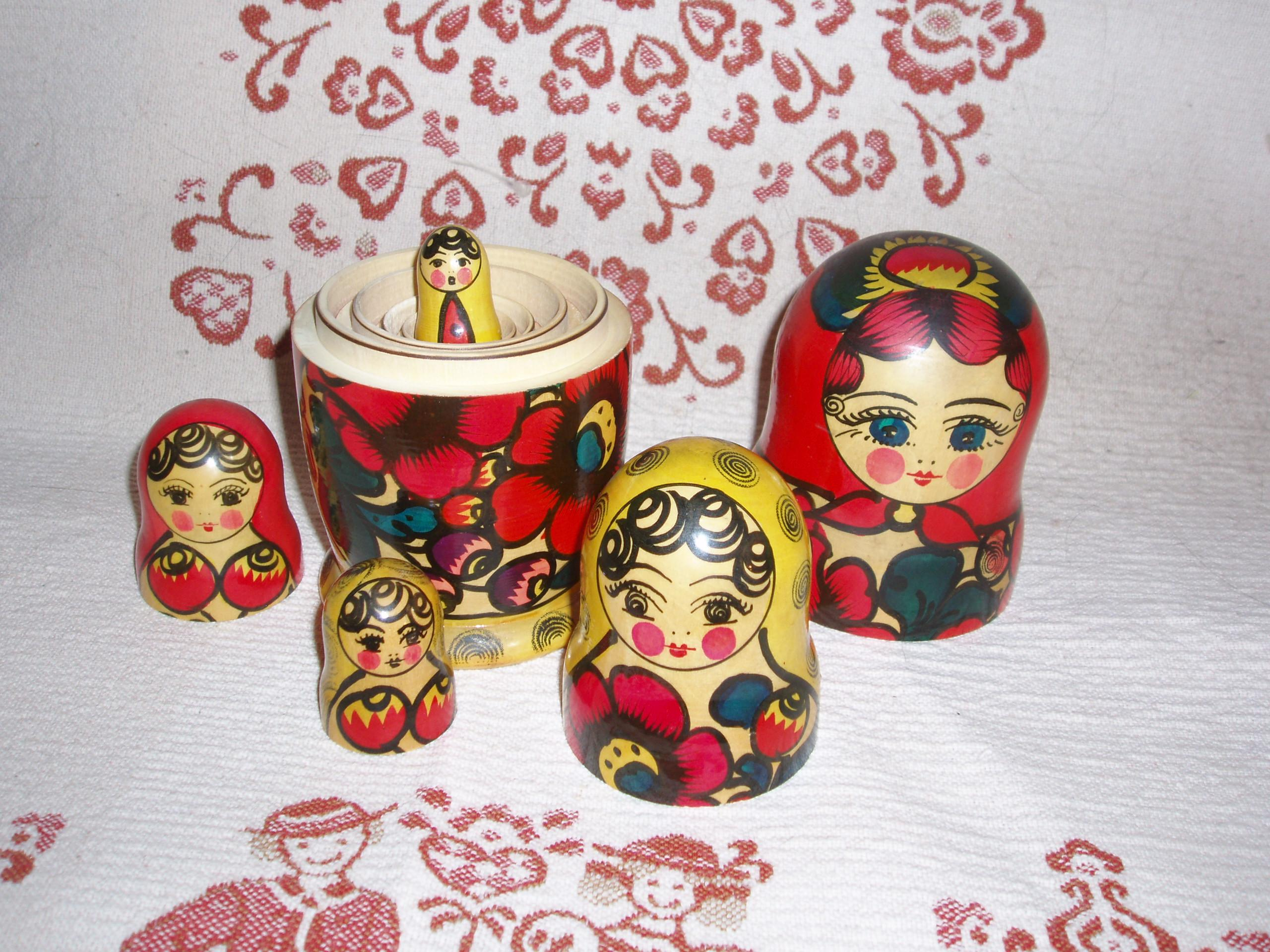
Păpușă Matrioșka dezasamblată

Simbolurile de stat ale Rusiei cuprind vulturul bicefal bizantin, combinat cu Sf. Gheorghe al Moscovei⁠(d) pe stema Rusiei. Drapelul rus datează de la sfârșitul perioadei Țaratului Rusiei și a fost utilizat pe scară largă din vremea Imperiului Rus. Imnul Rusiei are aceeași melodie ca imnul sovietic, dar versuri diferite. Motto-ul imperial Dumnezeu este cu noi și cel sovietic Proletari din toate țările, uniți-vă! sunt acum perimate și nu au fost înlocuite cu altul. Secera și ciocanul și stema sovietică completă încă mai apar în multe locuri publice din orașele rusești ca parte a vechilor decorațiuni arhitecturale. Steaua roșie⁠(d) sovietică este și ea întâlnită de multe ori pe echipamente militare și la memorialele de război. Drapelul roșu⁠(d) continuă să fie cinstit, mai ales drapelul victoriei⁠(d) din 1945.
Păpușa Matrioșka este recunoscută ca simbol al Rusiei, și principalele embleme arhitecturale sunt Kremlinul din Moscova și Catedrala Sfântul Vasile. Ceburașka⁠(d) este o mascotă a echipei naționale olimpice ruse. Sfinții protectori ai țării sunt Sf. Maria, Sf. Nicolae, Sf. Andrei, Sf. Gheorghe, Sf. Alexandru Nevski, Sfântul Serghie de Radonej și Sfântul Serafim de Sarov. Mușețelul este floarea națională, în timp ce mesteacănul este copacul național⁠(d). Ursul rus⁠(d) este un animal-simbol și o personificare națională a Rusiei, deși această imagine are o origine occidentală și Rușii înșiși au acceptat-o doar destul de recent. O personificare națională autohtonă este Mama Rusia⁠(d).

### Turism

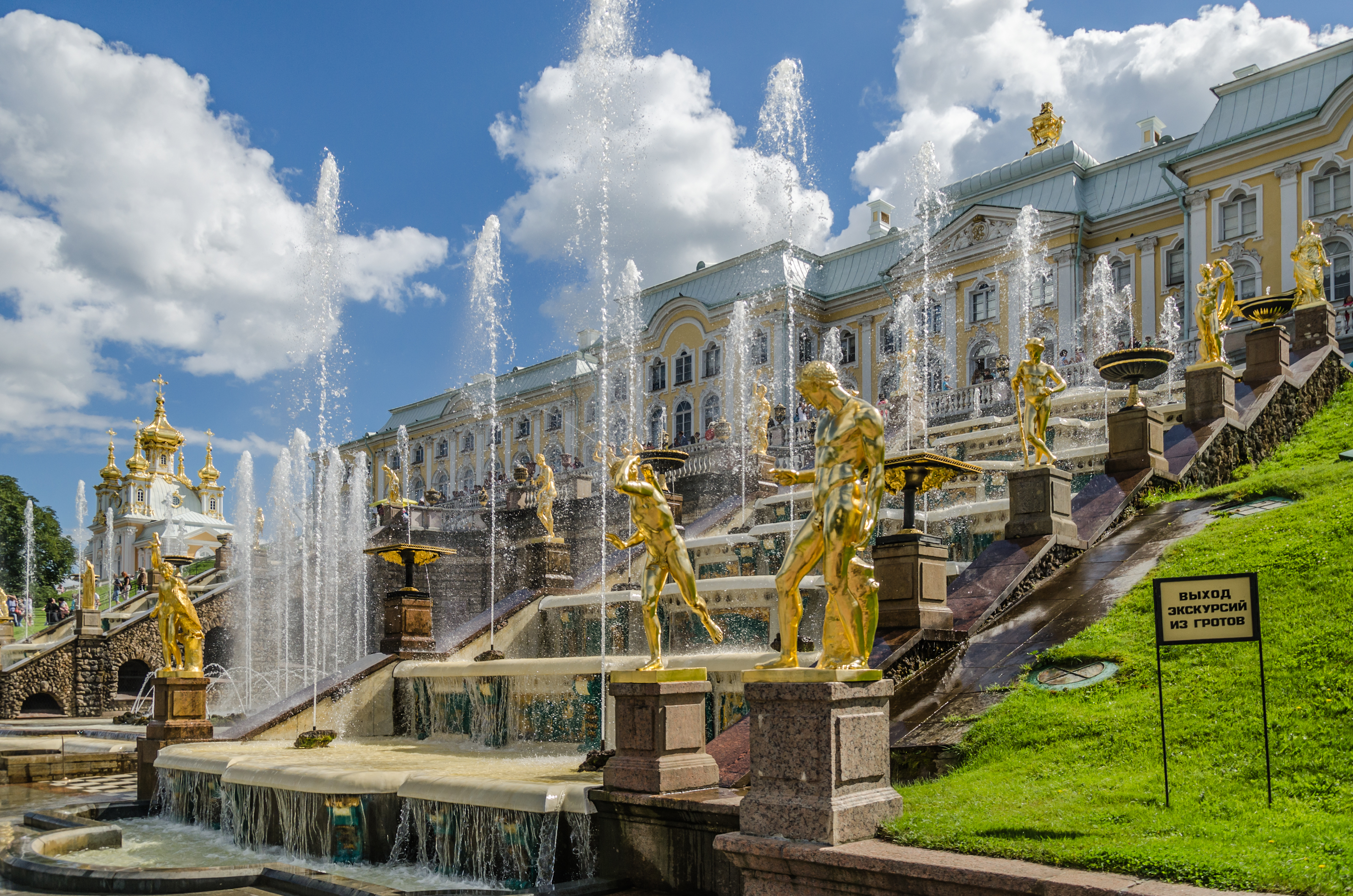
din, o destinație turistică populară în Sankt Petersburg

Turismul din Rusia a înregistrat o creștere rapidă de la sfârșitul perioadei Sovietice, mai întâi turismul intern și apoi cel internațional, alimentate de patrimoniul cultural bogat și de marea varietate naturală a țării. Cele mai importante trasee turistice din Rusia includ o călătorie prin orașele vechi din Inelul de Aur, croaziere pe râuri mari ca Volga, și călătorii de lungă durată pe celebra cale ferată Trans-Siberiană. În 2013, Rusia a fost vizitată de 28,4 milioane de turiști; este a noua cea mai vizitată țară din lume și a șaptea din Europa. Numărul de vizitatori occidentali a scăzut în 2014.

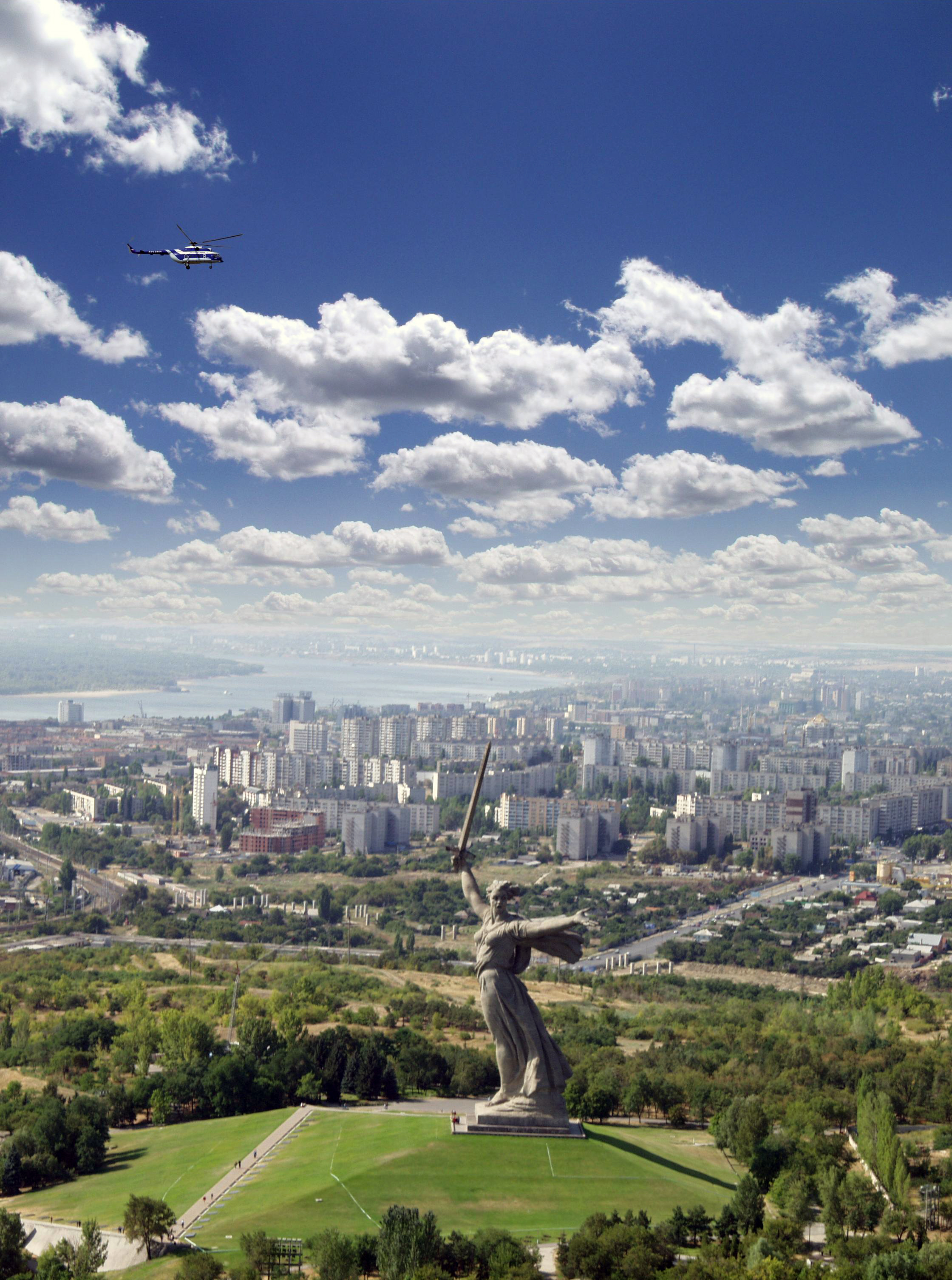
Patria-mamă din Volgograd este cea mai înaltă statuie a unei femei din lume (fără a cuprinde piedestalul)

Cele mai vizitate destinații din Rusia sunt Moscova și Sankt Petersburg, actuala și, respectiv, fosta capitală a țării. Recunoscute ca orașe globale, aici se află muzee de renume mondial ca Galeria Treteakov și muzeul Ermitaj, teatre celebre ca Bolșoi și Mariinski, biserici ornate, cum ar fi Catedrala Sfântul Vasile din Moscova, Catedrala Hristos Mântuitorul, Catedrala Sfântul Isaac⁠(d) și Biserica Mântuitorului pe Sânge⁠(d), impresionante fortificații cum ar fi Kremlinul și Fortăreața Petru și Pavel, piețe și străzi ca Piața Roșie, Piața Palatului, Strada Tverskaia⁠(d), Nevski Prospect, și Strada Arbat⁠(d). Palate și parcuri bogate se găsesc în fostele reședințe imperiale din suburbiile Moscovei (Kolomenskoe⁠(d), Țarițîno⁠(d)) și St. Petersburg (Peterhof⁠(d), Strelna⁠(d), Oranienbaum⁠(d), Gatcina, Pavlovsk⁠(d) și Țarskoe Selo). În Moscova se găsesc construcții reușite de arhitectură sovietică⁠(d), împreună cu zgârie-nori moderni, în timp ce St Petersburg, supranumit Veneția Nordului, se mândrește cu arhitectura sa clasică, multe râuri, canale și poduri⁠(d).
Kazan, capitala Tatarstanului, prezintă un amestec de cultură creștină rusă și tătară musulmană. Orașul a înregistrat brandul de a Treia Capitală a Rusiei, deși o serie de alte orașe mari concurau pentru acest statut, inclusiv Novosibirsk, Ekaterinburg și Nijni Novgorod.
Coasta caldă a Mării Negre este locul unde se află mai multe stațiuni populare de litoral, cum ar fi Soci, gazda Jocurilor Olimpice de Iarnă 2014. Munții din Caucazul de Nord conțin populare stațiuni de schi, cum ar fi Dombai. Cea mai renumită destinație naturală din Rusia este Lacul Baikal, Ochiul Albastru al Siberiei. Acest lac unic, cel mai vechi și mai adânc din lume, are ape limpezi și este înconjurat de munți acoperiți de taiga. Alte destinații naturale populare sunt Kamceatka cu vulcani și gheizere, Karelia, cu lacurile sale și stâncile de granit, Munții Altai, și stepele sălbatice din Tuva.